# Château de Bois-Briand
 (juillet 2023).
La mise en forme du texte ne suit pas les recommandations de Wikipédia : il faut le « wikifier ».
Les points d'amélioration suivants sont les cas les plus fréquents. Le détail des points à revoir est peut-être précisé sur la page de discussion.
- Les titres sont pré-formatés par le logiciel. Ils ne sont ni en capitales, ni en gras.
- Le texte ne doit pas être écrit en capitales (les noms de famille non plus), ni en gras, ni en italique, ni en « petit »…
- Le gras n'est utilisé que pour surligner le titre de l'article dans l'introduction, une seule fois.
- L'italique est rarement utilisé : mots en langue étrangère, titres d'œuvres, noms de bateaux, etc.
- Les citations ne sont pas en italique mais en corps de texte normal. Elles sont entourées par des guillemets français : « et ».
- Les listes à puces sont à éviter, des paragraphes rédigés étant largement préférés. Les tableaux sont à réserver à la présentation de données structurées (résultats, etc.).
- Les appels de note de bas de page (petits chiffres en exposant, introduits par l'outil «  Source ») sont à placer entre la fin de phrase et le point final[comme ça].
- Les liens internes (vers d'autres articles de Wikipédia) sont à choisir avec parcimonie. Créez des liens vers des articles approfondissant le sujet. Les termes génériques sans rapport avec le sujet sont à éviter, ainsi que les répétitions de liens vers un même terme.
- Les liens externes sont à placer uniquement dans une section « Liens externes », à la fin de l'article. Ces liens sont à choisir avec parcimonie suivant les règles définies. Si un lien sert de source à l'article, son insertion dans le texte est à faire par les notes de bas de page.
- La présentation des références doit suivre les conventions bibliographiques. Il est recommandé d'utiliser les modèles {{Ouvrage}}, {{Chapitre}}, {{Article}}, {{Lien web}} et/ou {{Bibliographie}}. Le mode d'édition visuel peut mettre en forme automatiquement les références.
- Insérer une infobox (cadre d'informations à droite) n'est pas obligatoire pour parachever la mise en page.

Pour une aide détaillée, merci de consulter Aide:Wikification.
Si vous pensez que ces points ont été résolus, vous pouvez retirer ce bandeau et améliorer la mise en forme d'un autre article.
Le château de Bois-Briand est une propriété située à Nantes, dans le quartier Doulon - Bottière. Fondé au Moyen Âge, aucune partie n'en a été détruite depuis 600 ans. Au cours de cette période, jardins et édifices ont été ajoutés, pour aboutir à un ensemble considéré comme « faisant partie du patrimoine national », tant au titre de la « guinguette » du jardinier qu'à celui de ses propriétaires. Au fil des siècles on y retrouve la trace d'immigrants irlandais, de financiers de la Révolution américaine, de barons, de princesses, de corsaires, etc.

## Dénomination
Originellement, le château se nommait « Bois-Briant » ou « Bois-Brient ». Il vient du nom d'un bois exposé au sud et qui donc, « brille » au soleil. On retrouve cette orthographe jusqu'au début du XXe siècle. L'artère qui menait au château se nommait, jusqu'en 1990 « Avenue de Bois-Briant ». 

## Localisation
Le château de Bois-Briand se trouve sur la rive droite de l’Aubinière, une rivière affluente de la Loire, qui marque la limite administrative entre Nantes et Sainte-Luce-sur-Loire (le château se trouve à moins de 300 m de l'église du bourg de Sainte-Luce).
Avant 1908, le domaine dépendait de la commune de Doulon, jusqu'à l'annexion de cette dernière à Nantes. Toutefois, les principales informations relatives à la vie des familles de Bois-Briand proviennent des registres de la paroisse de Sainte-Luce.

## Les trois logis de Bois-Briand
Le château de Bois-Briand est au centre d'un domaine qui ne comporte plus qu'un hectare et demi de propriété privée. Il subsiste, par contre, un ensemble monumental et planté sur une surface d'environ dix hectares.
L'ensemble encore visible comporte :
- le manoir médiéval agrandi en maison de plaisance à la fin du XVIIe siècle ;
- la ferme située au nord ouest du château ;
- la maison du jardinier, située au sud-est du logis principal ;
- le miroir d'eau, canal construit à l'est du jardin à la française et du logis. Ce miroir d'eau est flanqué de deux exèdres en banquette de pierre ;
- les hauts murs fermant le jardin à la française, le mail de tilleul et la cour d'honneur du logis ;
- le bois situé au-delà du ruisseau de l'Aubinière, sur la commune de Sainte-Luce-sur-Loire ;
- la rue du Bois-Briand, nommée précédemment « avenue de Bois-Briant » avant qu'elle n'obtienne le statut de voie communale en 1990, menant autrefois de l'entrée nord (route de Paris) au Bois des Anses (route de Sainte-Luce). Depuis les années 1880, la partie septentrionale de cette artère a été amputée par la construction de la ligne ferroviaire Nantes-Segré.

Cour d'honneur du logis et portail
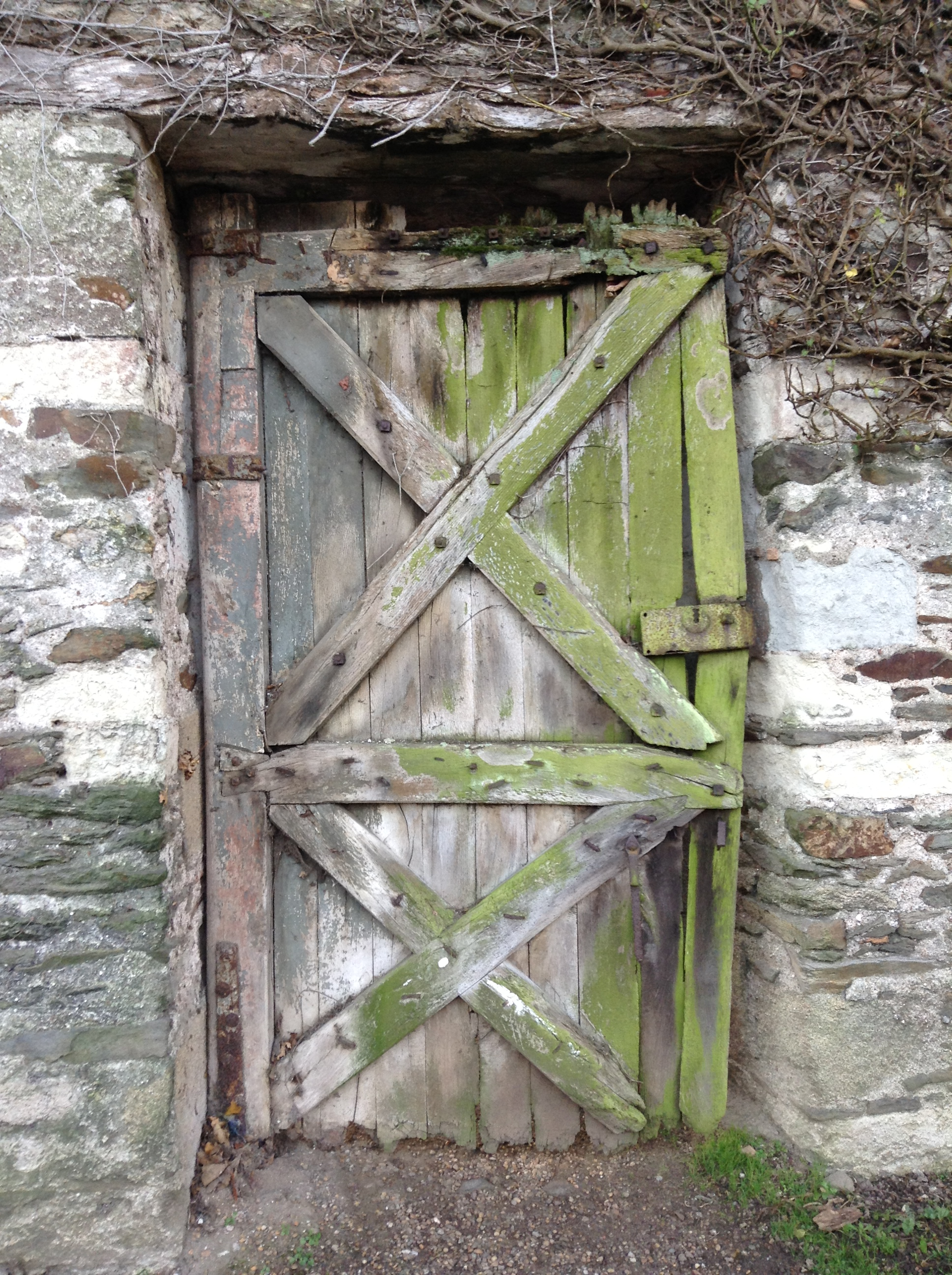
Entrée de la cour de la ferme de Bois-Briand.
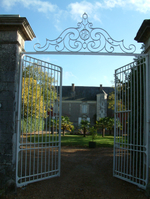
Le portail de la cour d'honneur du château de Bois-Briand.
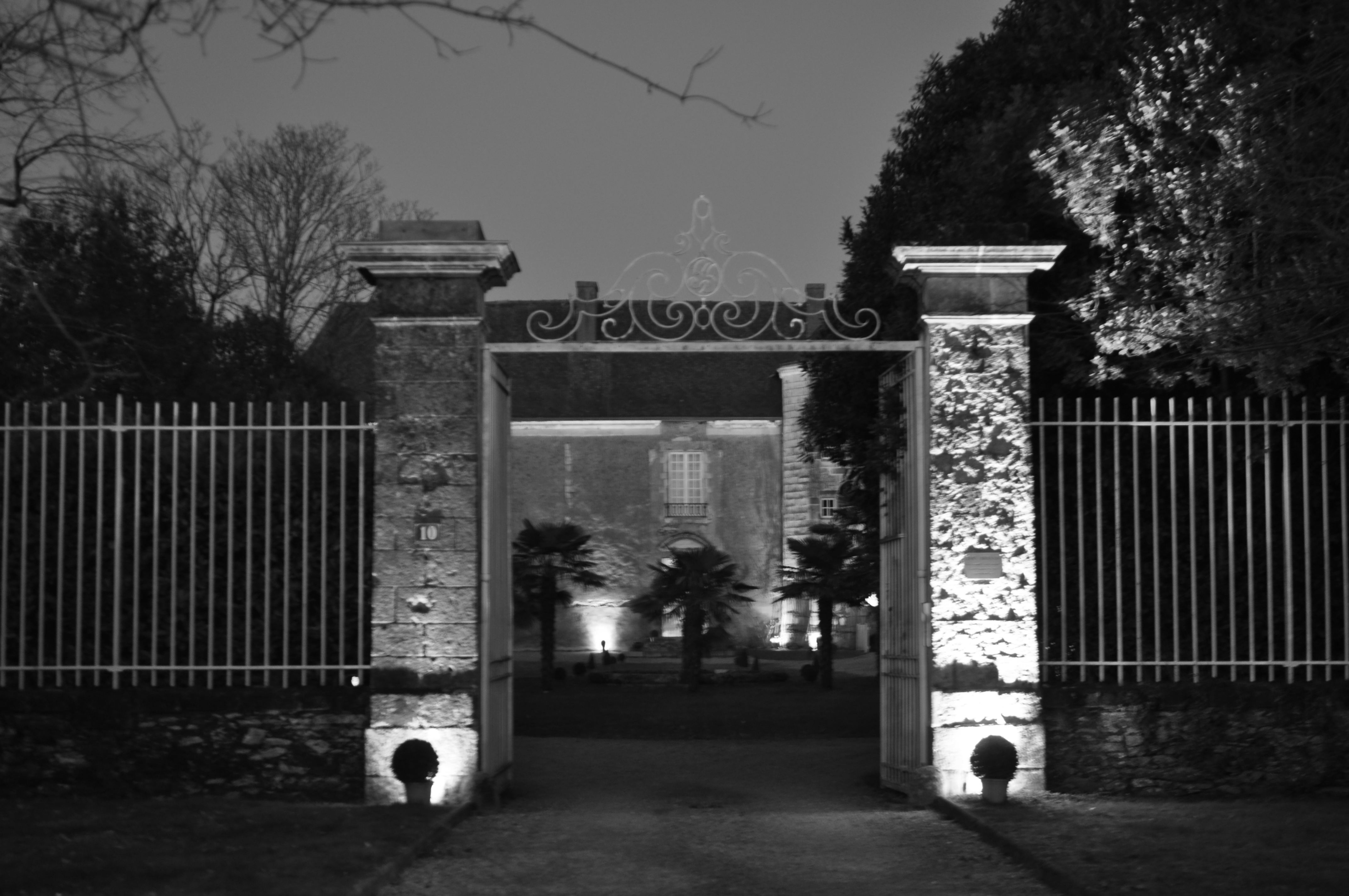
Éclairage nocturne du portail d'accès à la cour d'honneur du château de Bois-Briand.

### Le logis principal

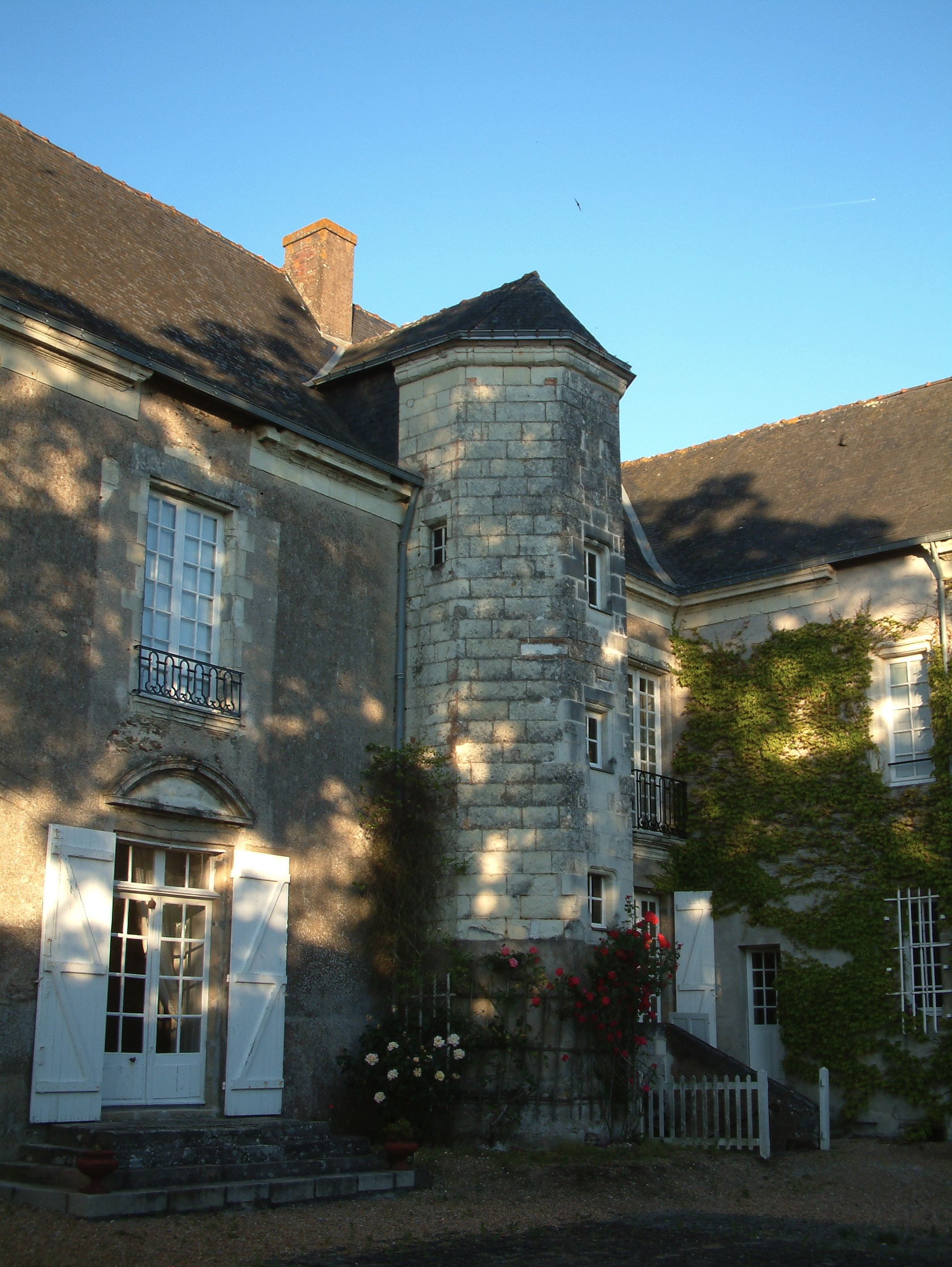
Château de Bois-Briand.

Trois parties constituent le style architectural composite du logis :
- la partie médiévale (1405-1690), caractérisée par sa tour-escalier demi hors-œuvre (ouest), son échauguette (sud), ses grilles de protection (sud), ses ouvertures de granite (ouest, sud, est) ;
- la partie XVIIe (1690-aujourd'hui), caractérisée par sa façade régulière (est), ses portes et fenêtres de grandes dimensions (est, ouest) ;
- l'orangerie XVIIIe / XIXe siècle (1771), caractérisée par ses hautes porte et croisées tournées vers le soleil.

Les couleurs du logis de Bois-Briand
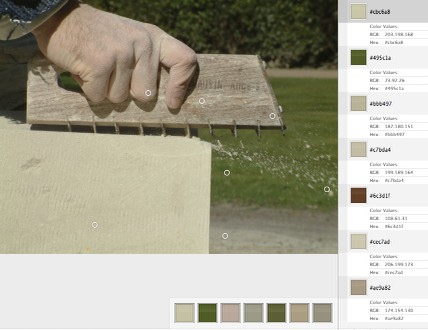
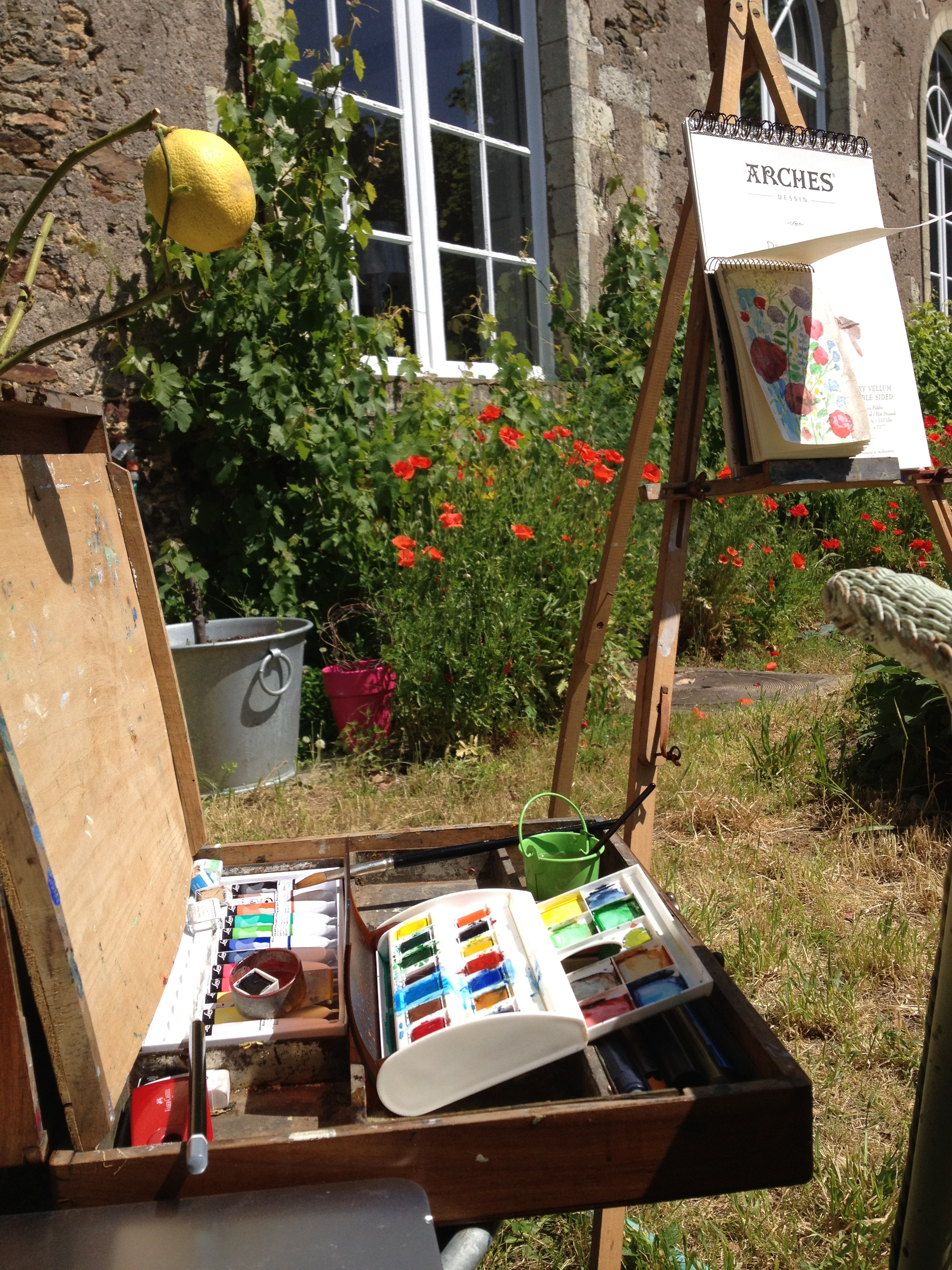

#### Le logis médiéval du début duXIVesiècle
La partie médiévale s'étend de la tour semi-hors-œuvre à l'orangerie. Elle est reconnaissable à son échauguette, sa tour, ses coussièges, portes à décor de pli-de-serviette, cheminées monumentales, grilles, etc. La partie Renaissance est reconnaissable aux ornements venus adoucir les structures médiévales (décor de la tour, de l'échauguette, etc.).
L'accès à la tour-escalier est défendu par une statue du Diable. Un mètre plus haut, deux scènes de crucifixion subsistent en graffiti. 
Sur le plafond du cabinet de travail, un décor peint rappelle l'origine américaine de plusieurs propriétaires de Bois-Briand.
Le cabinet de travail situé dans le manoir médiéval est orné de scènes exotiques. Celles-ci sont peintes dans des cartouches dont le dessin reprend celui du miroir d'eau situé en contrebas du jardin à la française.

Ces scènes représentent des paysages à la végétation exubérante. Le relief rappelle celui des mornes de la Martinique.  La plantation des Gaigneron de Marolles se trouvait au Lamantin, actuelle banlieue de Fort-de-France. Le décor, d'inspiration très libre, pourrait, tout aussi bien, représenter d'autres plantations de la famille Gaigneron de Marolles, en Guadeloupe ou en Louisiane. Les Le Meneust des Treilles, quant à eux, possédaient des terres à Saint-Domingue où une partie de la famille émigre pendant la Révolution. Les murs du cabinet de travail semblent avoir été décorés selon le même procédé. En 2015, ces panneaux ont été retrouvés sous le plafond du grand-salon. Ils semblent avoir servi de support, vers 1970, à un nouveau plancher pour l'appartement du premier étage.

Vestiges du Moyen Âge, à Bois-Briand : la face simiesque du Diable commande l'entrée de la tour-escalier près de graffiti de scènes de cruxifixion.
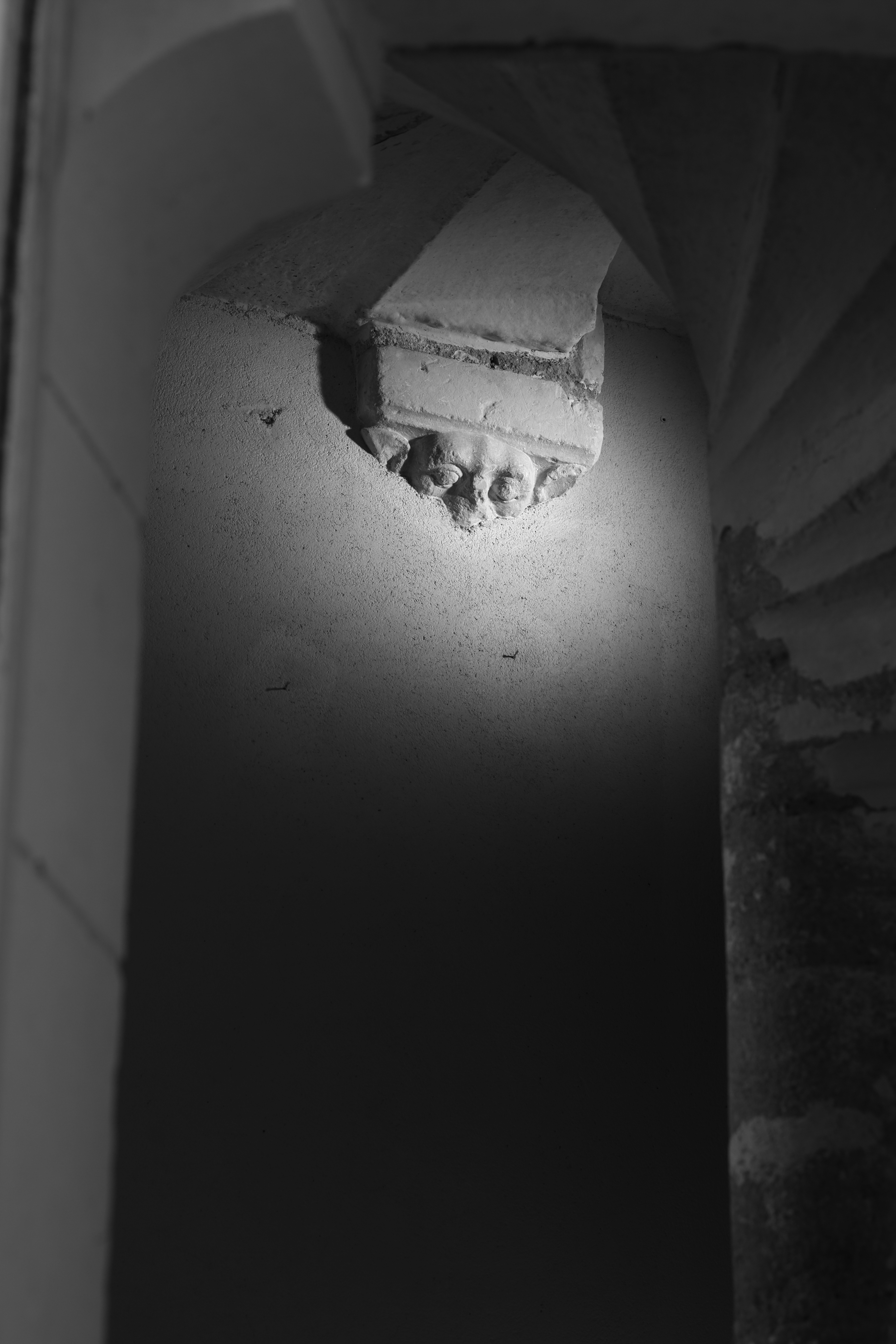
La face du Diable commande l'entrée de la porte de la tour-escalier. Deux oreilles de chauve-souris encadrent le visage grimaçant d'un singe.
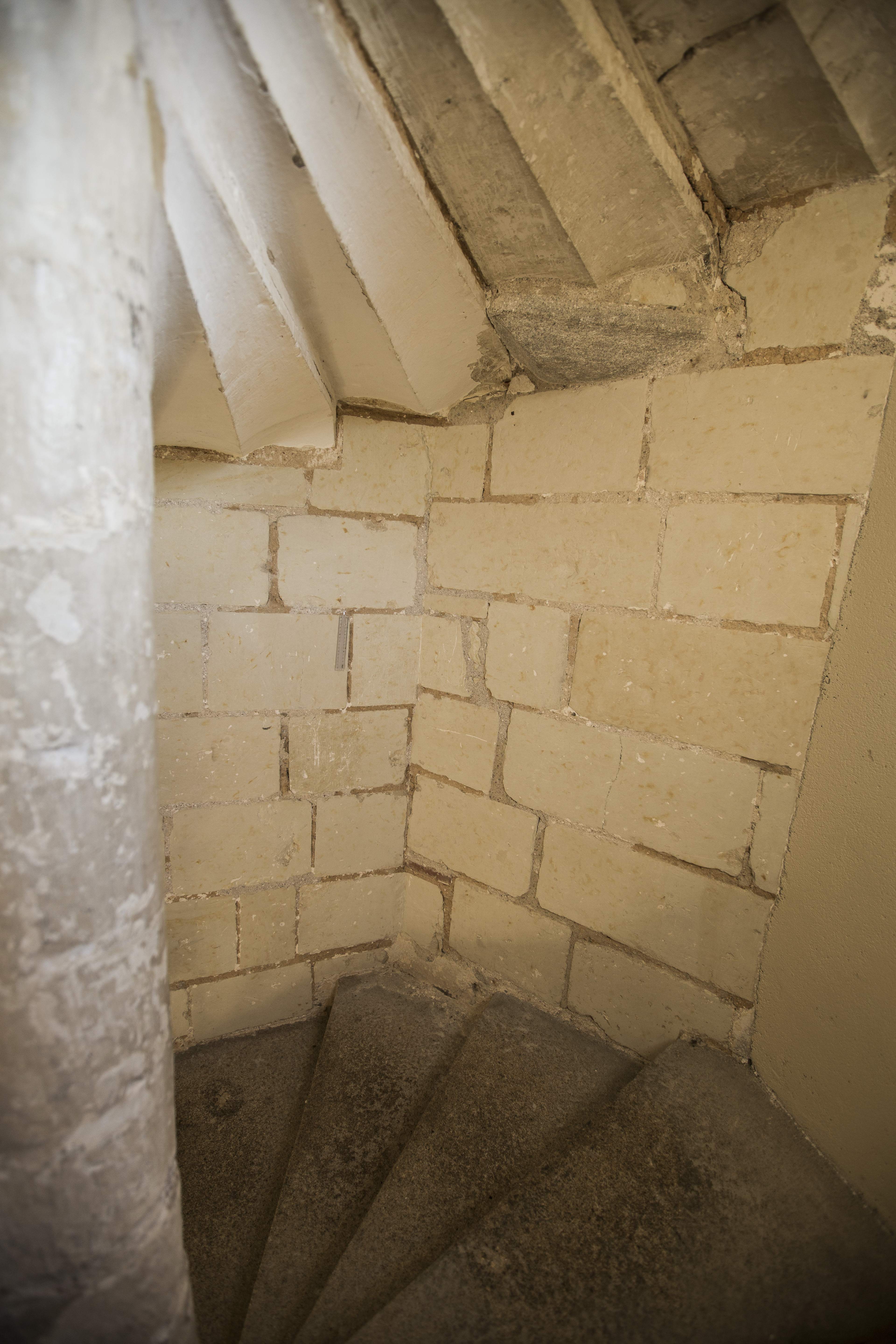
La face simiesque du Diable commande l'entrée de la porte de la tour-escalier.
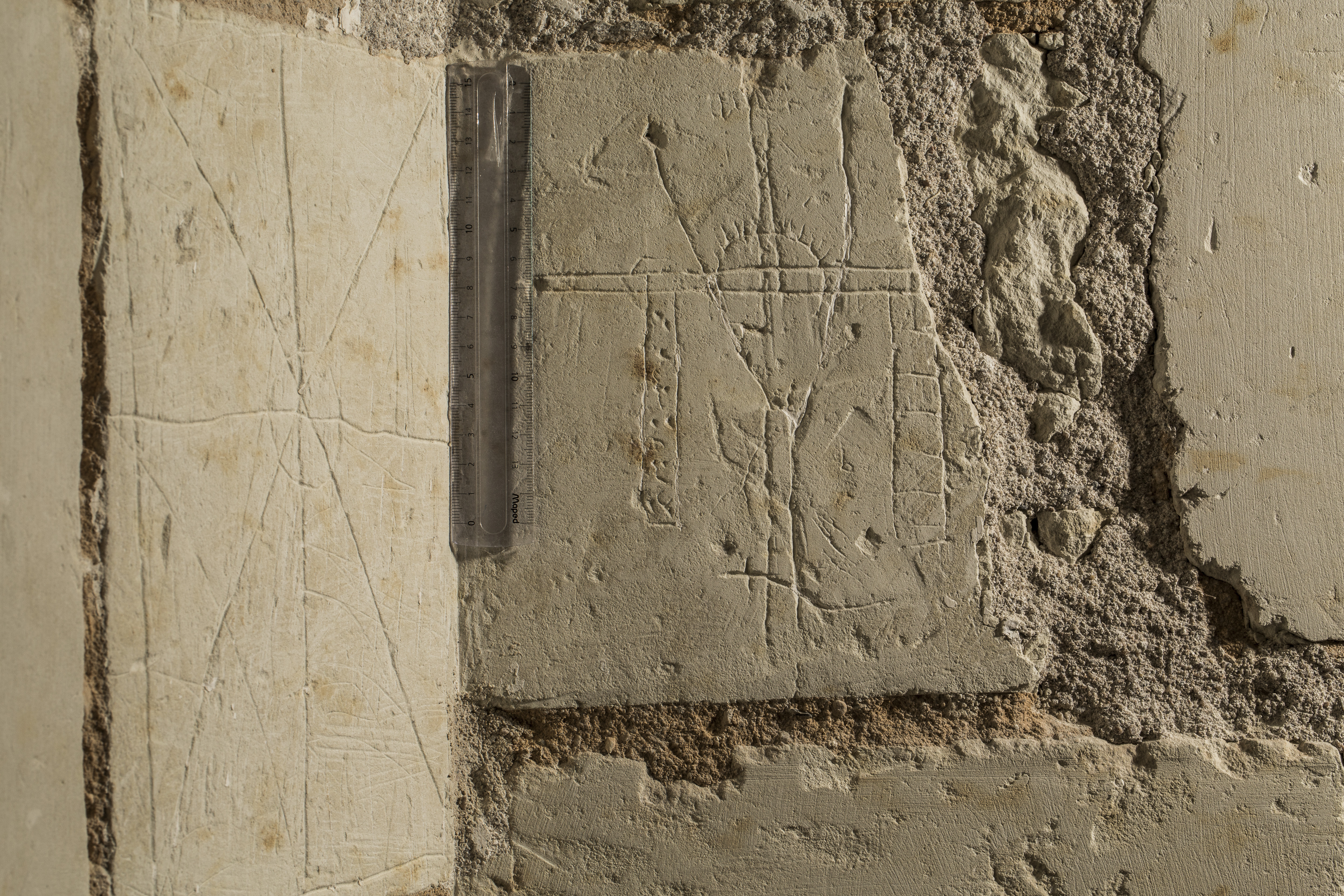
Deux crucifixions sont représentées à proximité de la figure simiesque du Diable.

Vestiges du Moyen Âge, à Bois-Briand
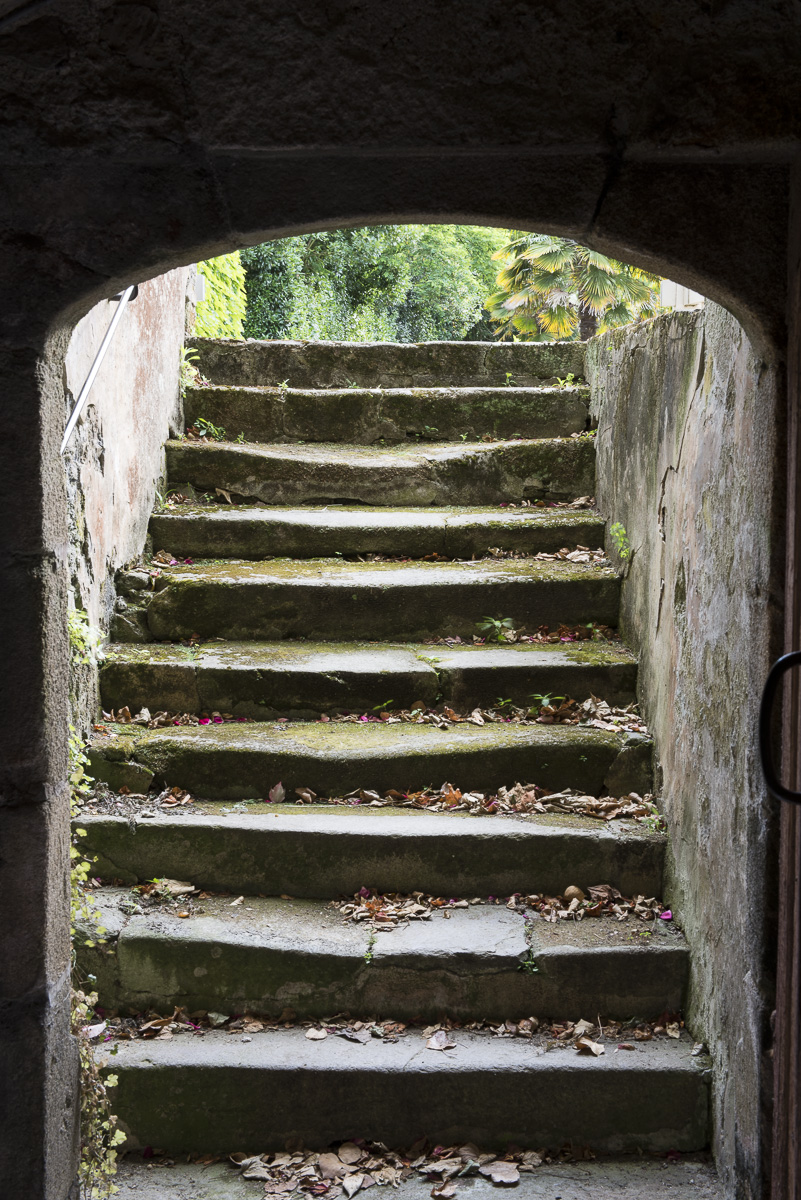
Escalier menant à la geôle médiévale. Celle-ci a été fortifiée par l'Occupant Allemand pour en faire un abri face aux bombes des Alliés.
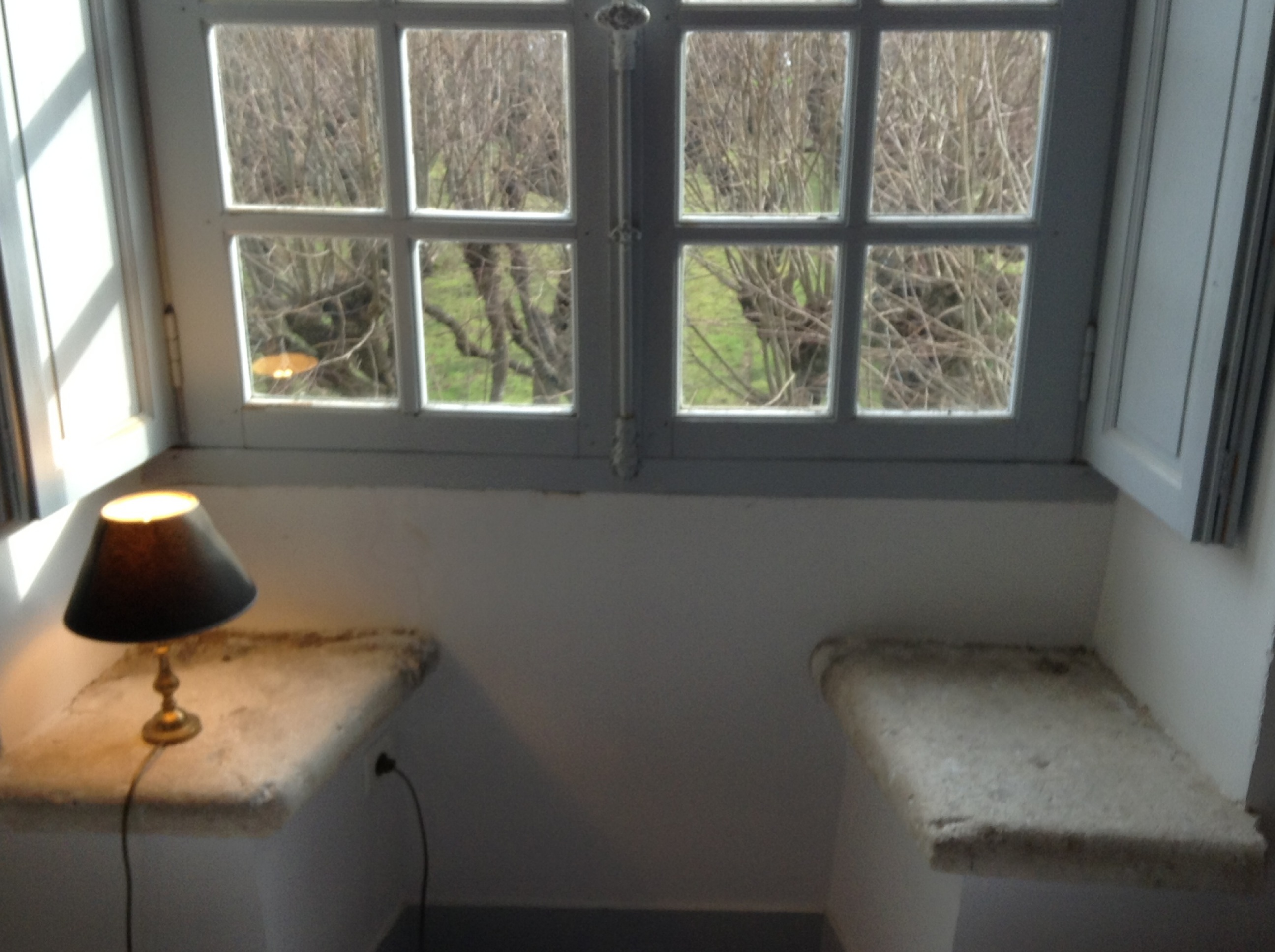
Coussièges d'une fenêtre exposée au sud. À cette grande pièce aboutit la coursière. Elle s'ouvre sur l'échauguette permettant de surveiller la Loire.

Le décor exotique peint sur le plafond et les murs du cabinet de travail du logis médiéval.
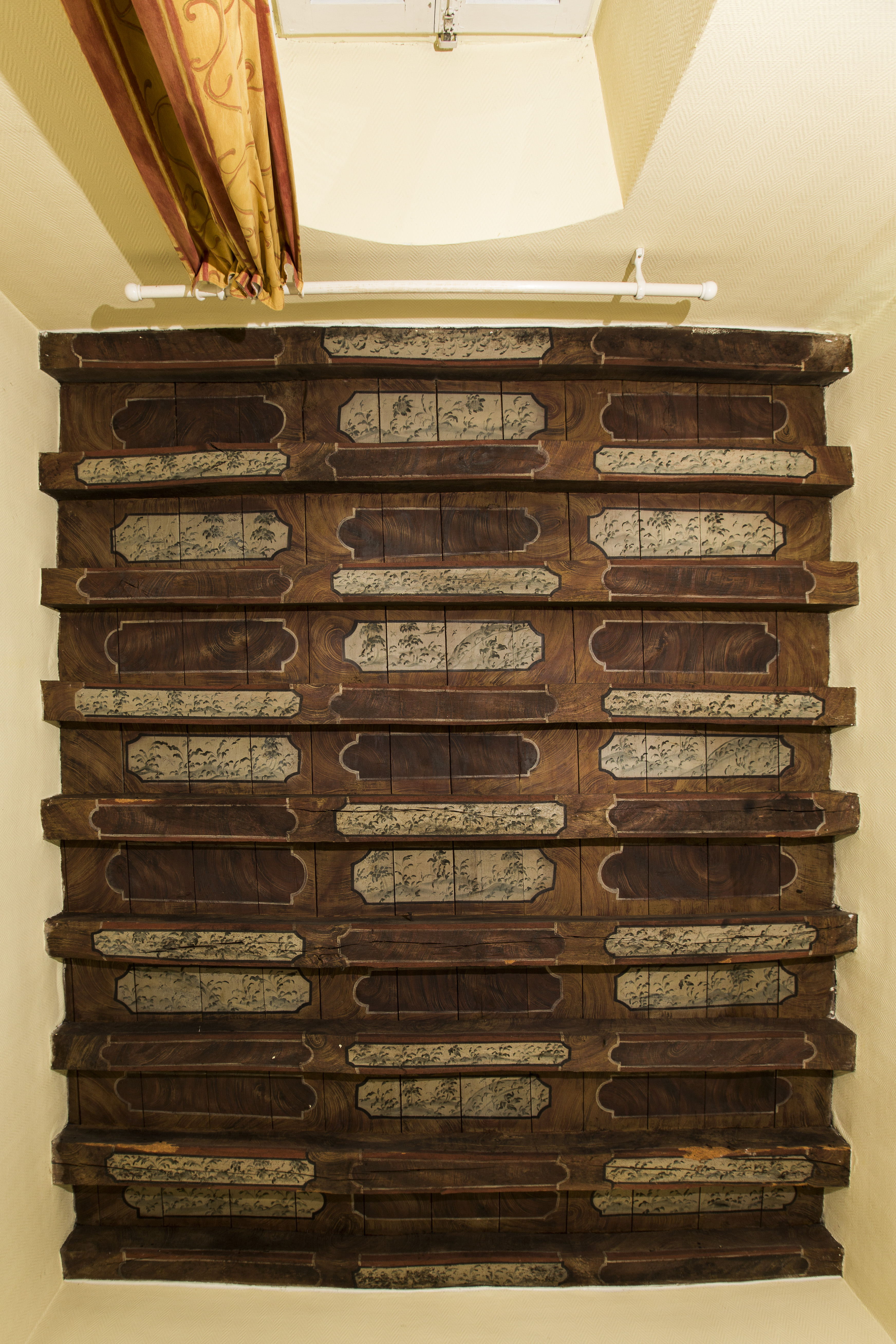
Vue d'ensemble du plafond du décor du plafond du cabinet de travail.
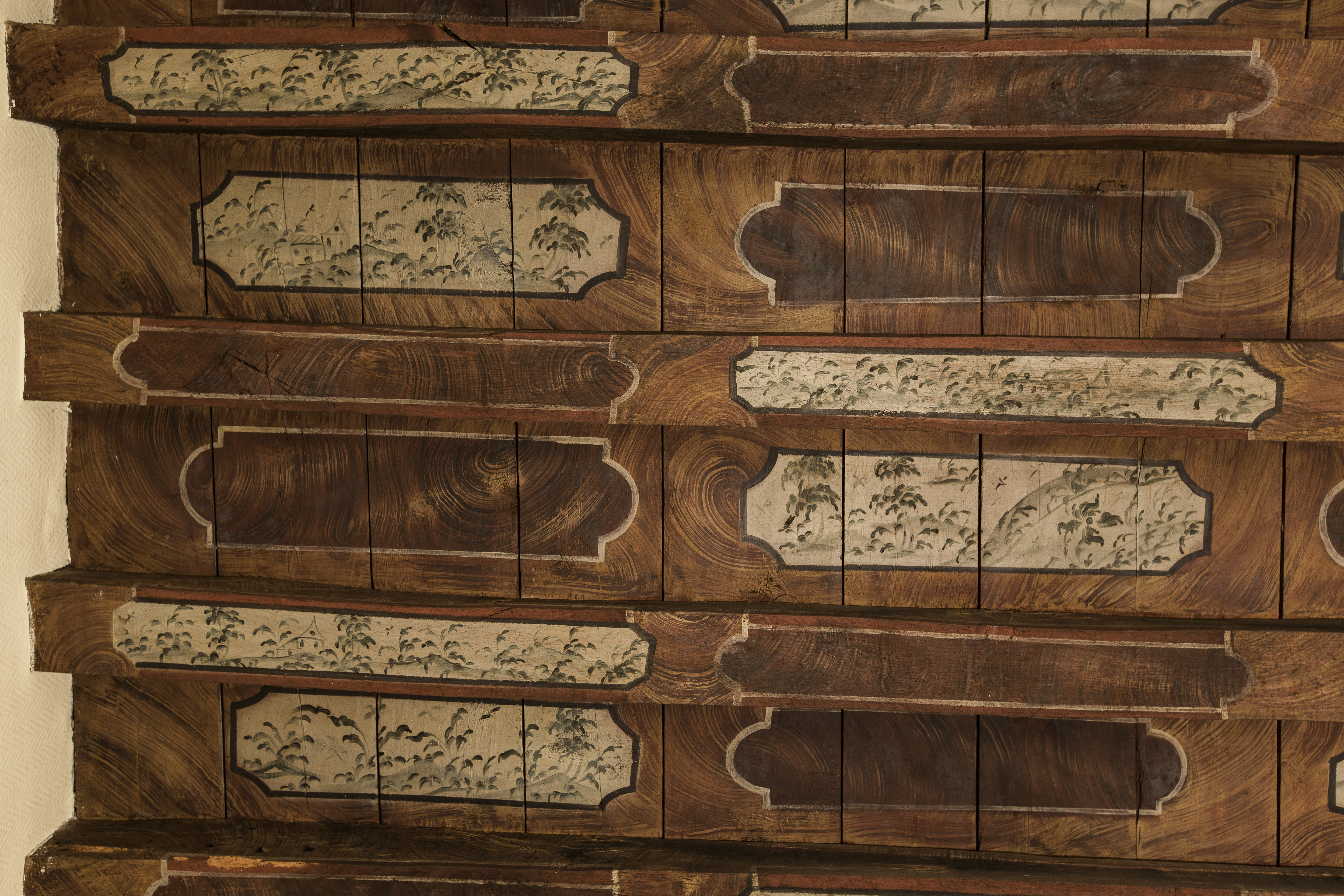
Décor du plafond du cabinet de travail
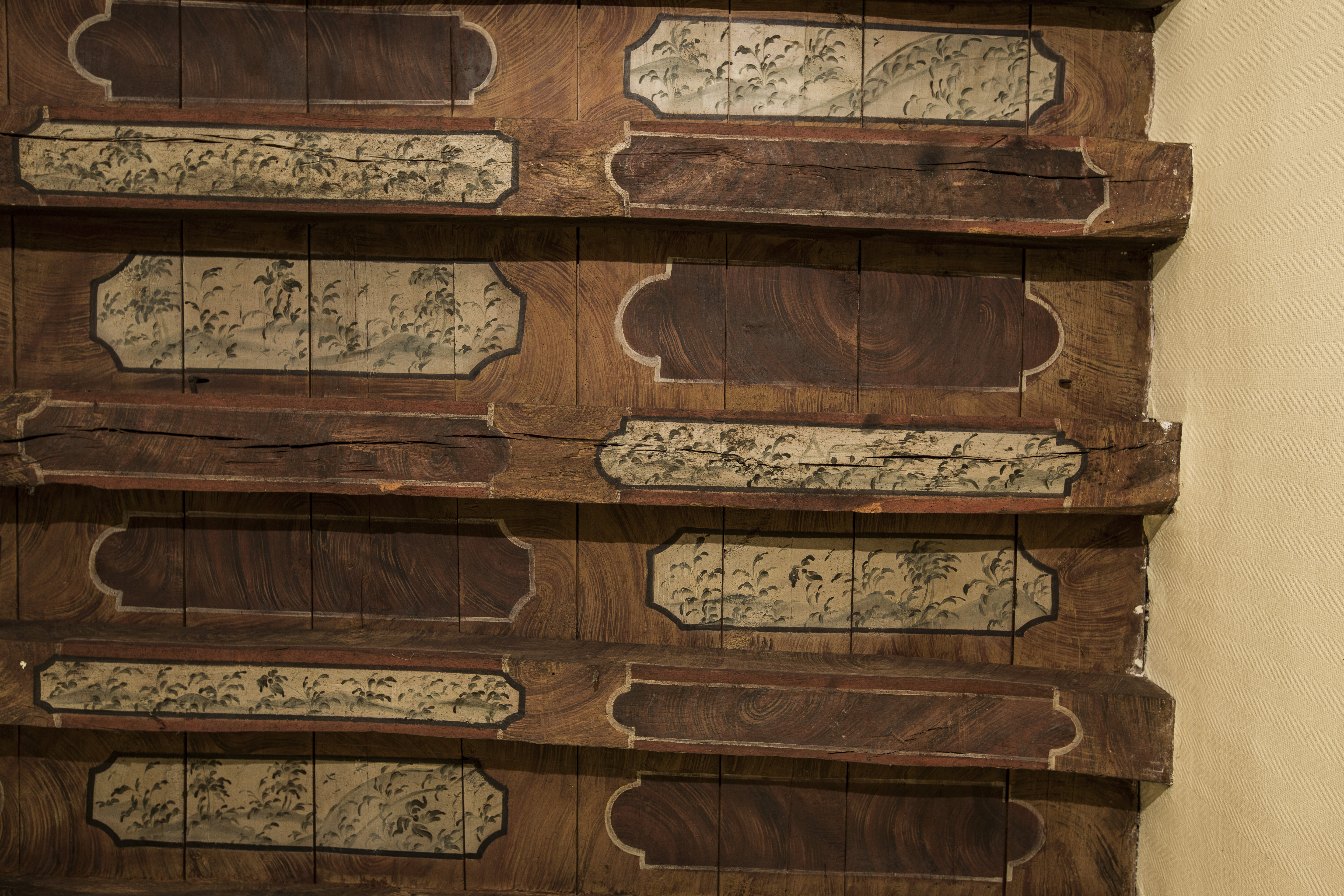
Plafond peint.
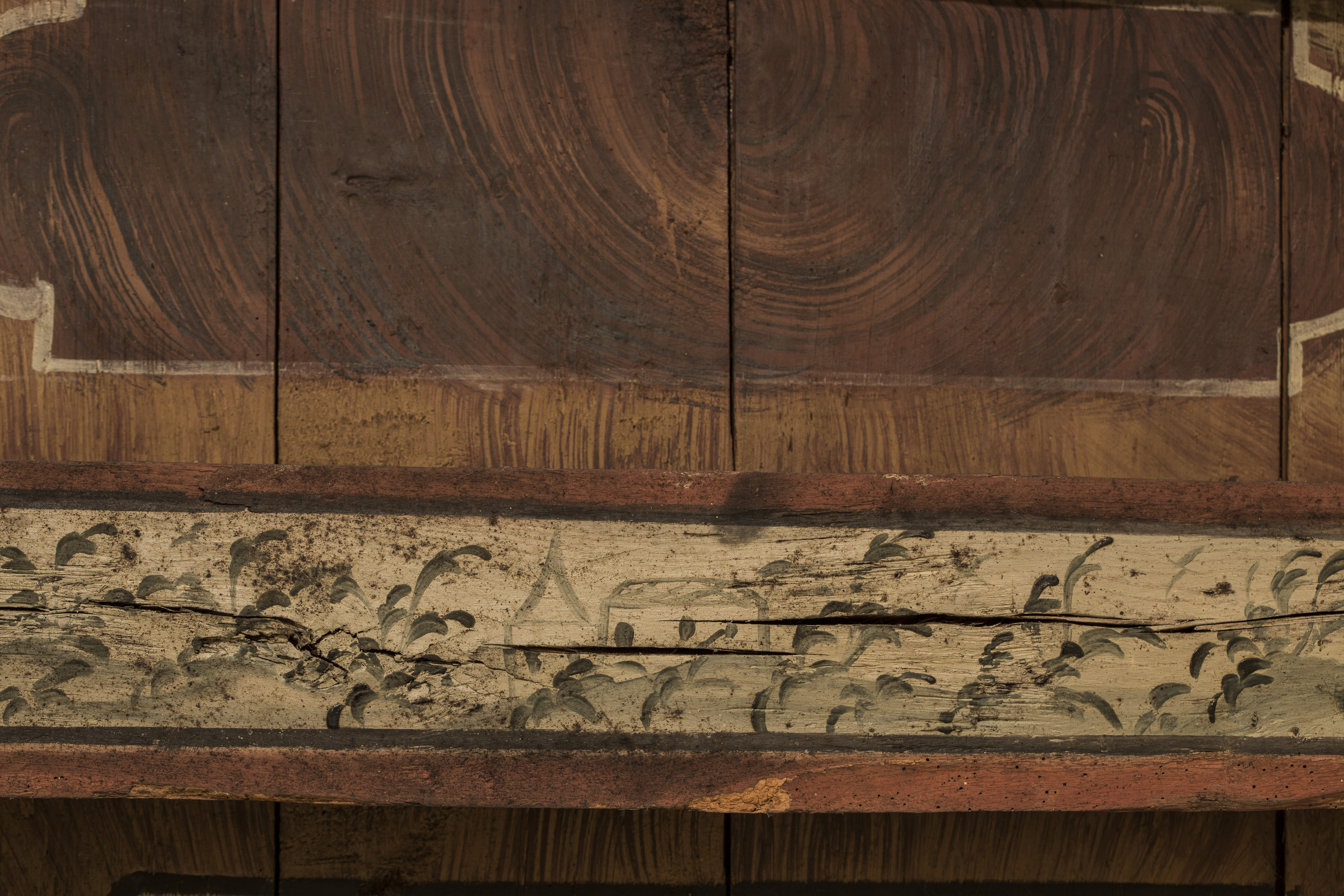
Bâtiments d'exploitation de plantation sucrière
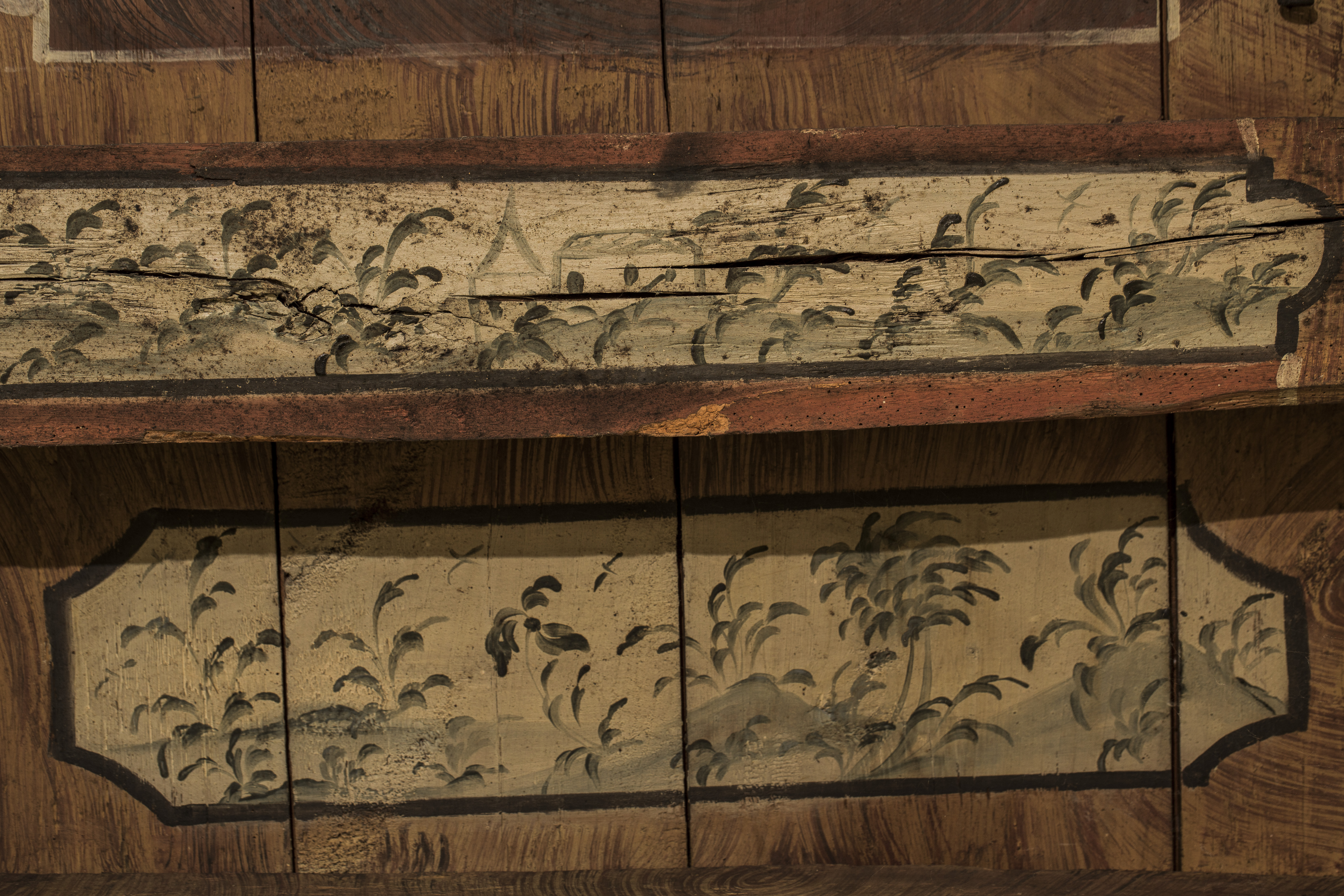
Paysages marins, mornes antillais, végétation exotique exubérante
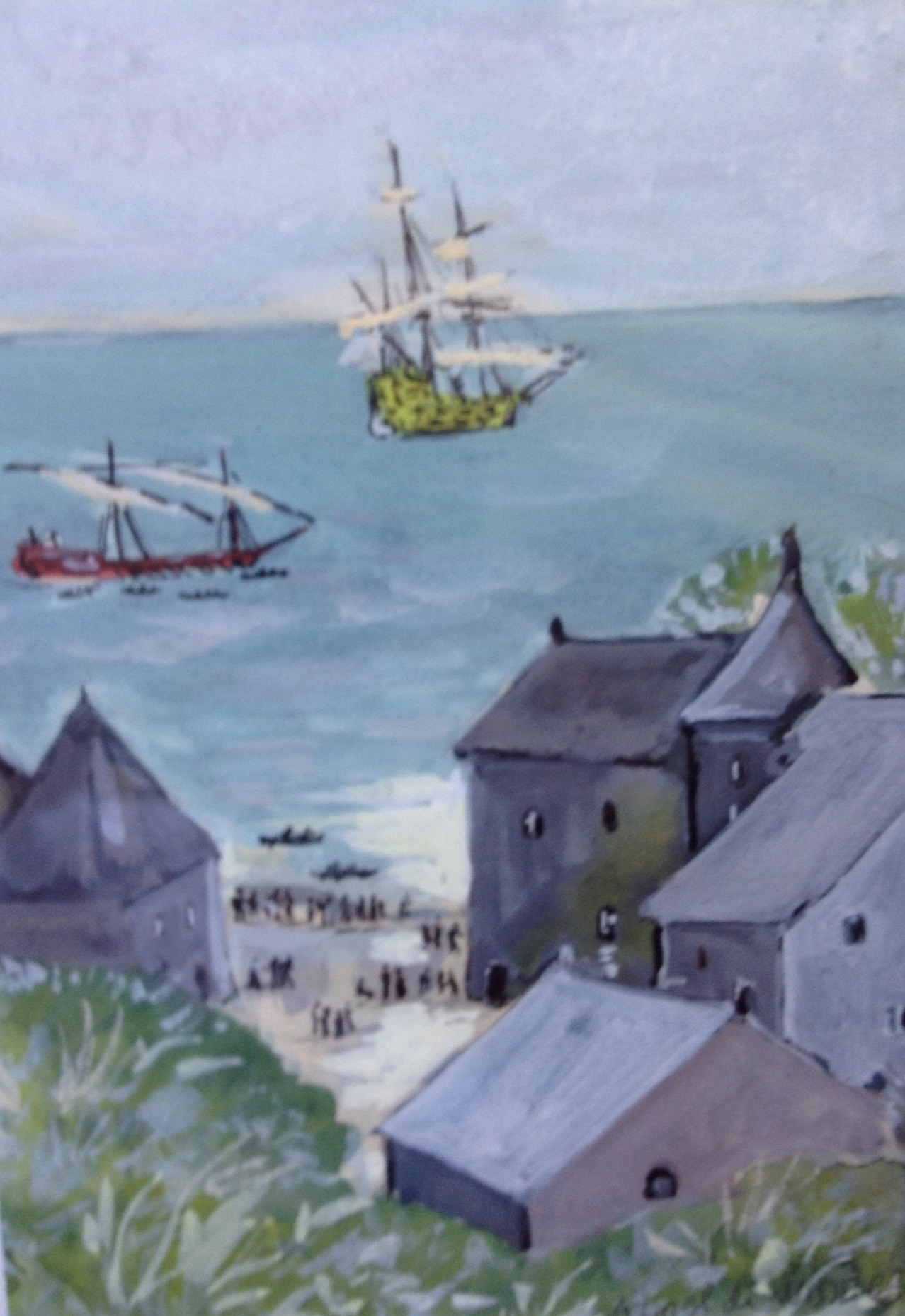
tableau peint par Armel de Wismes à l'intention de la propriétaire de Bois-Briand dans l'esprit du décor exotique du plafond de son cabinet de travail.

#### La maison de plaisance duXVIIesiècle
La partie XVIIe siècle s'étend au nord de la tour semi-hors-œuvre. Elle constitue, avec la partie médiévale, une deuxième façade (côté est). Celle-ci aspecte un miroir d'eau de 100 mètres de longueur fermant un jardin à la française carré. La partie XVIIIe siècle est caractérisée par une extension rectangulaire de la cour d'honneur et la chapelle (consacrée en 1771), transformée en écurie (à la Révolution) puis en orangerie.

Boiseries de Bois-Briand
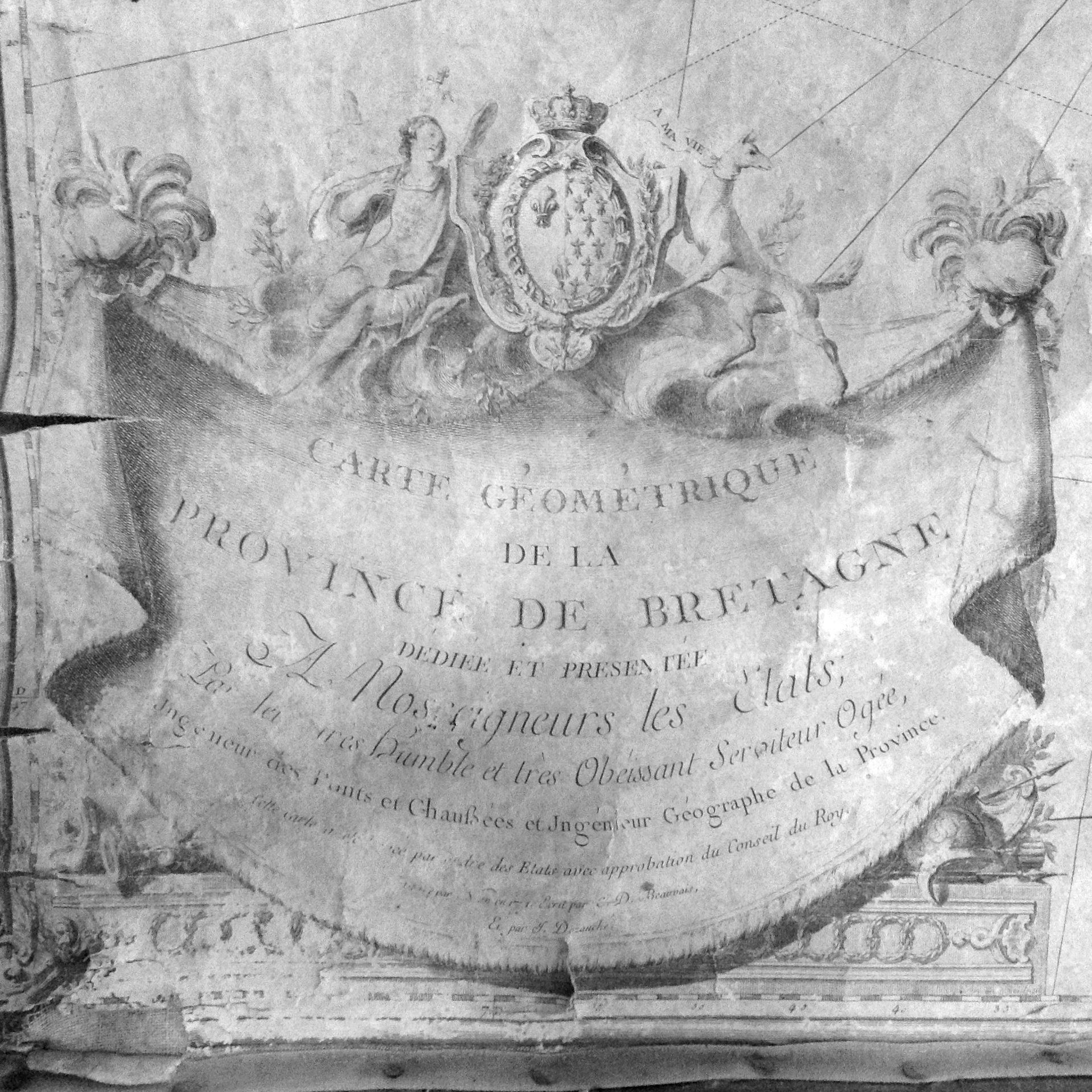
Carte de Bretagne établie par Ogée, géographe du roi. Cette carte a été découverte, dissimulée sous un tas de tabac, dans un grenier.
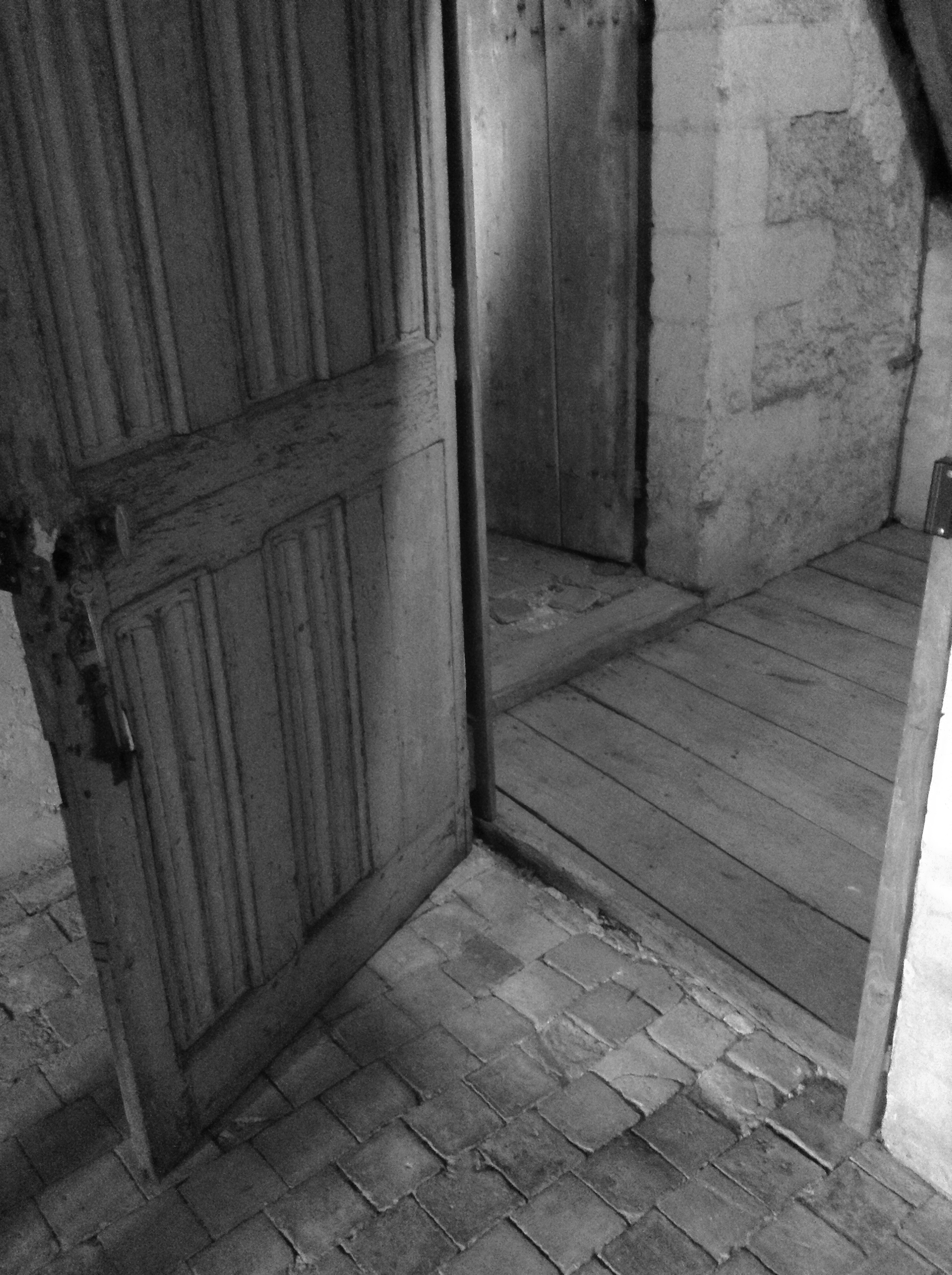
Les tomettes de 10 x 10 cm datent du XVIIe siècle alors que la porte (à plis de serviette) date du XVe siècle. Jugée « vieillotte », elle a été transférée du logis médiéval à l'entrée d'une chambre du personnel, au XVIIe siècle.
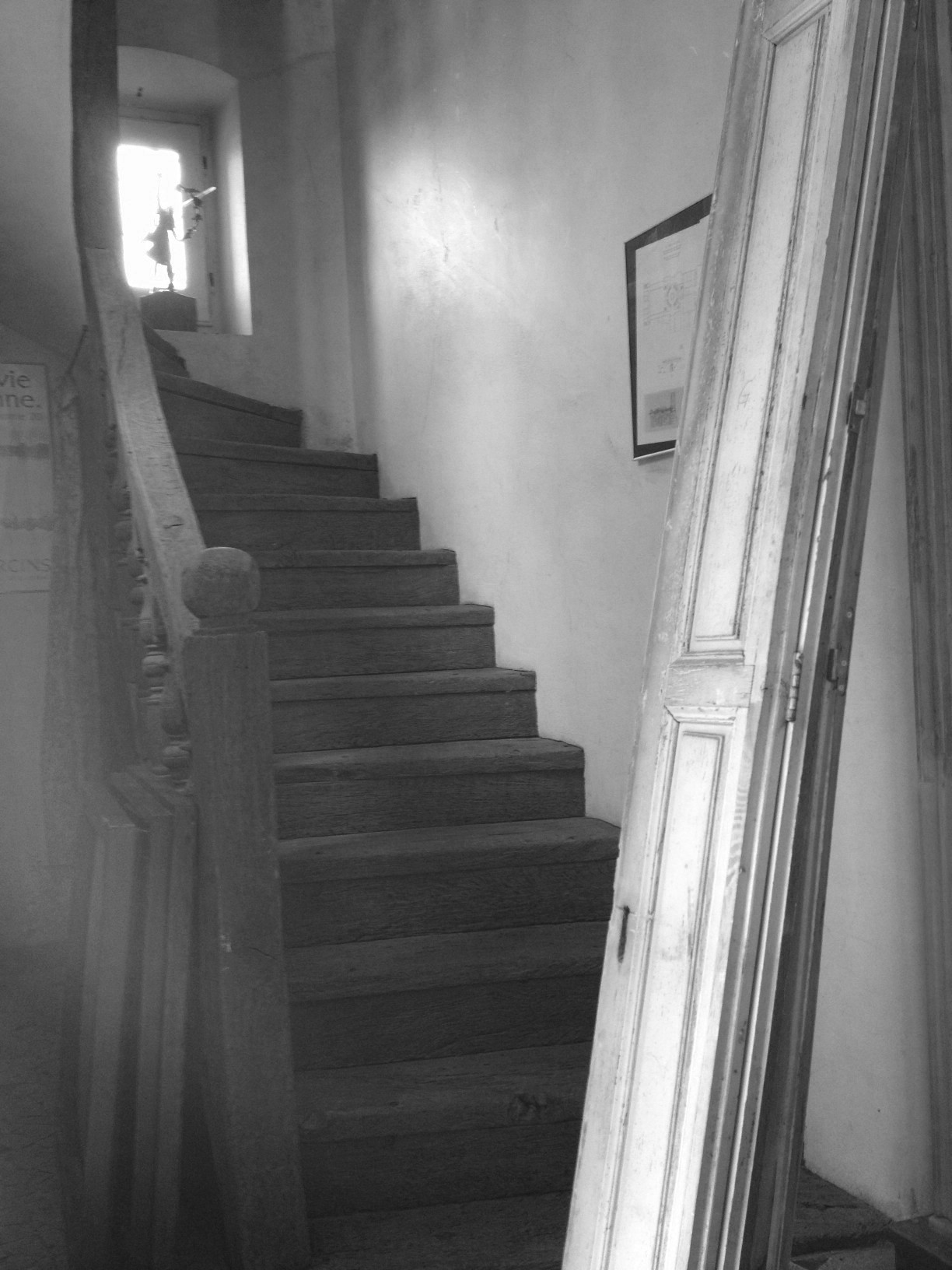
Ajustement des ferronneries des volets intérieurs
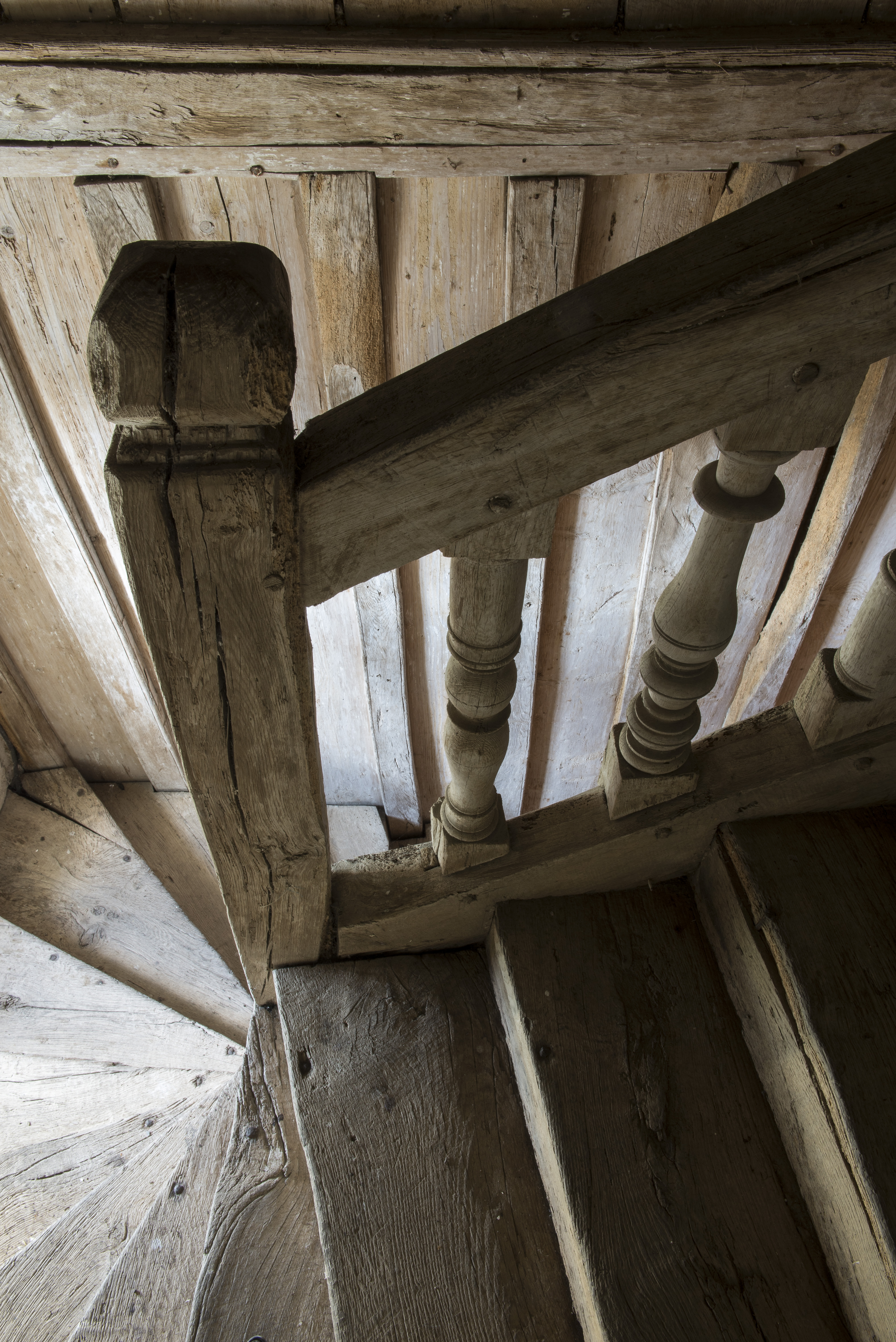
Sommet du tronc d'arbre constituant le noyau de l'escalier créé en 1694 pour compléter l'escalier de 1405. Le noyau de l'escalier est constitué d'un seul tronc d'arbre de 10 mètres de hauteur. Les marches sont encastrées tout au long de l'arbre, du sol jusqu'à l'étage des logements du personnel.

##### La bibliothèque
À l’intérieur de la bibliothèque sont présentés quelques ouvrages rares (éditions originales, dédicaces, épreuves d’artiste, livres d’artiste, etc.).  Le long des murs, de part et d’autre de la porte-fenêtre débouchant sur le jardin à la française, le tuffeau, récemment décapé, laisse apparaître le décor champêtre du miroir d'eau peint à fresque au XVIIe siècle.

#### L'orangerie
L'orangerie d'origine a, sans doute, été consacrée en chapelle en 1771 (cf.actes de consécration) puis transformée en écurie, à la Révolution (cf. portes d'écurie sur la façade nord et le foin déménagé du grenier de l'orangerie en 2000). Elle a, sans-doute, retrouvé sa destination d'orangerie au moment du séjour de Laure Gaigneron de Marolles ou à l'époque (simultanée?) de la Princesse Caroline Laetitia de Chassiron-Murat.

Orangerie du château de Bois-Briand
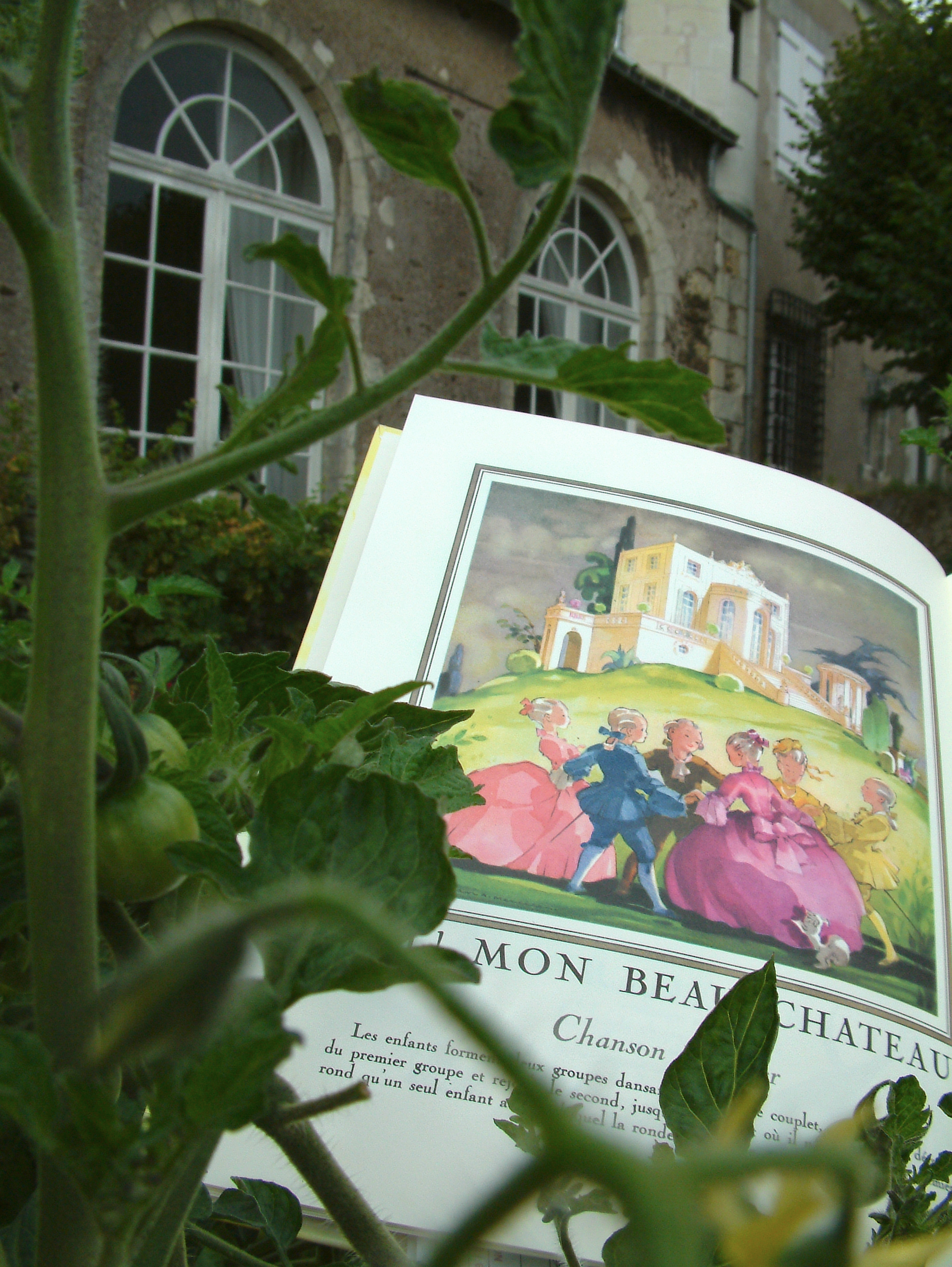
Orangerie du château.
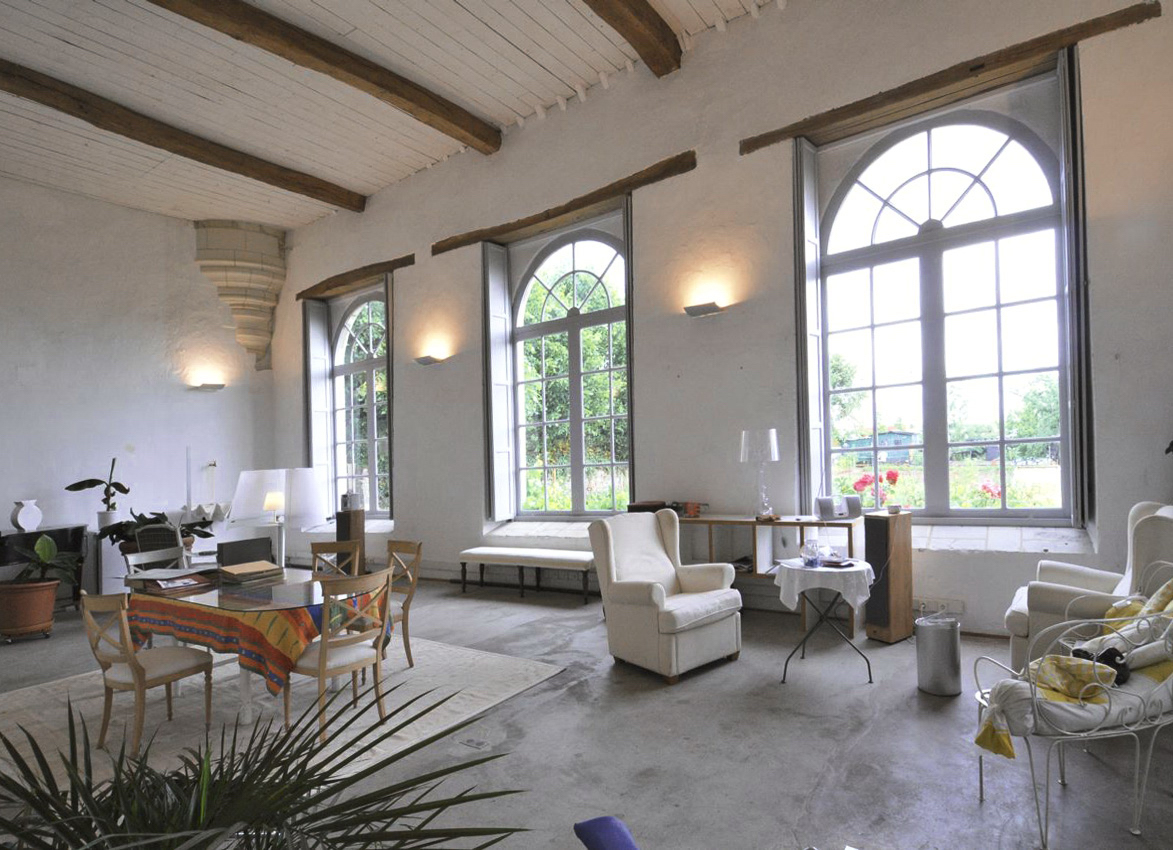
L'orangerie du château.
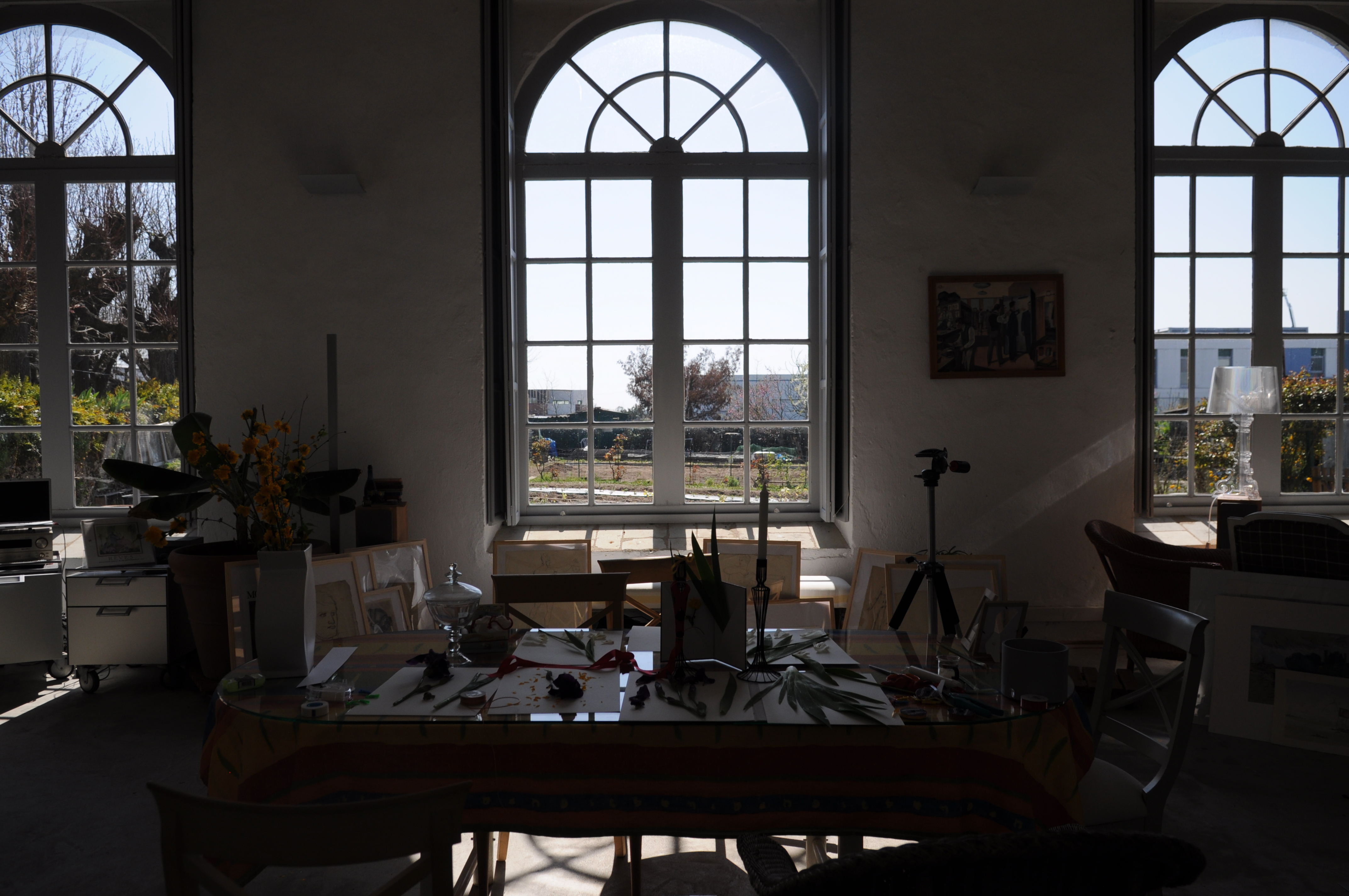
Croisées de l'orangerie.

La fonction de jardin d’hiver de l’orangerie est illustrée par la présence de palmiers, bananiers, caféiers et orangers.

Le bénitier et son robinet de cuivre sont présentés avec leur histoire (coquillage de taille extraordinaire en provenance de Madagascar). Le piano Bechstein est présenté en même temps que l’histoire artistique de Bois-Briand.

### La ferme de Bois-Briand

Les logements familiaux de la ferme du château de Bois-Briand
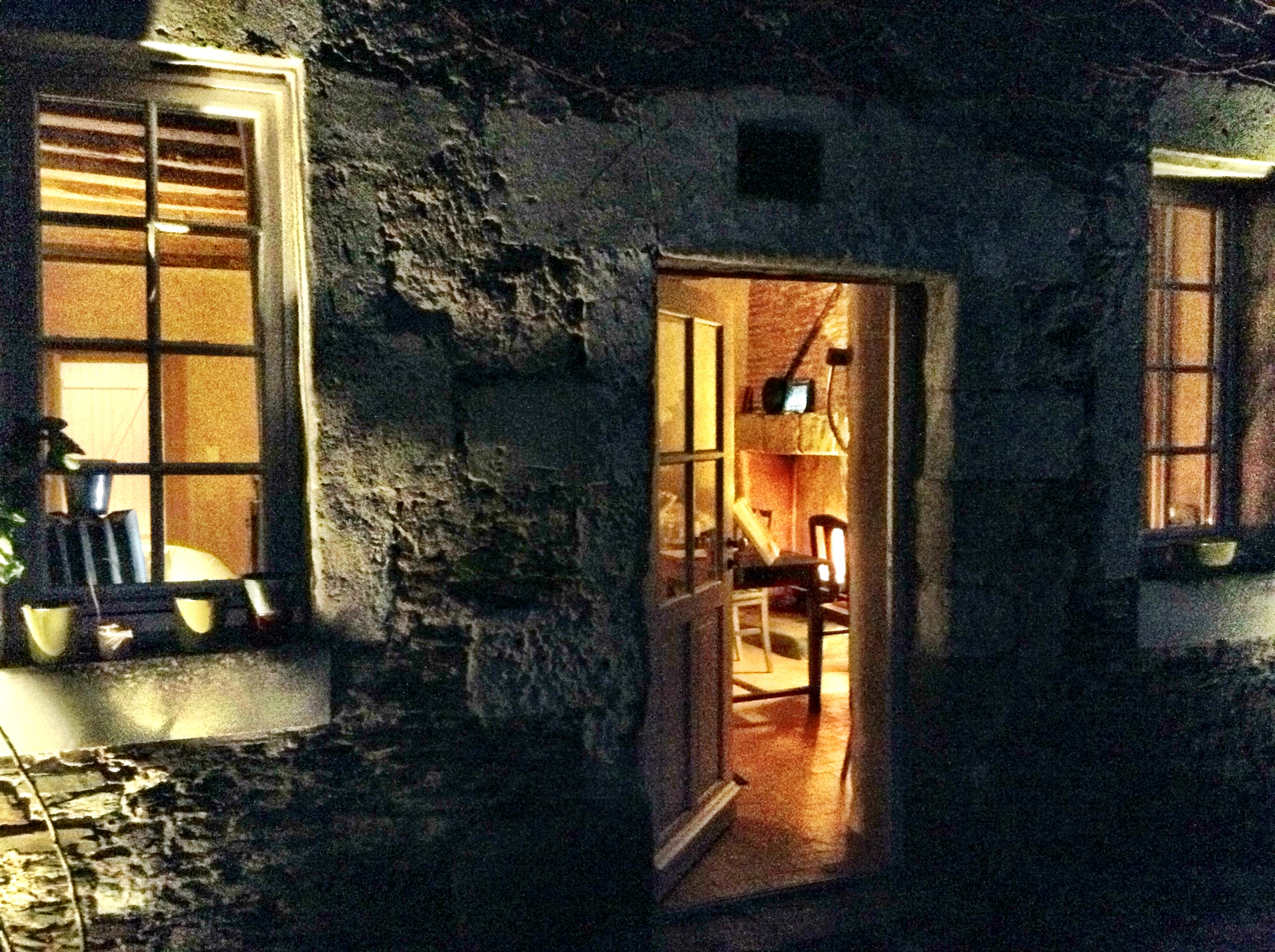
Entrée de logement du personnel de la ferme.
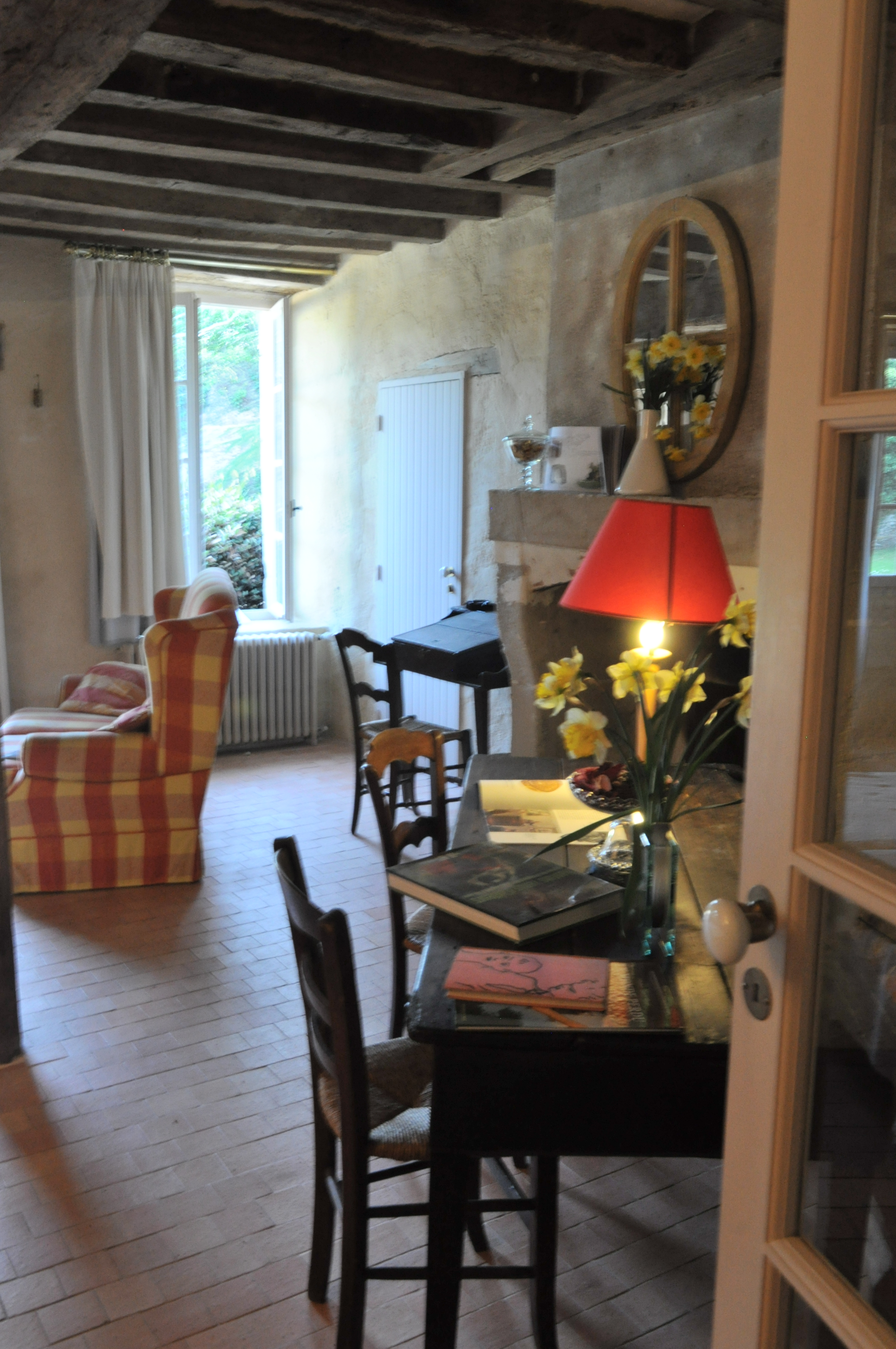
Les logements de la ferme du château de Bois-Briand.

#### L'étage des célibataires

Avant restauration : huisseries, sols, murs et cloisons des chambres des célibataires dans la ferme du château de Bois-Briand
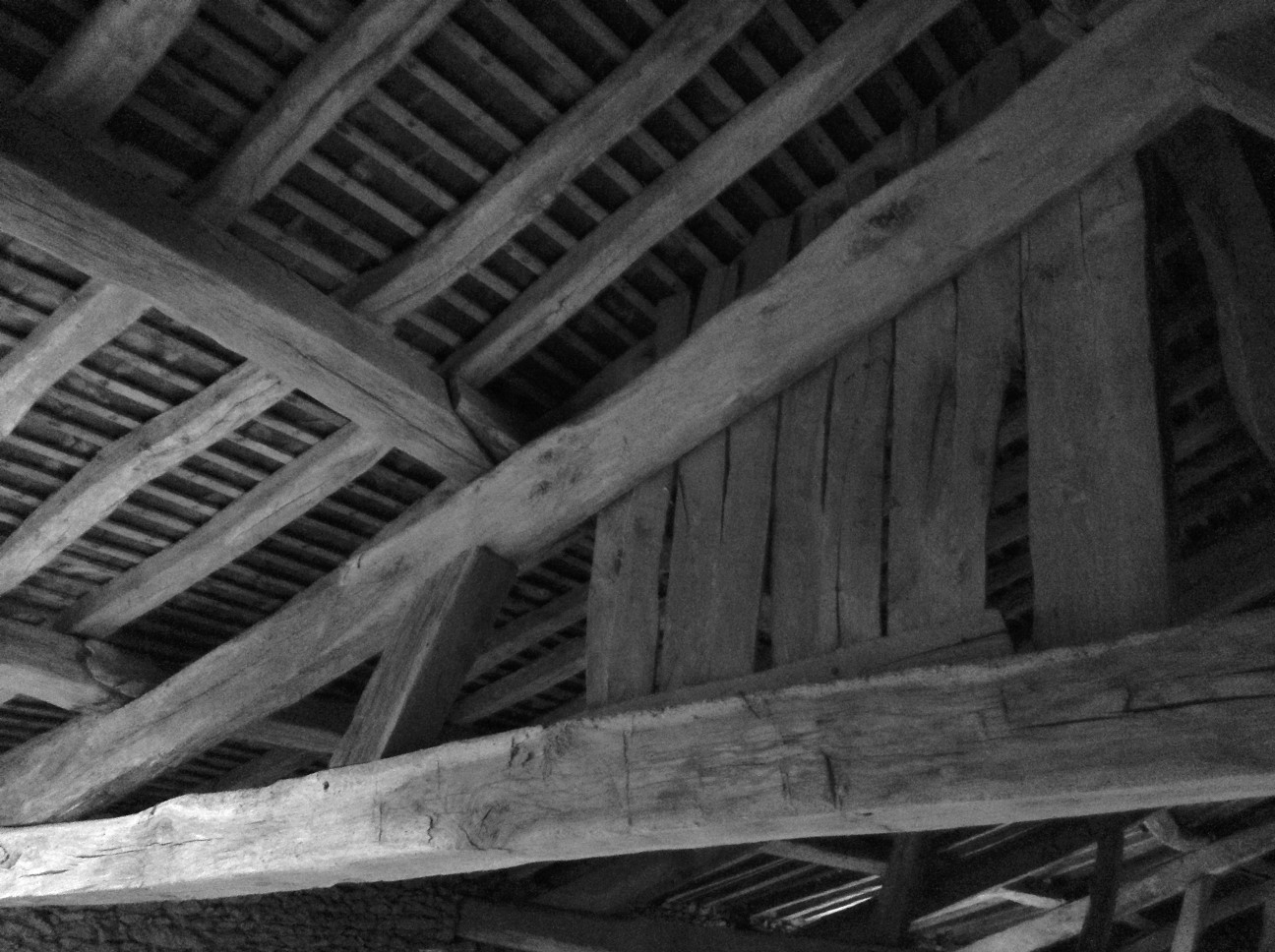
Cloison de l'une des chambres de célibataires.
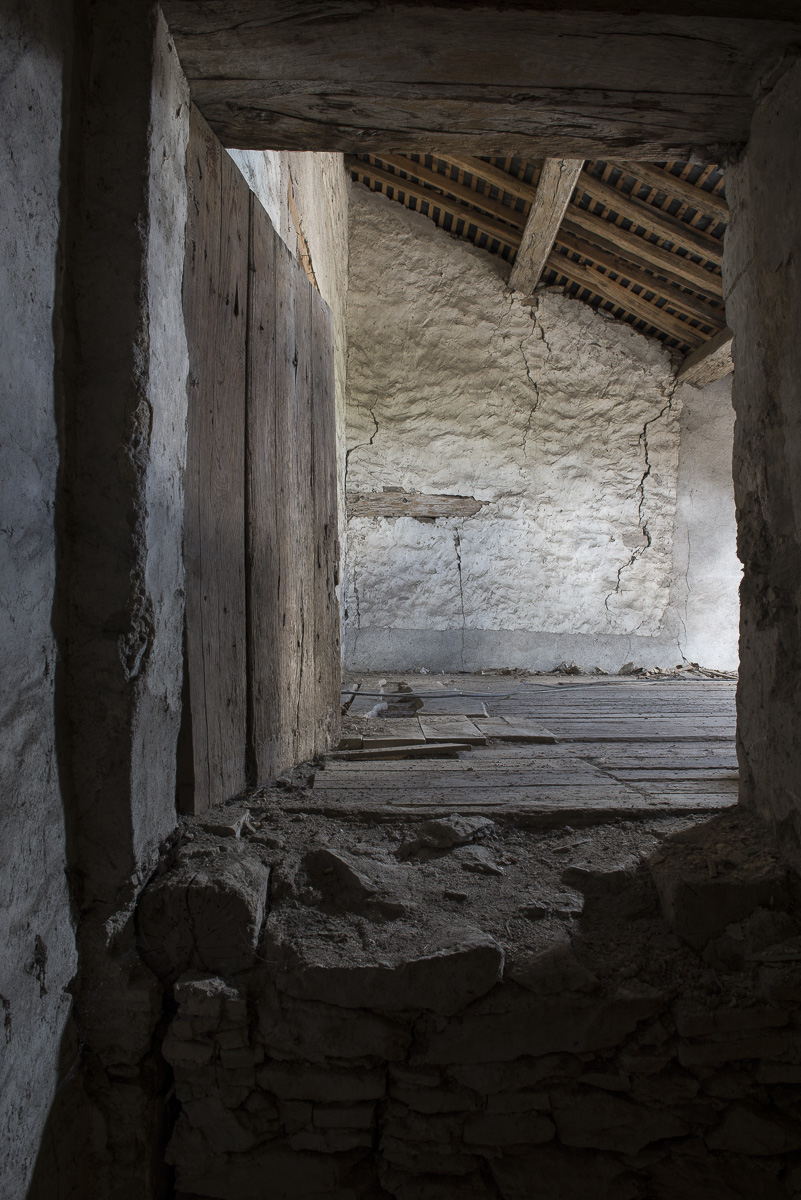
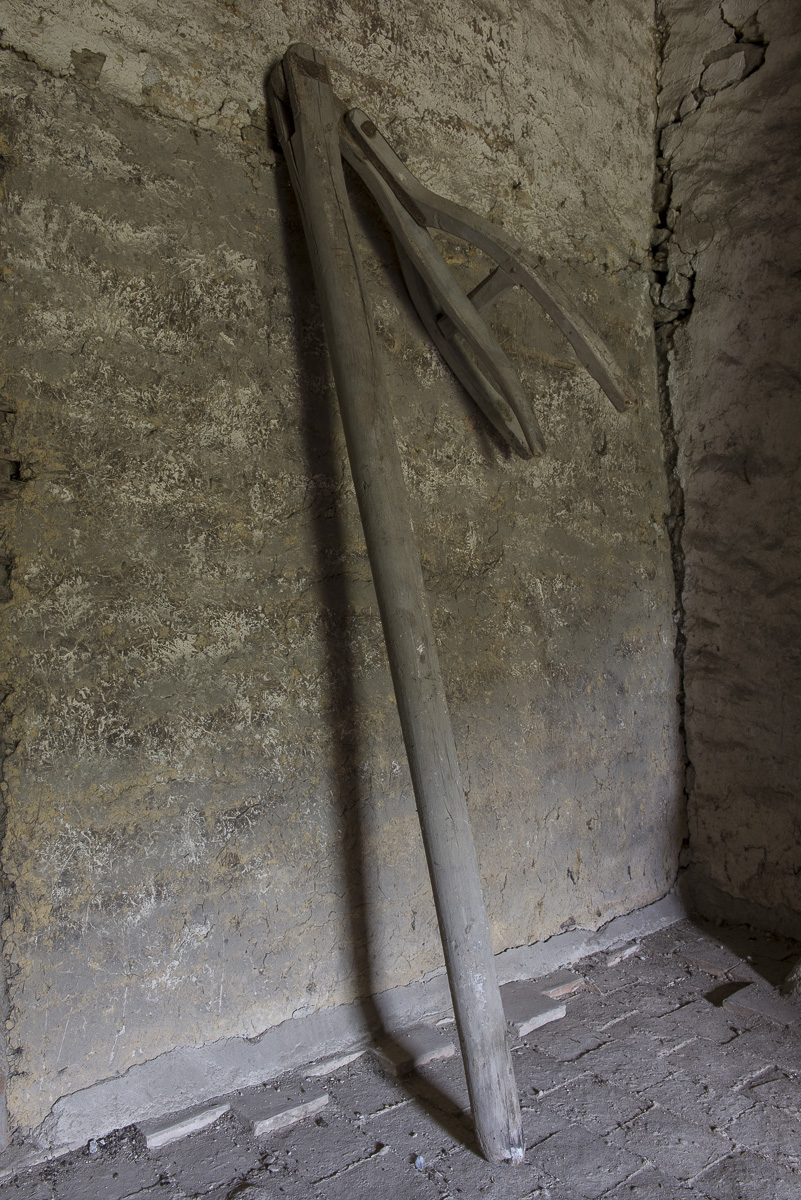
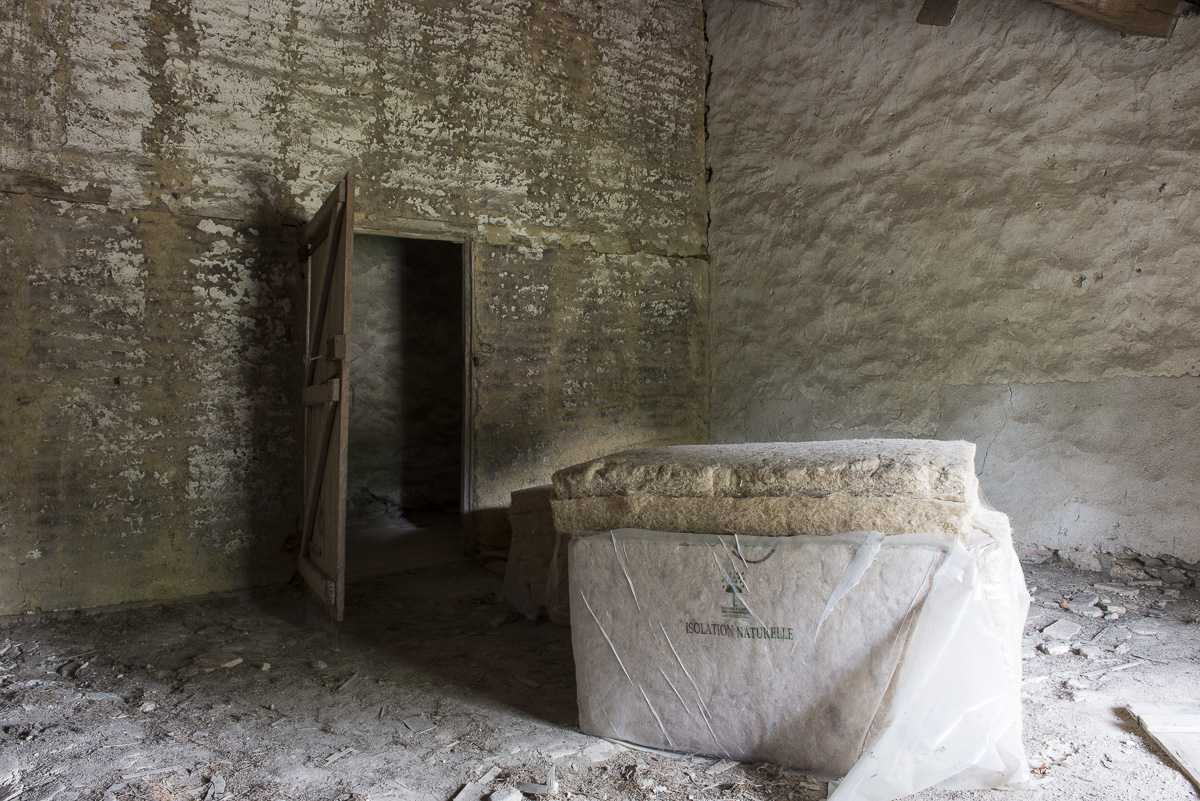

Après restauration : chambres des célibataires dans la ferme du château de Bois-Briand
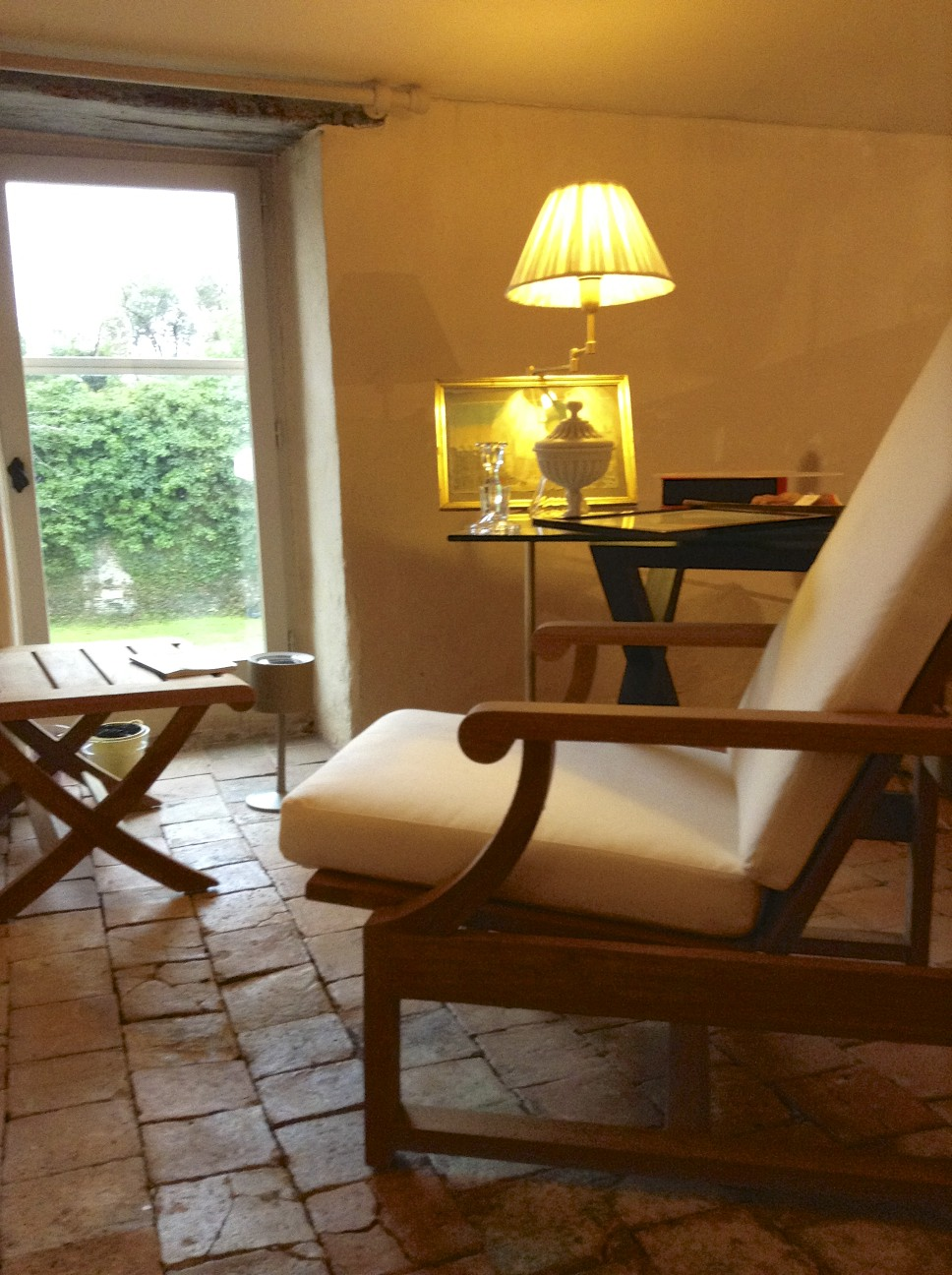
Après restauration : chambre de célibataires restaurée dans la ferme du château de Bois-Briand
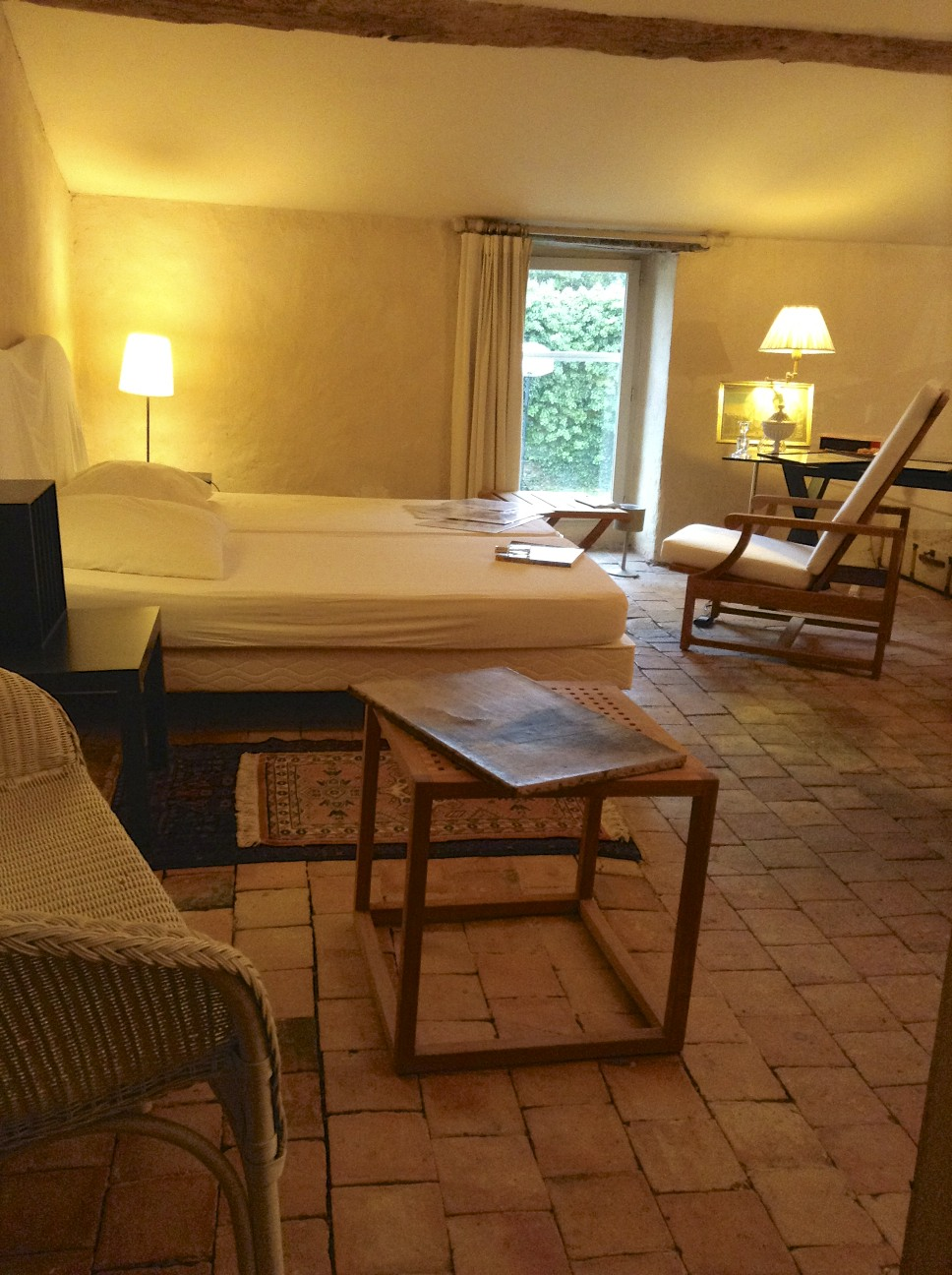
Après restauration : chambre de célibataires restaurée dans la ferme du château de Bois-Briand : tomettes, chaux, brique, chêne
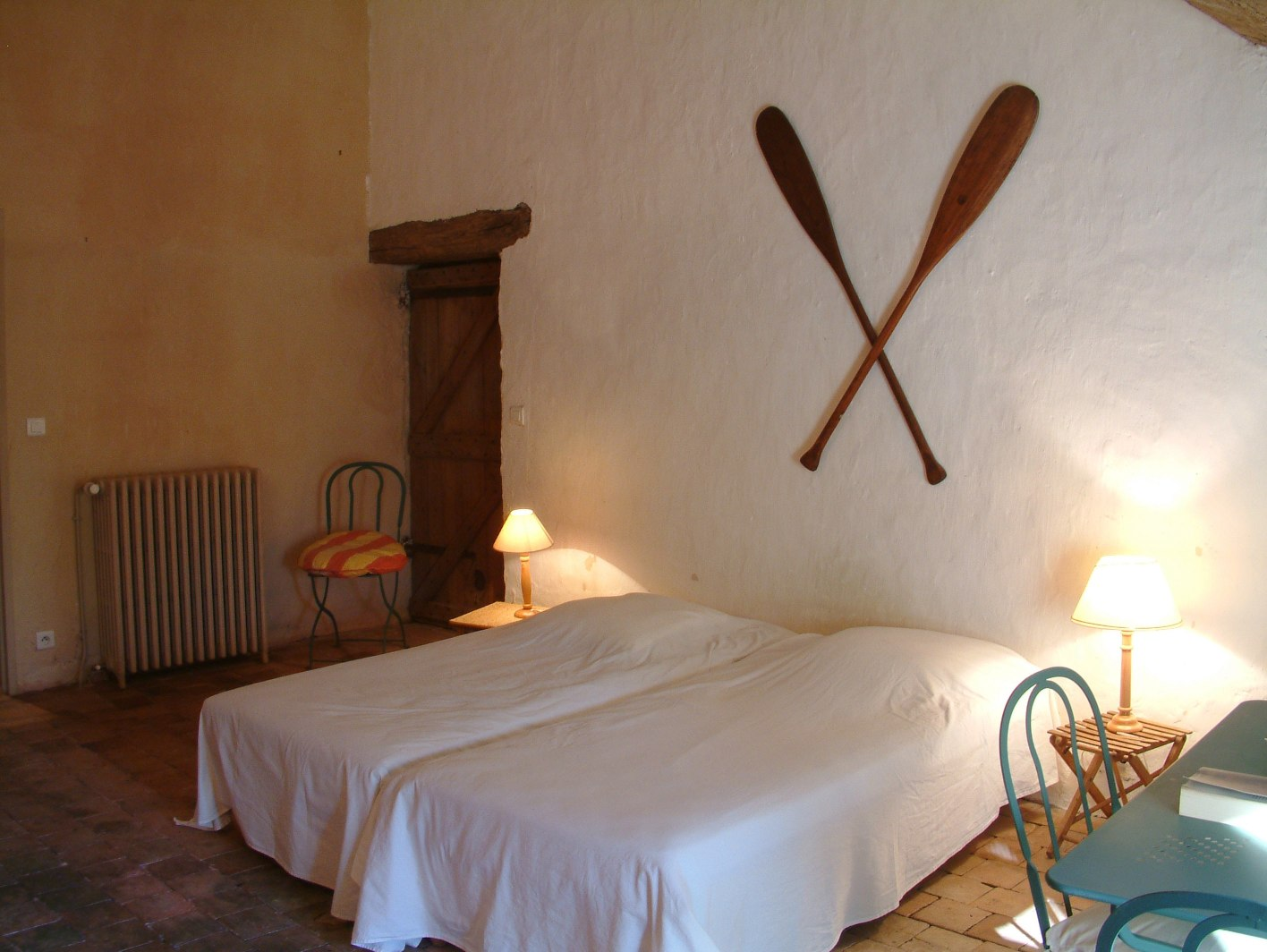
Les logements de célibataires à l'étage de la ferme du château de Bois-Briand.

#### Les constructions de style italianisant

##### L'orangerie moderne
Le jardin potager est partagé avec les habitants de Doulon et de Sainte-Luce sous forme d'un jardin ouvrier. Les anciens logements des fermiers ont été restaurés pour accueillir des hommes d'affaires et familles désirant travailler à Nantes pour de courtes périodes. Ils accueillent, également, des parents célibataires heureux de pouvoir accueillir leurs enfants en fin de semaine. Les appartements du château sont aménagés en logement de vacances, d'étudiant et/ou de travailleur en transit. L'orangerie est mise à la disposition pour des manifestations artistiques et des réunions familiales ou professionnelles. La maison du jardinier et la « guinguette » du potager sont mises à disposition pour la tenue de célébrations.
L'orangerie du XIXe siècle complète l'orangerie du XVIIIe. Elle accueillait le bureau conçu par le maraîcher pour y ranger ses catalogues de semences et livres de comptes. Elle abrite les supports de l'ancienne balance romaine, la balance plus récente, le dispositif de lavage des fruits utilisé avant le marché du matin. Le décor du fronton et celui de la corniche couronnant les murs intérieurs a fait émettre l'hypothèse d'un modeste temple maçon dans l'esprit de ceux qui accueillaient les « frères » dans plusieurs propriétés de notre région (cf. Chateaubriant à Ste-Gemmes sur Loire). À l'époque de la construction de ce bâtiment, le père de Caroline Laetitia de Chassiron-Murat a été « nommé » par Napoléon III Grand-Maître de l'ensemble des Loges de France. 

L'orangerie moderne, ancien temple franc-maçon(?)
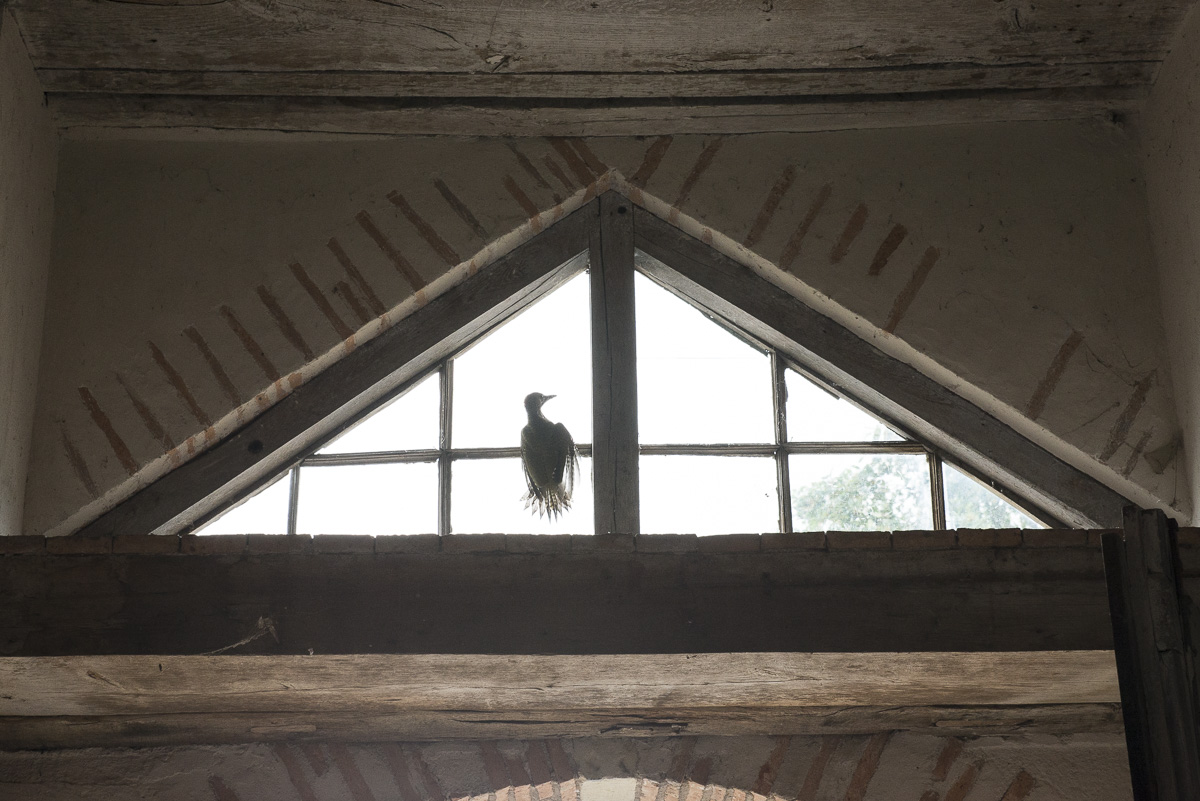
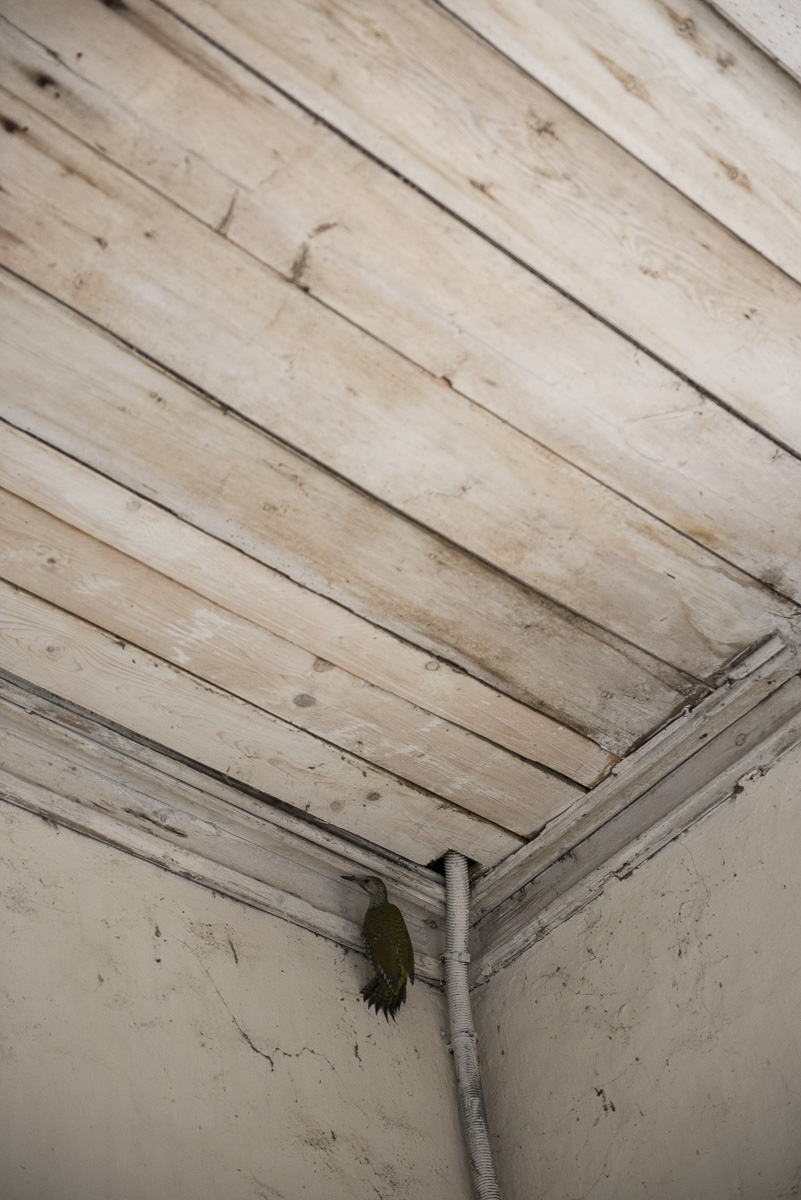
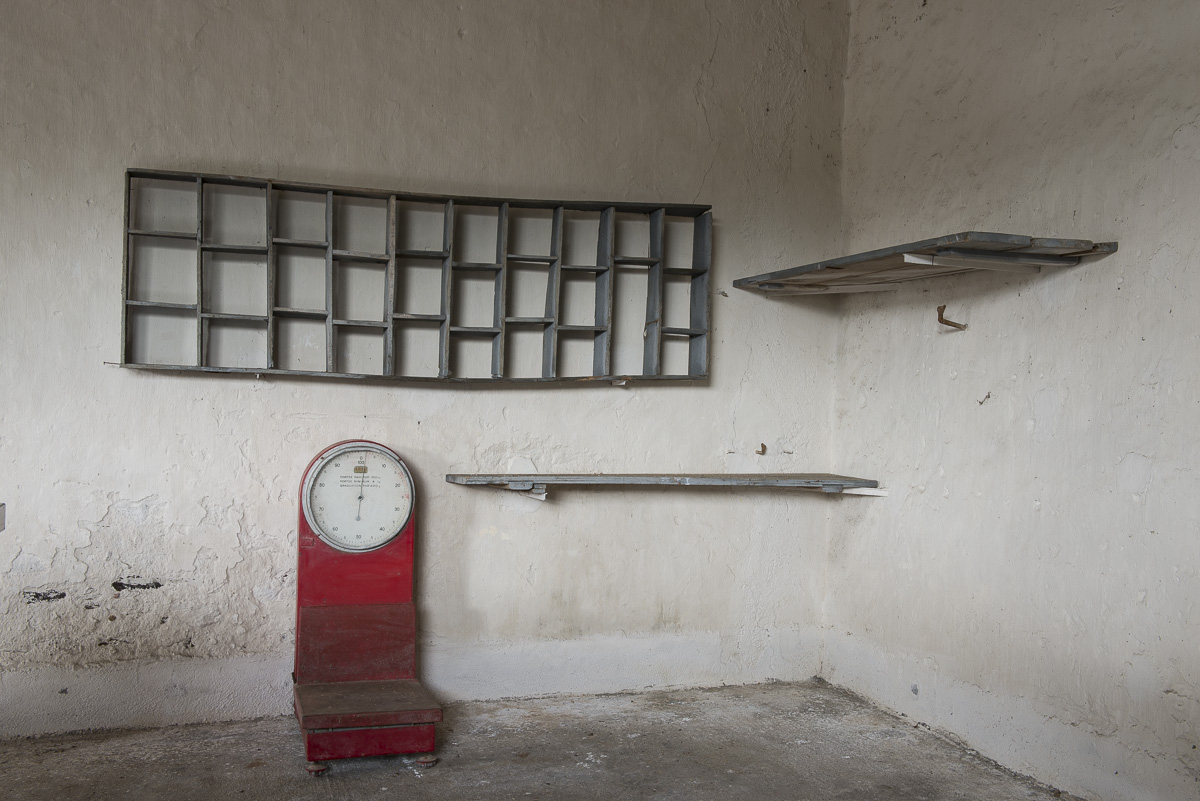

##### L'atelier de menuiserie
L'atelier de menuiserie produit parquets, plafonds, charpentes et meubles pour Bois-Briand et des clients extérieurs.

##### L'atelier de sellerie
L'atelier de sellerie produit, à partir de peaux de python, d'alligator et de galuchat des sacs, gibecières, sous-main, ceintures, etc. pour les hôtes de Bois-Briand et des clients extérieurs.

### La maison du jardinier

La Maison du Jardinier de Bois-Briand
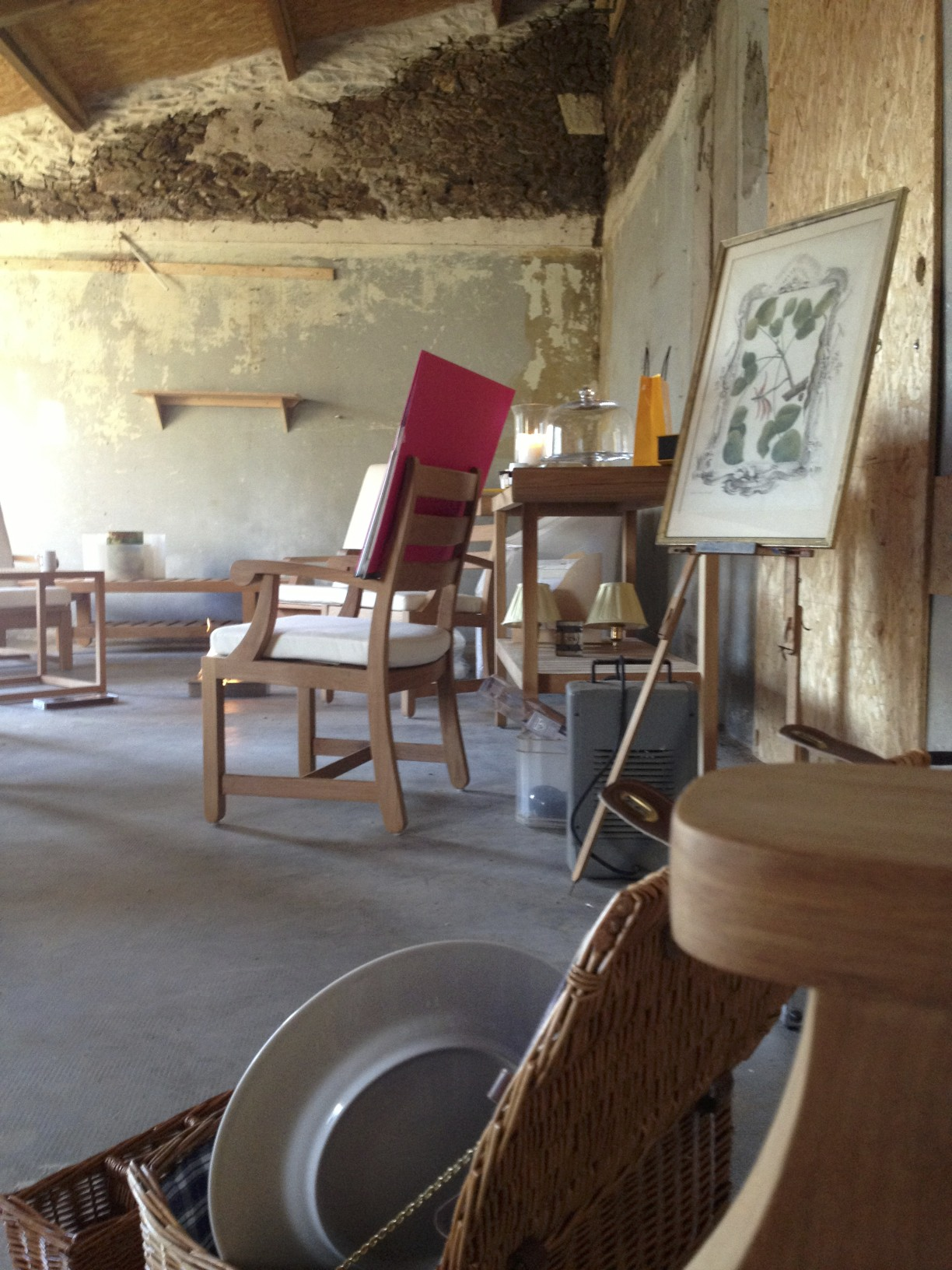
Atelier d'artiste dans la Maison du Jardinier de Bois-Briand
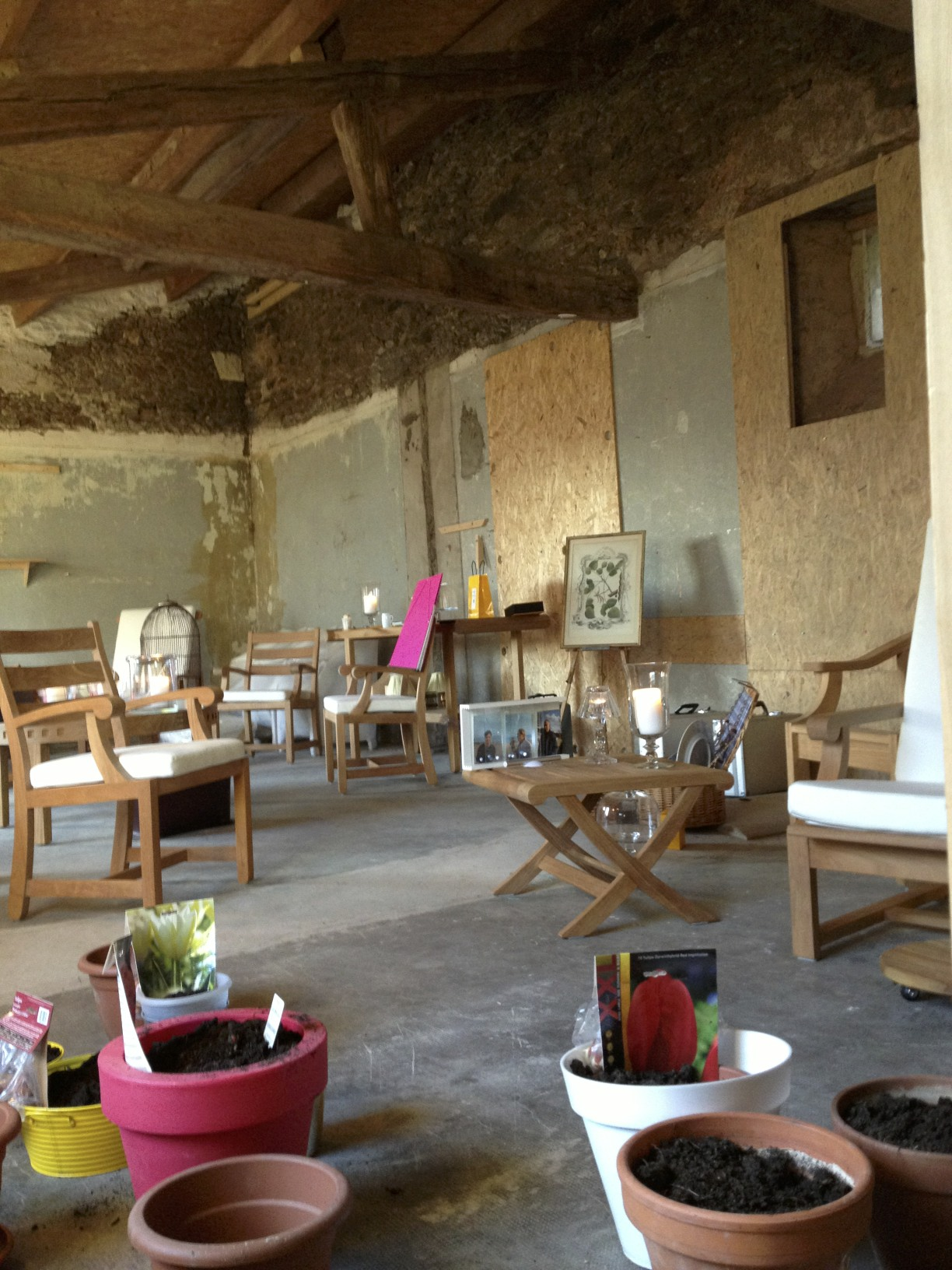
Boutures en transit dans la Maison du Jardinier de Bois-Briand
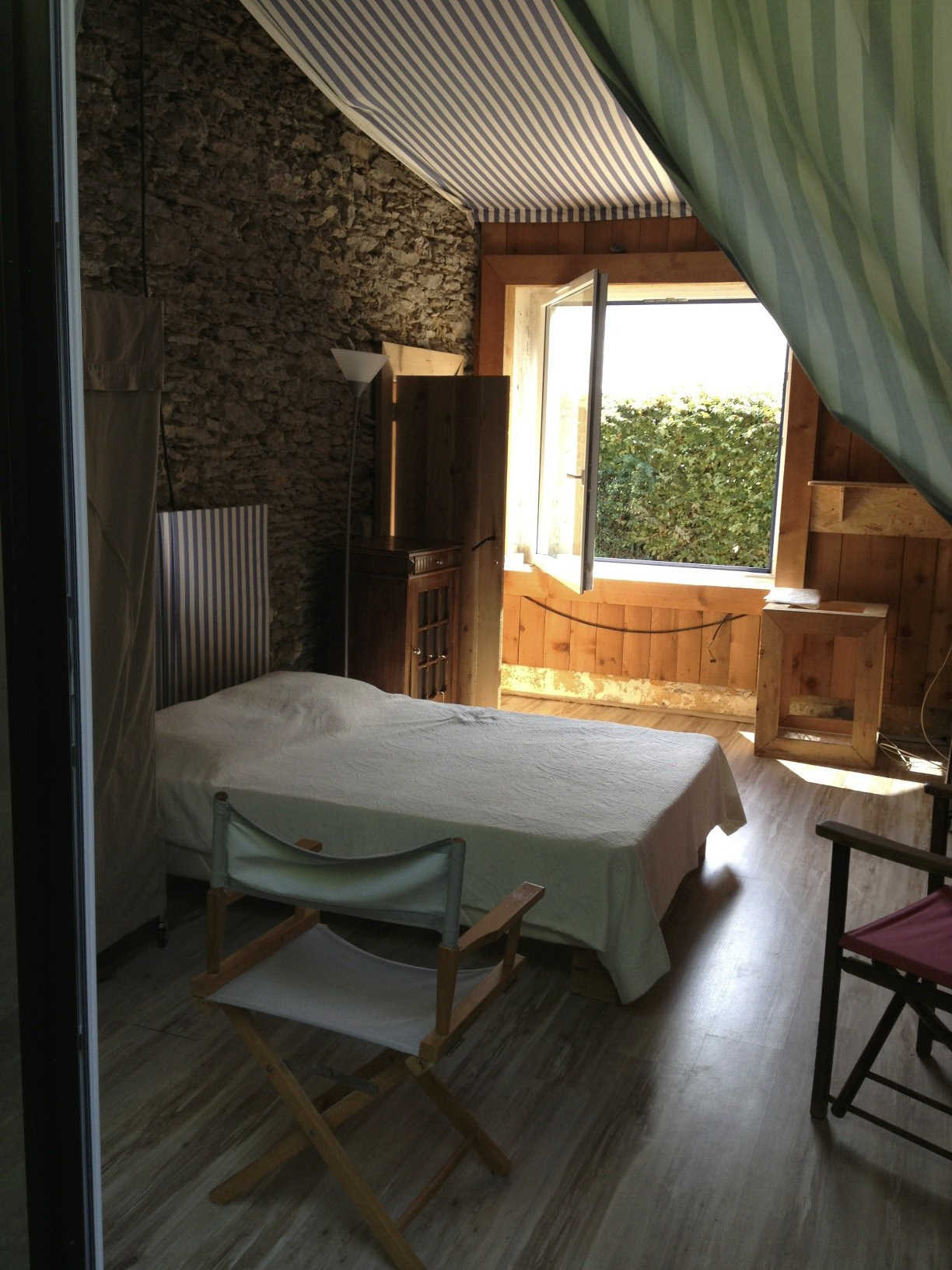
Chambre de la Maison du Jardinier de Bois-Briand
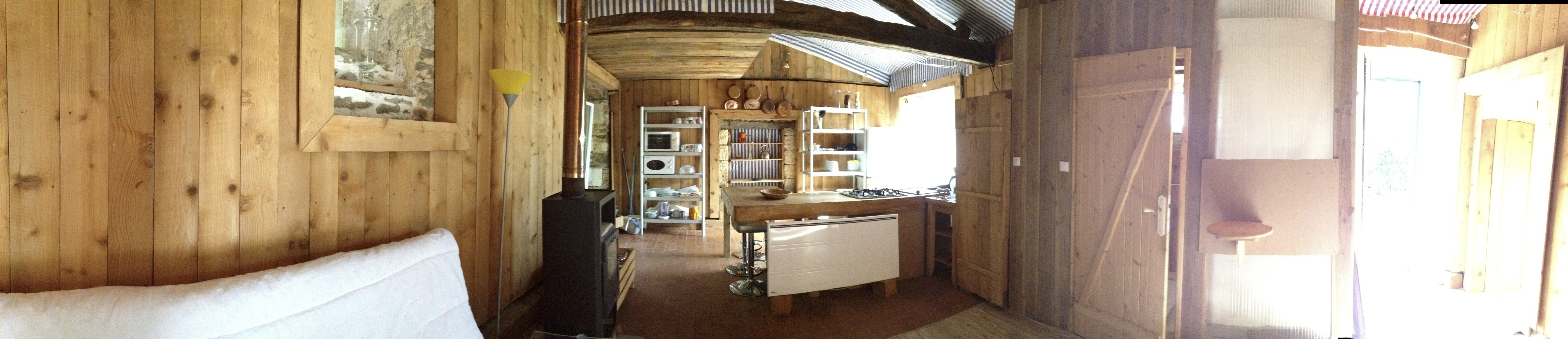
Pièce principale de la Maison du Jardinier de Bois-Briand

## Le parc et les jardins de Bois-Briand

### Le jardin régulier («à la française»)
Le jardin original, conçu en 1694, au moment de l'installation de Pierre Le Meneust des Treilles, président à la Cour des Comptes de Bretagne.

Conçu selon le modèle des jardins potagers de La Quintinie, il a été détruit, 300 ans plus tard, par une décision du Conseil Municipal de la Ville de Nantes, afin d'y construire un lotissement.

Afin de conserver le souvenir du projet initial, les propriétaires actuels ont fait élever une première terrasse de 70 mètres de longueur sur 30 mètres de largeur. Plantée de charmes, elle reprend le dessin en exèdre des théâtres de verdure fermant le miroir d'eau. Une seconde terrasse, au-dessus de la première, relie le mail de tilleuls au perron central et aux terrasses nord encadrant la porte du jardin du XVIIe siècle.

Vestiges du jardin régulier (à la française) du château de Bois-Briand
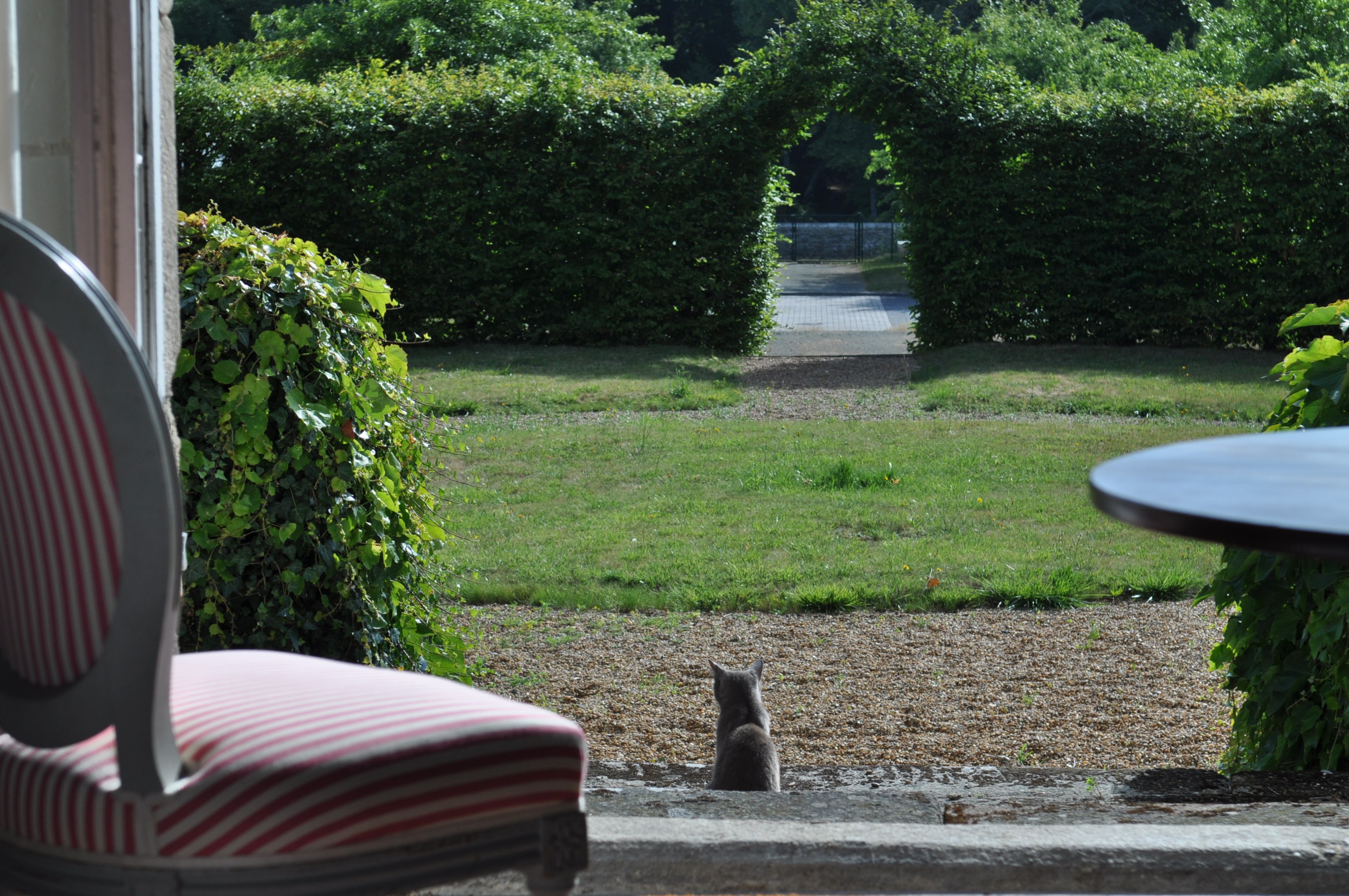
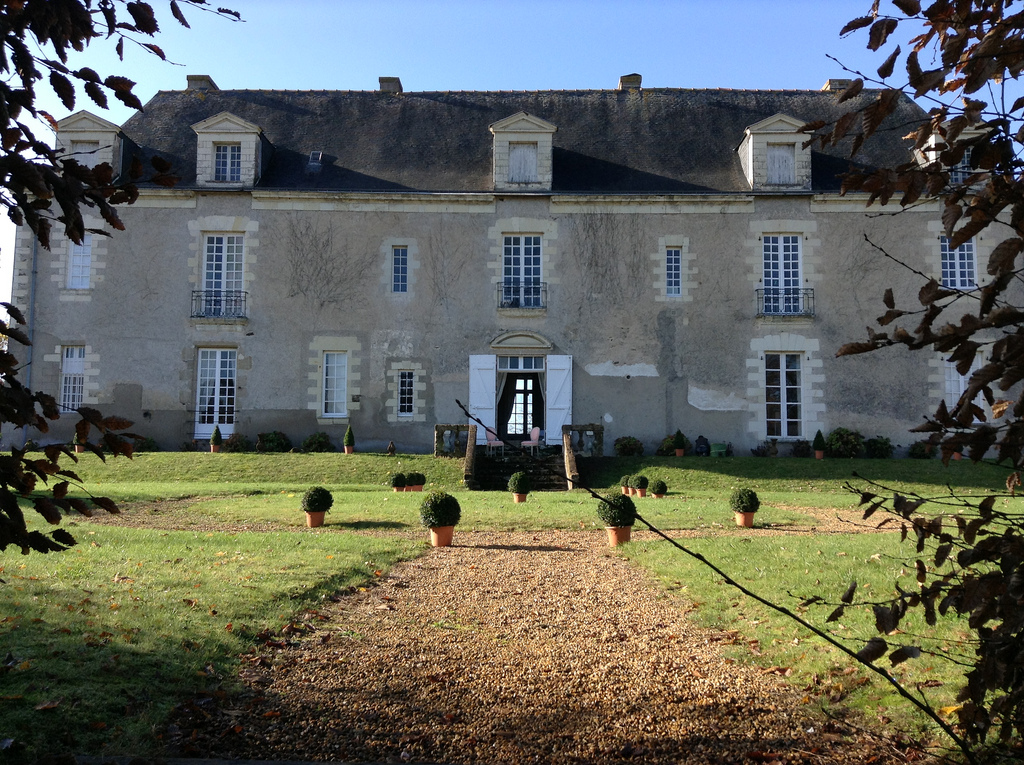
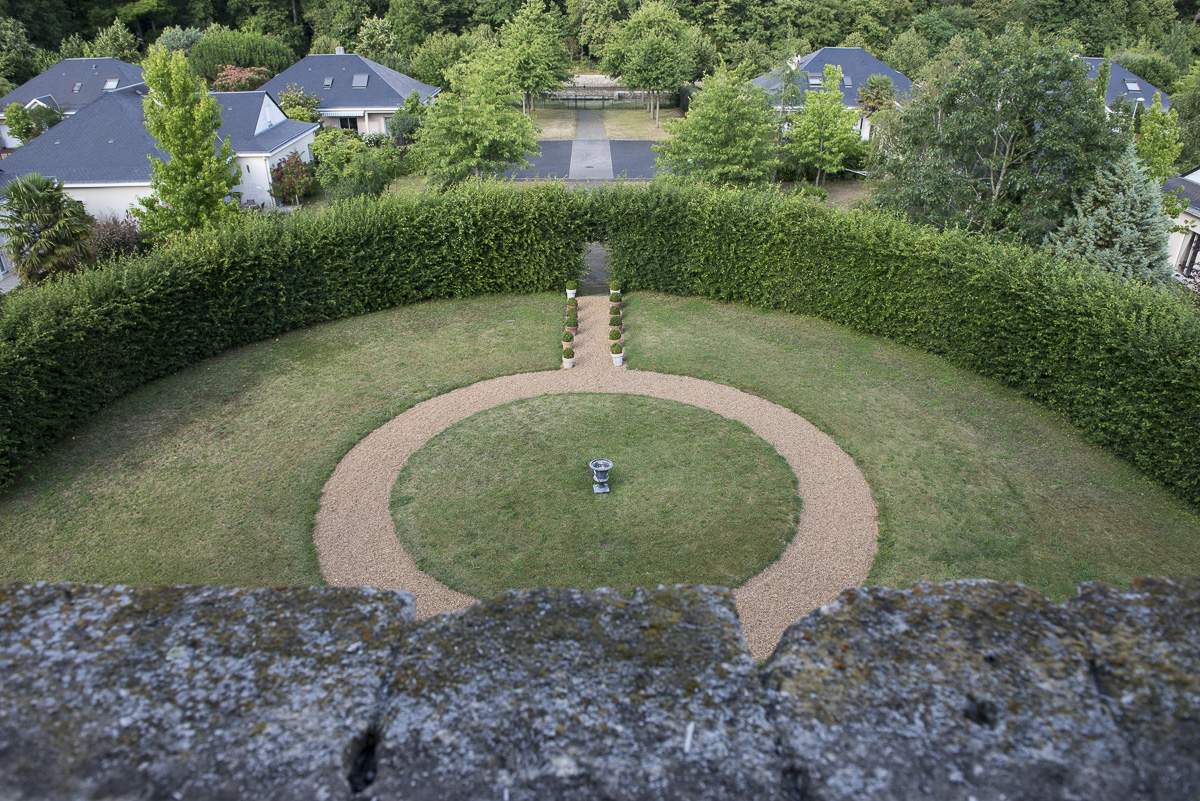
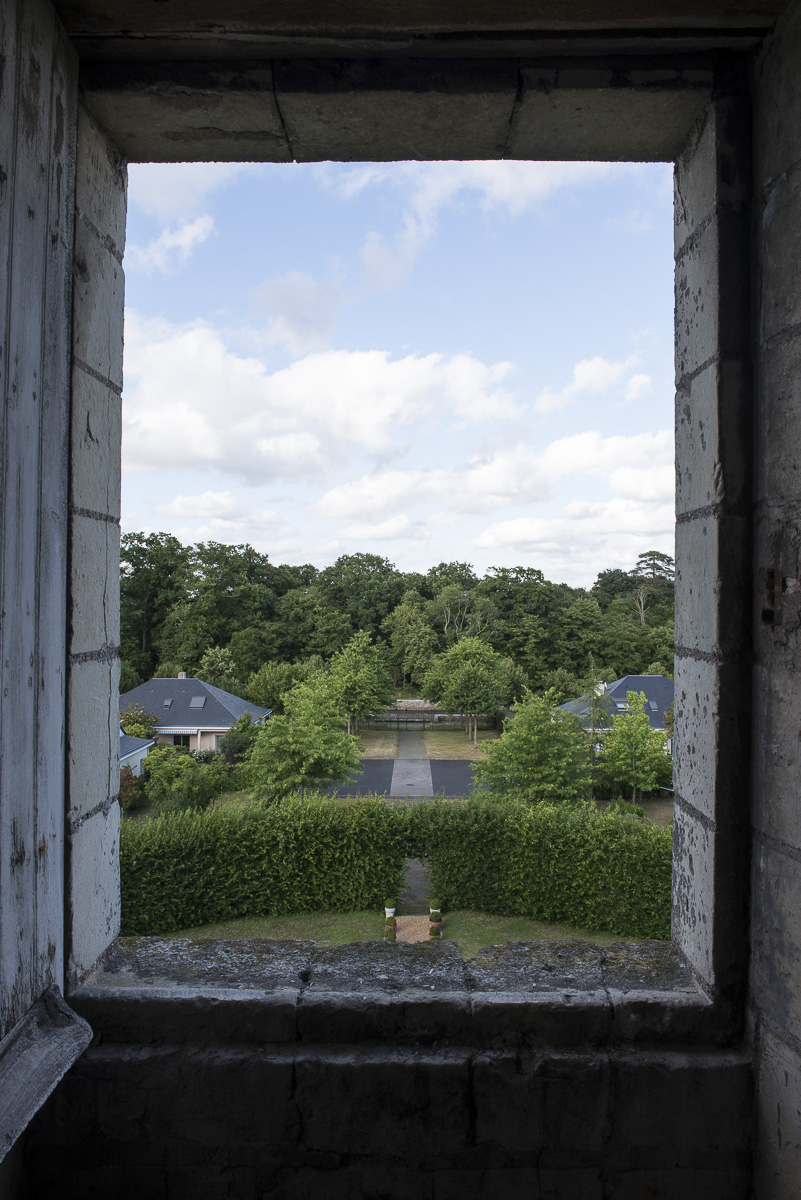

Perron et balustres du jardin régulier de Bois-Briand
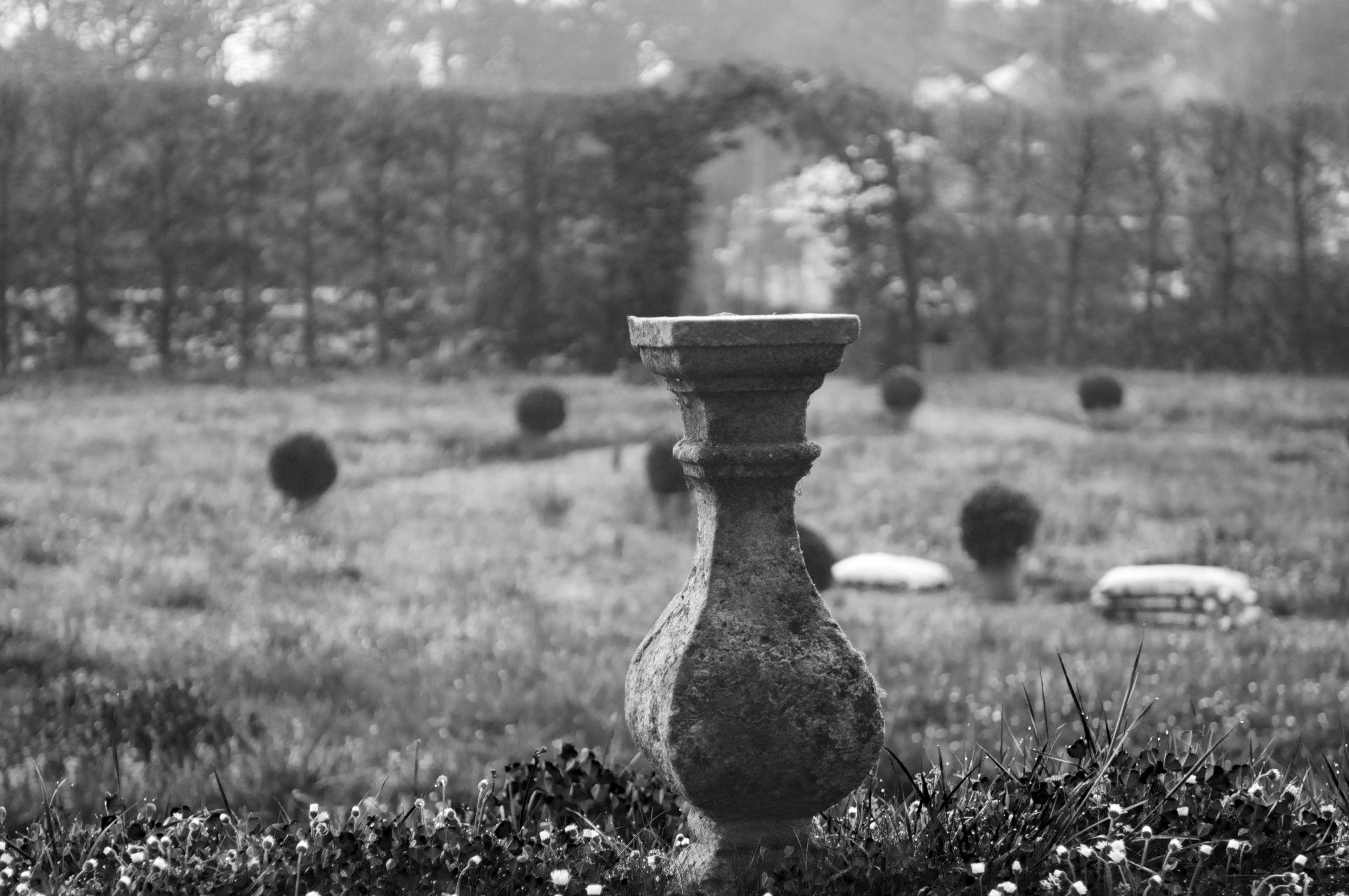
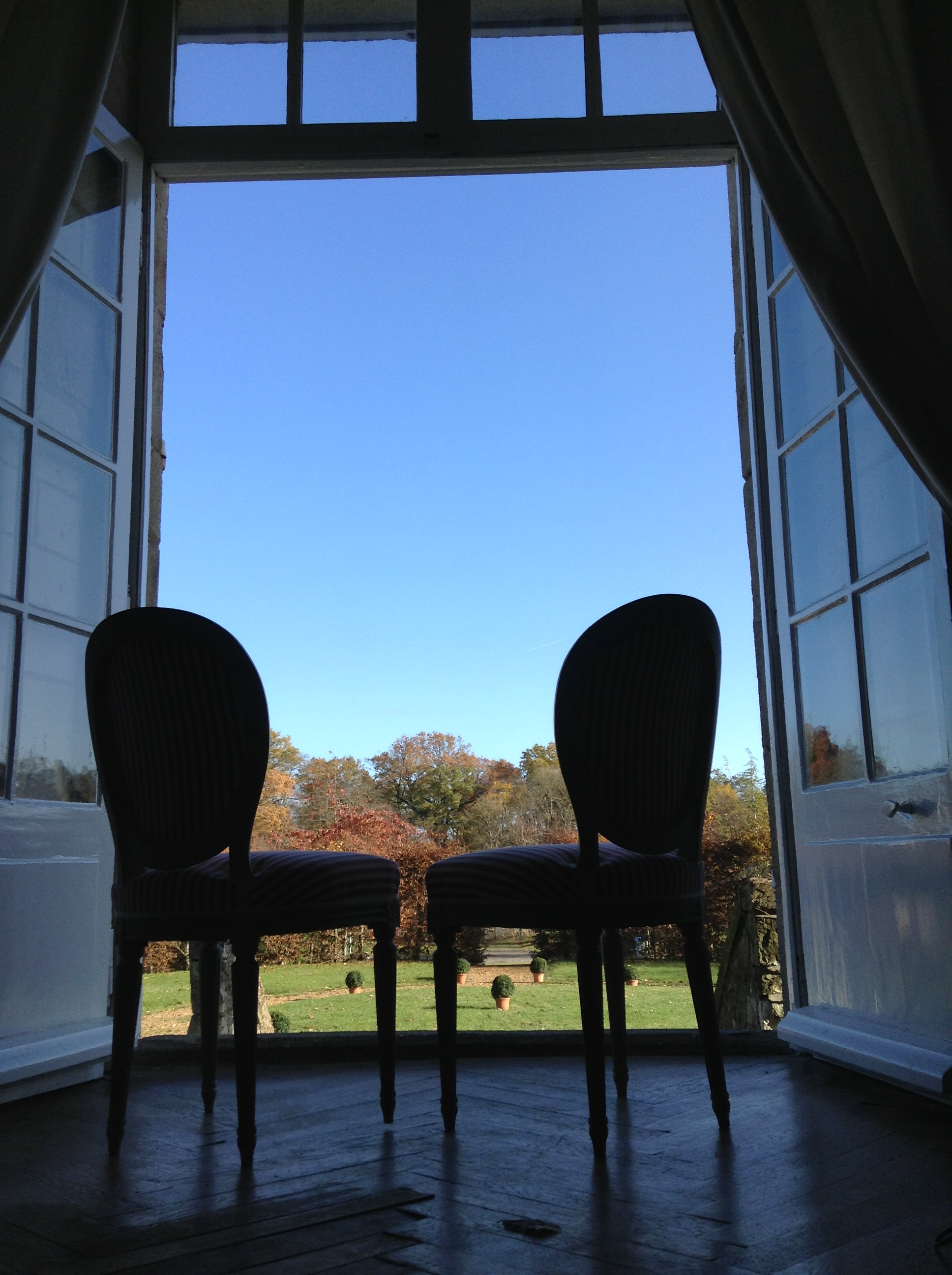
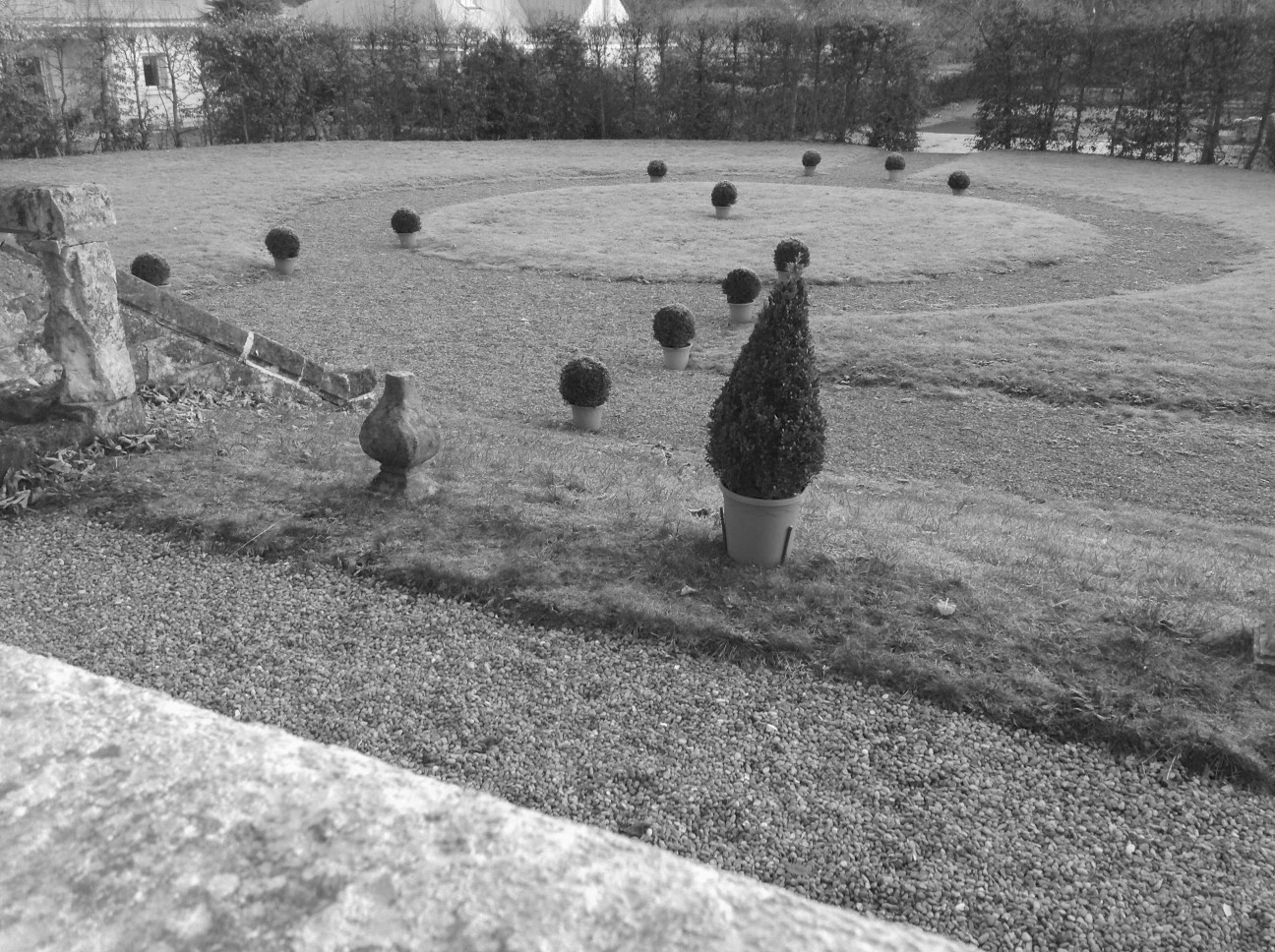

#### Le miroir d'eau
Le miroir d'eau de Bois-Briand mesure 100 mètres sur 19 mètres et deux mètres de profondeur. Il constitue le côté est du carré de 100 mètres sur 100 mètres constituant le jardin à la française initial (cf. La Quintinie). 
Il est maçonné, sur toute sa surface et profondeur, par un appareil de pierre. Le couronnement du muret qui le ceinture a été restauré, de 1998 à 2001, en même temps que la totalité du bassin, par une association d'insertion. Pour des raisons de sécurité, la municipalité a ordonné le décaissement de la promenade afin que le muret s'élève, dorénavant, à la hauteur réglementaire de sécurité. Cette disposition empêche d'apprécier la vue cavalière programmée par le concepteur du monument. 
Deux théâtres de verdure en exèdre viennent fermer les extrémités nord et sud du bassin. Une banquette en pierre permettait aux invités de s'asseoir pour assister aux spectacles ou au repos des chevaux, au retour de la chasse. Un percement du muret nord est prolongé par une descente de pierre permettant aux cavaliers de rafraîchir et abreuver leurs chevaux.
L'effet de miroir est observé depuis l'ancienne allée située dans le bois situé côté Sainte-Luce sur Loire. On peut, aussi, l'observer depuis la rive est du bassin lorsque le niveau de l'eau se trouve à la hauteur prévue au XVIIe siècle.

Miroir d'eau du château de Bois-Briand
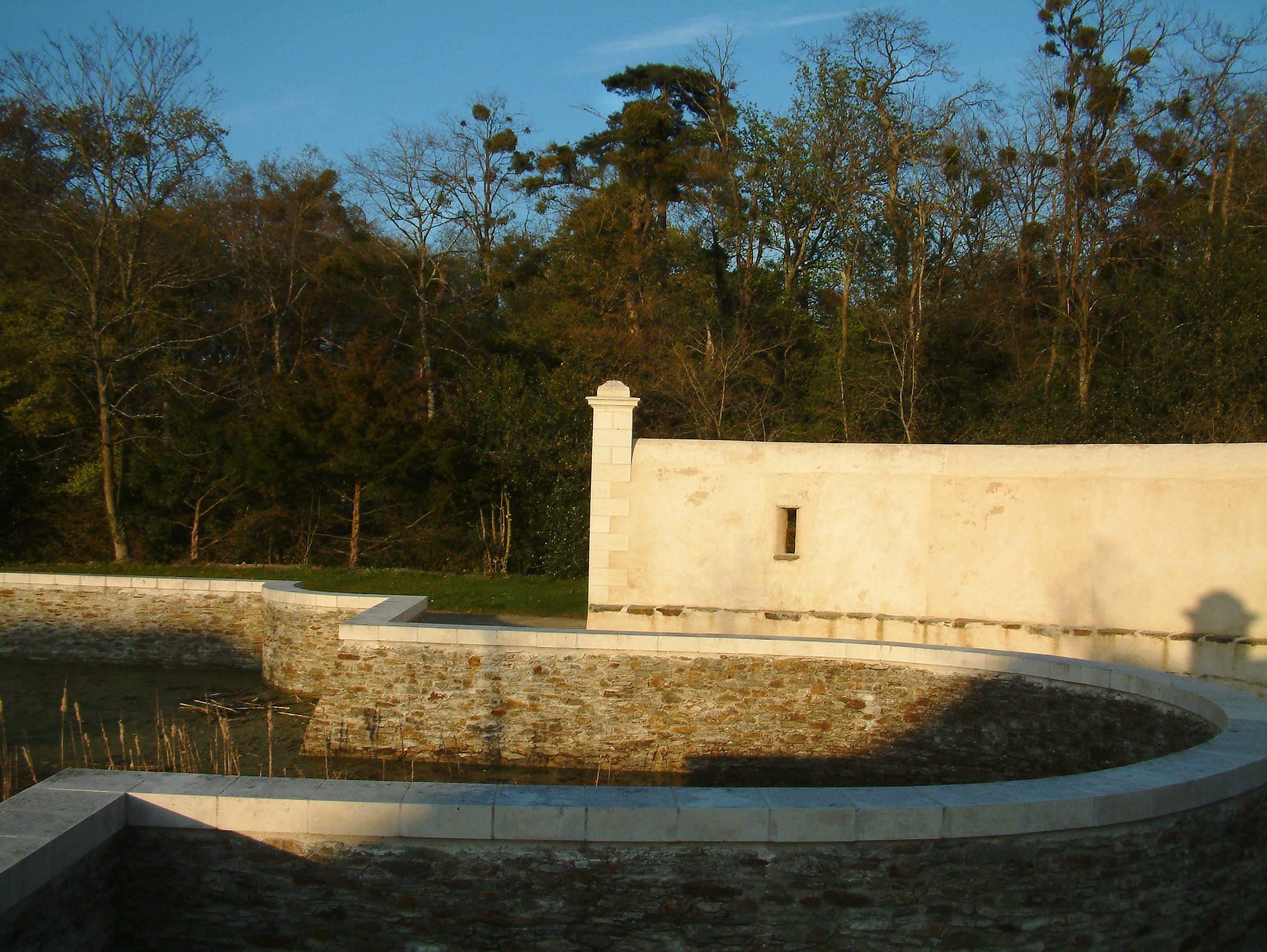
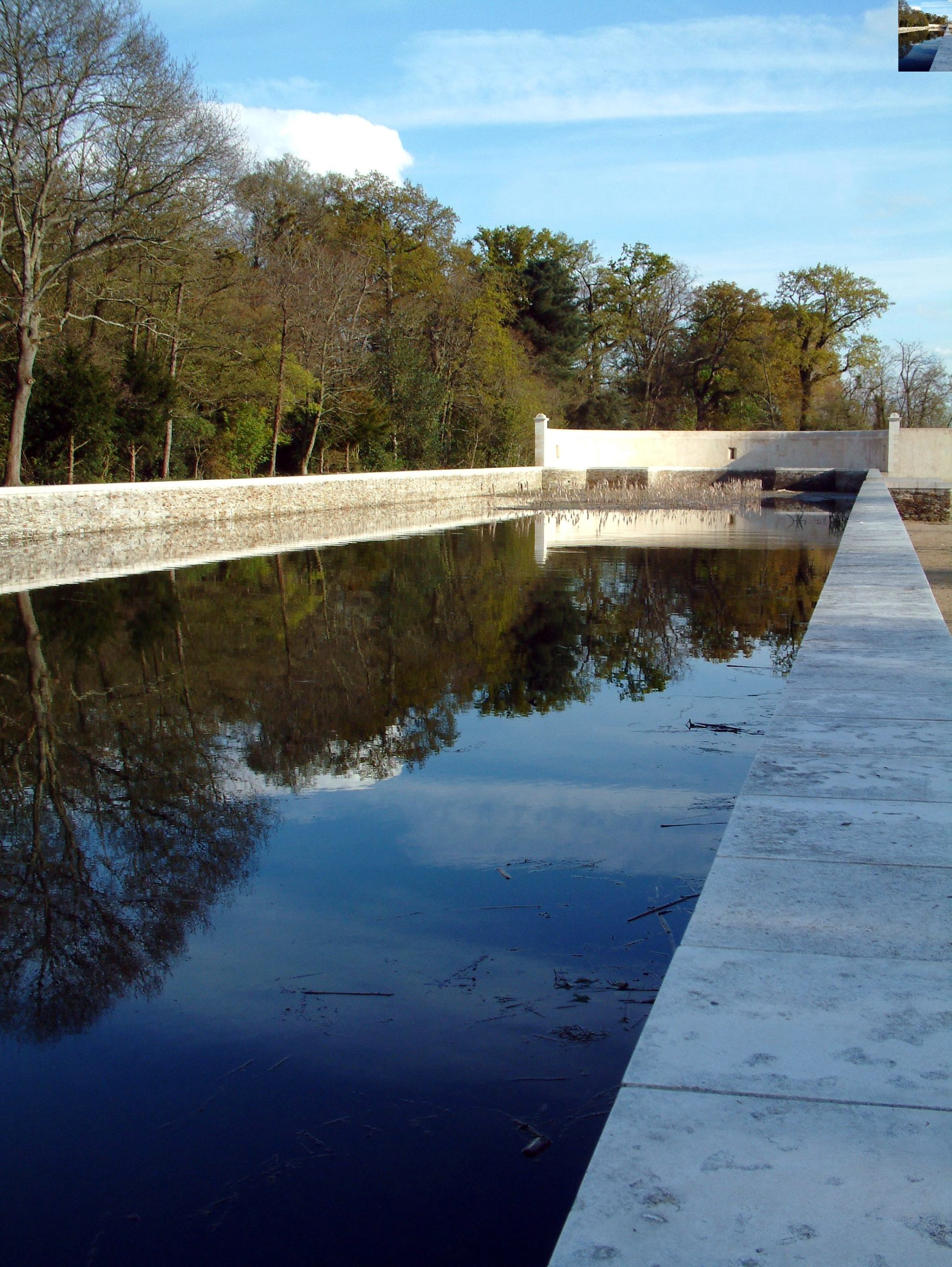

Le dessin du Miroir d'eau du château de Bois-Briand peint al-fresco de part et d'autre de la porte d'accès au jardin à la française et utilisé comme modèle de cartouche pour le décor exotique du plafond du cabinet de travail
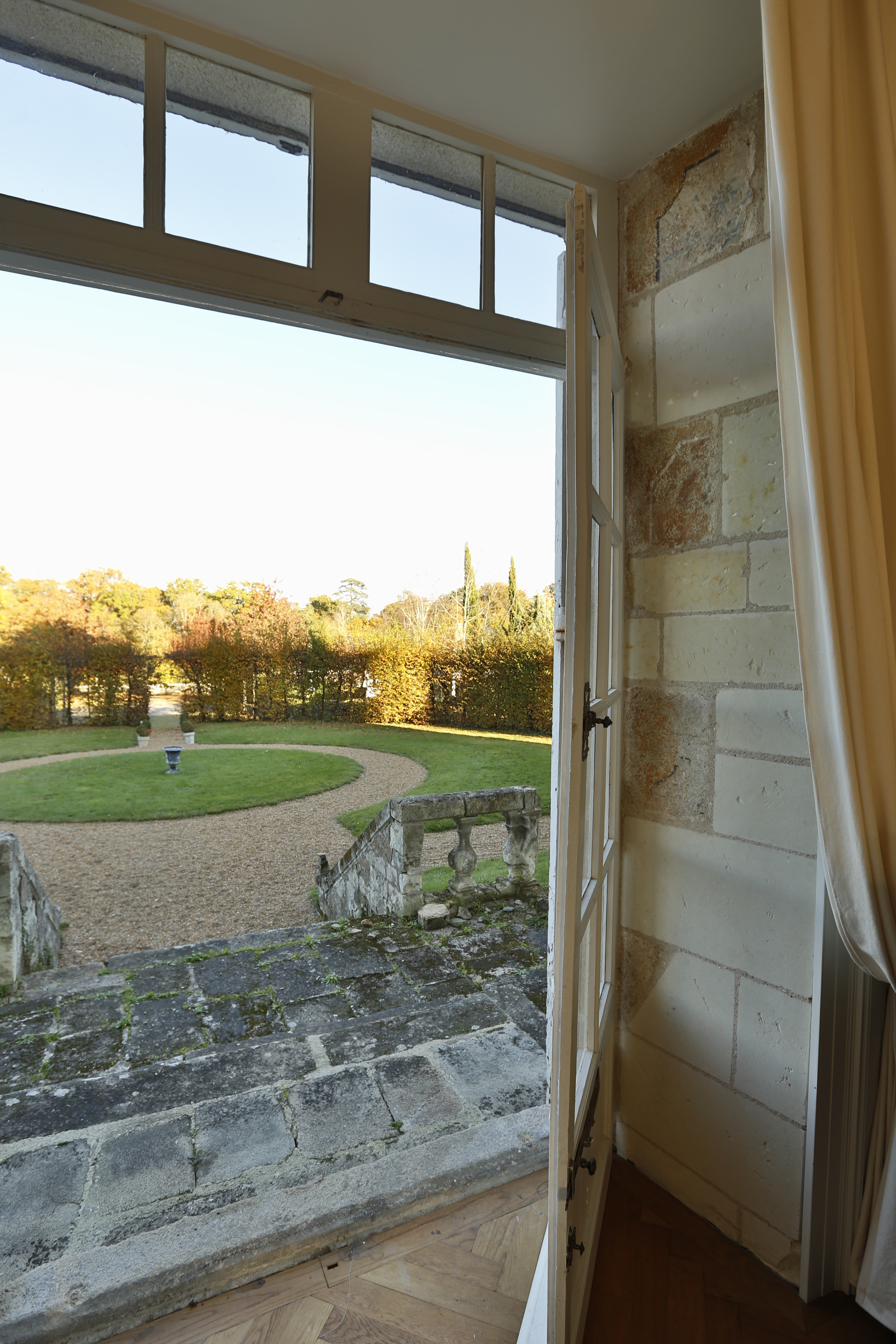
porte-fenêtre du salon-bibliothèque : 3 dessins à fresque du miroir d'eau en contrebas du jardin on aperçoit le miroir d'eau
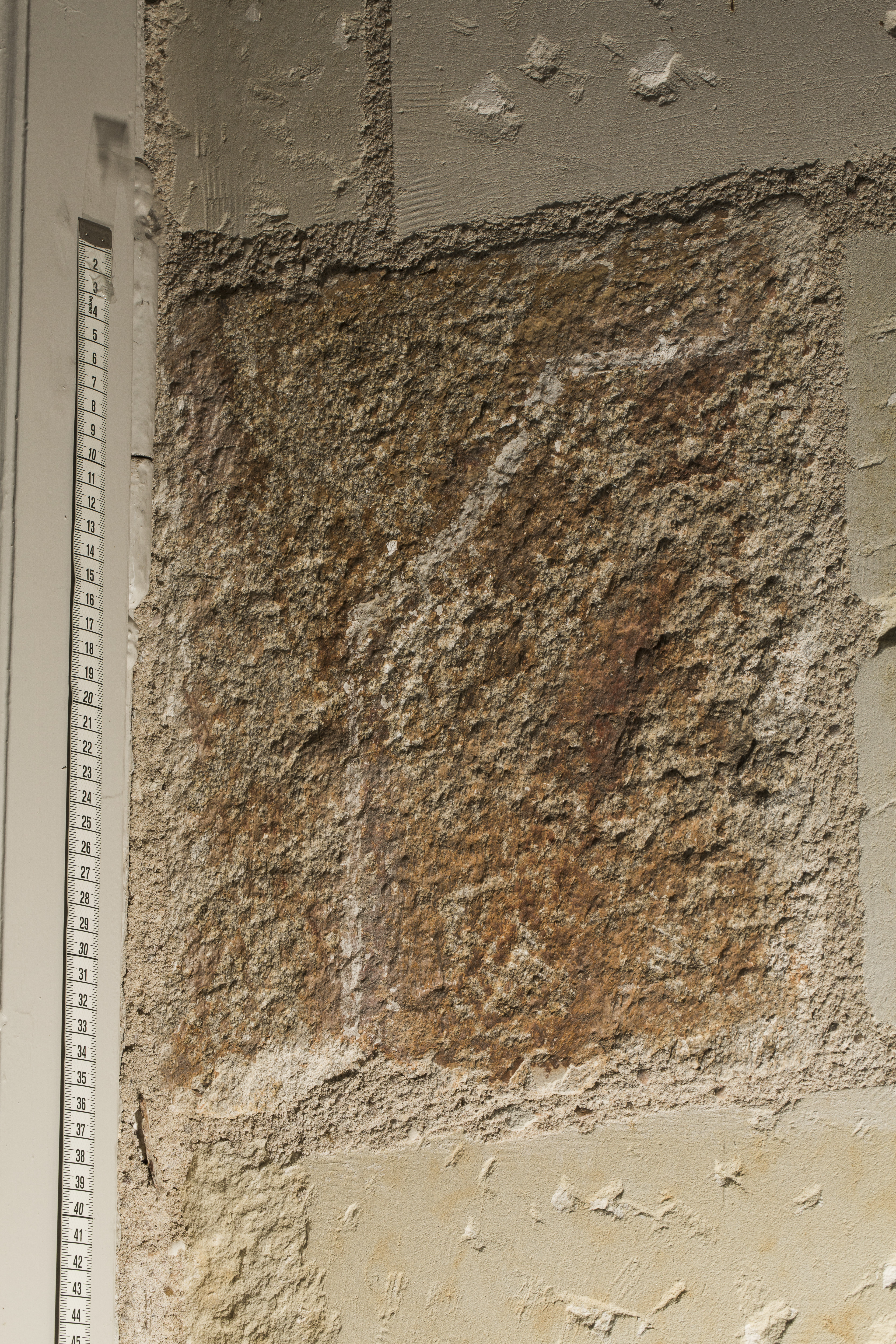
dessin du miroir d'eau
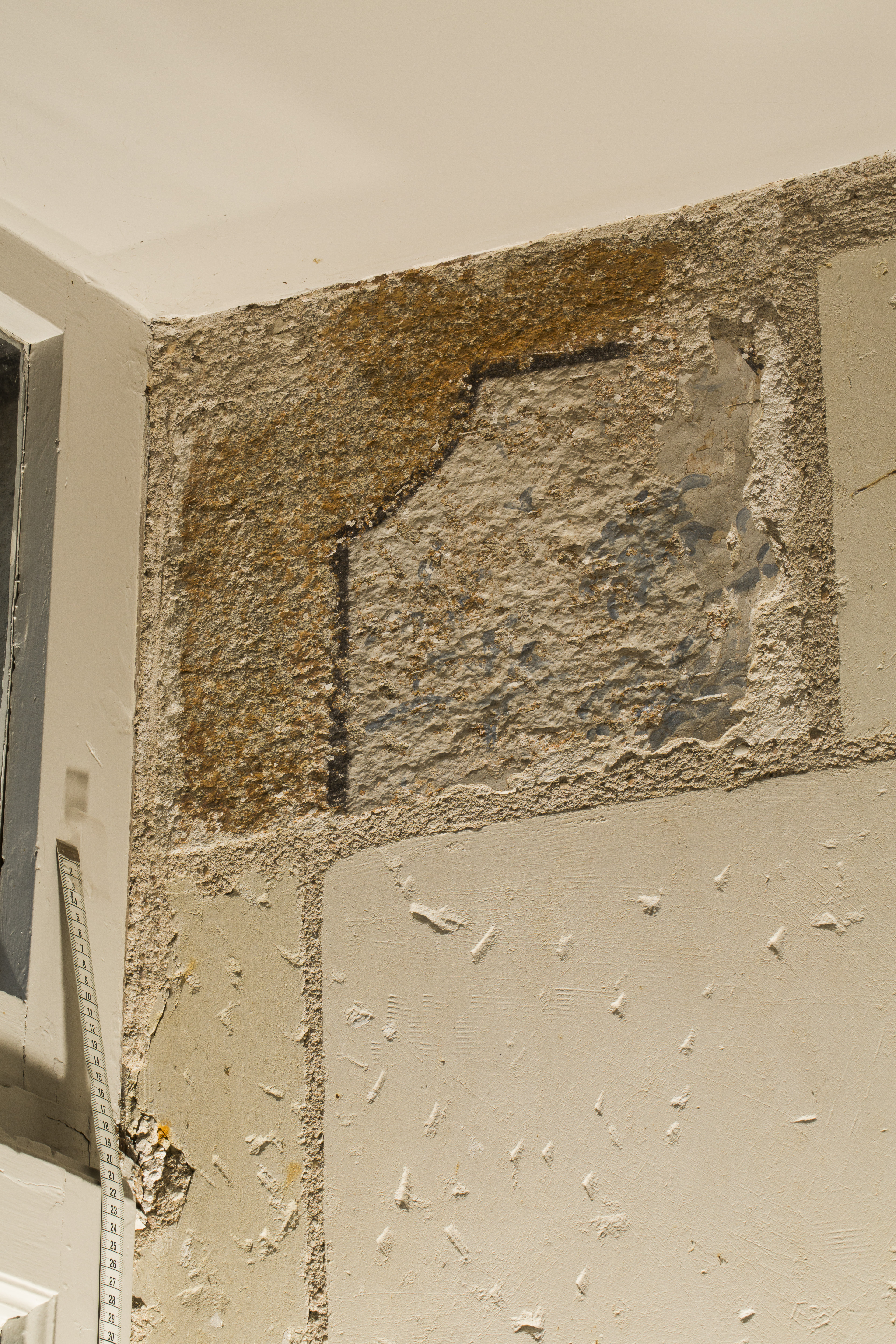
dessin du miroir d'eau

### Le mail de tilleuls

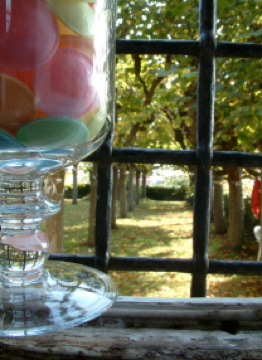
Le mail de tilleuls vu à travers la grille (XV) de la fenêtre des cuisines.

Sur un plan formel, le dessin du mail de tilleul de Bois-Briand constitue la projection orthonormée de la grille médiévale de la cuisine. Vu de la cuisine du château, le paysage apparaît découpé en une multitude de petits carrés, comme le ferait une grille de Dürer.
Le mail obéit à l'archétype du belvédère (sur le modèle de Point-Breeze, New-Jersey). Il surplombe, en 1860, les vignes de Bois-Briand descendant vers la Loire comme Point-Breeze aspectait les méandres de la rivière Delaware.
Exposé, ainsi, face au soleil du sud, ce « Bois » prolonge la « Brillance » des Bois-Brillant(s) ayant donné leur nom à la propriété éponyme visitée en ces « Rendez-vous au jardin 2015 ».
Le mail de tilleuls de Bois-Briand est un jardin de femme. Celle qui l'a conçu a fait forger des tuteurs au dessin gracieux. Deux d'entre eux ont échappé au pillage des soldats nazis. Ces tuteurs maintenaient, à la hauteur des yeux, un fil où s'accrochaient des centaines de pieds de rosiers. La haie de roses couronnait un muret qui fermait le quadrilatère. Dans le prolongement de la « grille de Dürer », cet écran de roses découpe le paysage d'une façon délicate, bien féminine.
Les dimensions du mail sont strictement identiques à celles du logis de Bois-Briand, tel qu'il fut étendu en 1694 par Le Meneust des Treilles. Le mail de tilleuls ferme, au sud, le côté ouest de 100 mètres du carré d'un hectare que constitue le jardin régulier de 1694. Le logis principal de Bois-Briand occupe, quant à lui, le tiers central du côté ouest. Le mail est planté de tilleuls américains. Une indication supplémentaire de l'inspiration américaine de cet archétype des jardins de la Restauration?
Deux indices nous orientent dans cette direction : les mémoires de la Princesse (américaine par sa mère) Caroline Murat et la correspondance de Laure Gaigneron de Marolles (née à quelques miles de la maison de la Princesse Murat, dans le New-Jersey). Celle-ci écrit « Nous menons, à Bois-Briand, bonne vie douce et tranquille… mais l'on aimerait un endroit où nous tenir à l'ombre ». Était-ce un « cri du cœur » d'une locataire à sa propriétaire?
« At the time of my father’s return to America we were living in a large red-brick house. The particuliar attraction, I might say the only one of which the house could boast, was a long row of very fine LINDEN TREES running along the front and extending on each side beyond the building, forming a wide gravelled way, or terrace, stretching from end to end. This mansion and garden nearly joined King Joseph’s estate Point Breeze ». « Au moment du retour de mon père en Amérique, nous vivions dans une grande maison de brique rouge. Le principal attrait, je dirais le seul dont puisse se prévaloir cette maison, était un long MAIL DE TILLEULS se développant de part et d’autre du logis, formant une large allée gravillonnée ou terrasse, plus étroite à chaque extrémité. Cette maison et son jardin jouxtaient celle de mon oncle, le Roi Joseph Bonaparte ».
Le mail de tilleul est visible, depuis la fenêtre de la cuisine du château, à travers une grille forgée au XVe siècle. Il est planté sur une plate-forme élevée à deux mètres de hauteur. Il comporte quatre rangées de douze tilleuls américains taillés de façon à former deux nefs de verdure ombragée. L'ensemble est ceinturé par un muret d'un mètre de haut et quarante centimètres de large, qui couronne un mur de soutènement contenant (sans doute) de la terre mais, aussi, peut-être, de pierres de taille récupérées au moment du démantèlement du sommet du château médiéval à la fin du XVIIe siècle). Cette plate-forme n'a pas fait l'objet d'exploration. Par contre, des fenêtres ouvrant sur le sud (emplacement de la plate-forme) ont été murées, dans la pièce située sous la cuisine du château.
Selon certains « anciens », une bombe serait enfouie dans la partie sud du mail de tilleuls. Elle daterait des bombardements américains de la DCA allemande installée dans le champ voisin.

### Quelques technologies mises en œuvre au château de Bois-Briand

#### La ferme photovoltaïque

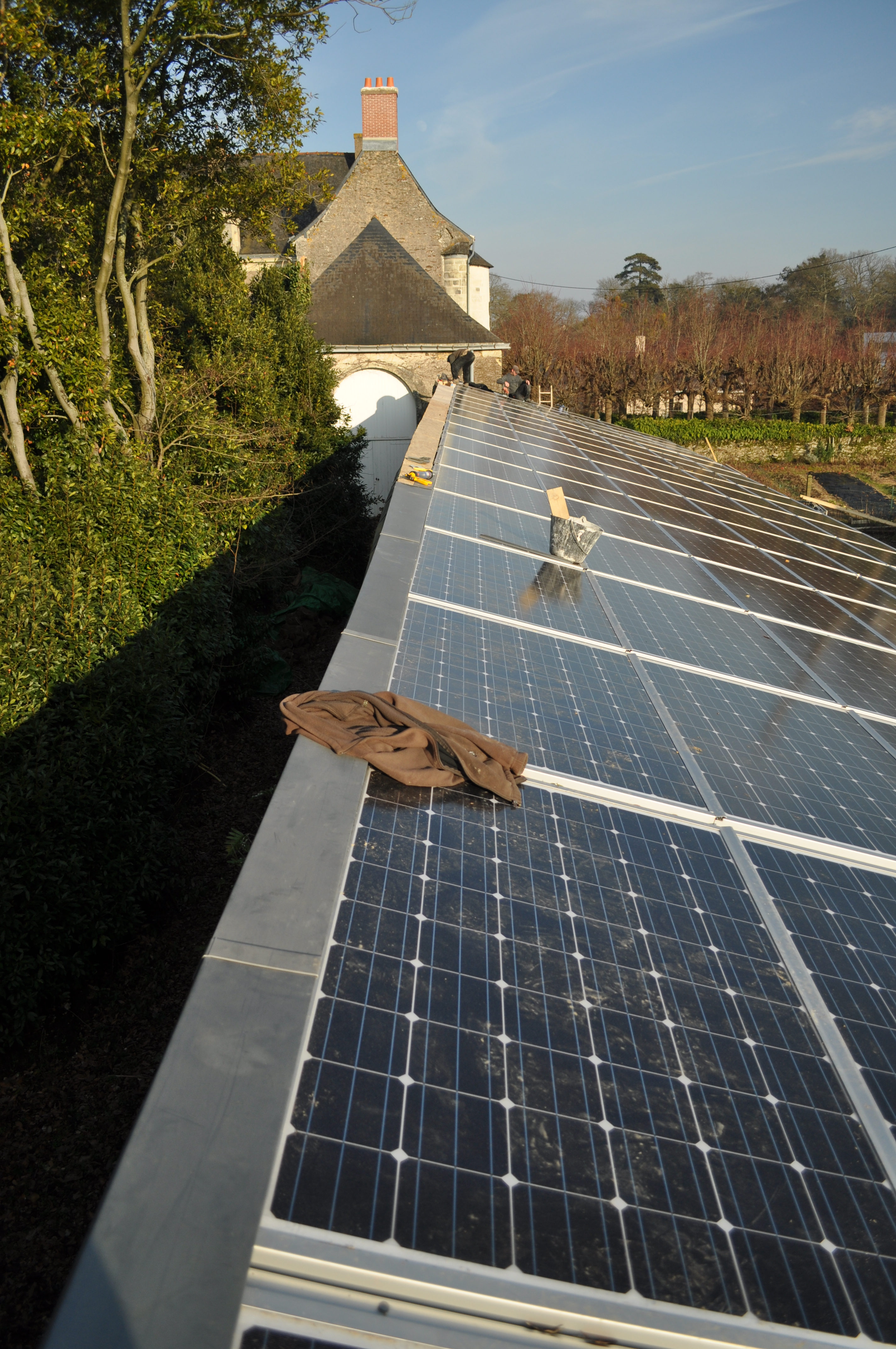
Ferme photovoltaïque sur les toits bâtiments de la cour d'honneur.

Une ferme photovoltaïque a été aménagée en lieu et place du toit des bâtiments fermant la cour d'honneur, au sud. Sur plus de 250 mètres carrés ont été disposés des panneaux. Ceux-ci captent la lumière, la transforment en énergie électrique et la diffusent au moyen d'onduleurs placés face à l'ancien portail de granite aspectant l'ancienne voie sud vers la Loire (fermée lors de la mise en place de la Z.A.C. Bois-Briand). Ce dispositif complète un système de production d'eau potable mis en place en 2000.

#### Le système hydraulique primitif
Le puits est situé au bord de l'emplacement de l'ancienne allée reliant le manoir à la route de Paris. Il marque l'extrémité du pignon nord de la maison. Légèrement sculpté, il est barré de grandes plaques de granite afin d'éviter toute chute. L'eau se trouve à sept mètres de profondeur. Il n'est pas utilisé. La collecte des eaux pluviales a fait l'objet de relevés savants par Monsieur Galard, inspecteur du Ministère de la Culture, en 2003. On distingue les eaux collectées sur les toits et les eaux de ruissellement. Jusqu'au rachat de la propriété, en 1996, le dispositif de gestion hydraulique en vigueur résultait d'une conception datant du XVe siècle. Un caniveau de granite fut expurgé lors des travaux de terrassement et de mise au jour du pavement de la cour du XVIIe siècle. Ce caniveau évacuait eaux usées et de ruissellement vers l'Aubinière (puis le miroir d'eau, faisant office de dépotoir à partir du XVIIIe siècle).

## Historique
Le château de Bois-Briand se trouve au nord de la plus ancienne voie romaine de la région (déjà mentionnée au IIIe siècle), épousant approximativement le tracé de la départementale 68 (ou « route de Sainte-Luce »). Celle-ci, située à l'extrémité septentrionale des zones inondables de la Loire, venait d'un lieu où existait une villa romaine baptisée Cariacum, l'origine du château de Chassay (l'actuelle mairie de Sainte-Luce, située au sud du bourg) et allait à Nantes en passant par Doulon, endroit déjà habité lui aussi à l'époque gallo-romaine.
Après les invasions barbares au VIe siècle, la paroisse de Doulon, dont fait partie le Bois-Briand, devient un domaine épiscopal, qui sera un temps spolié par Harscoët Ier de Saint-Pierre, seigneur de Retz, qui en récupère une bonne part durant le XIe siècle. Il faudra la menace d'une excommunication, à la suite des décisions du concile de Rome en 1049, pour que Harscouët rétrocède Doulon aux évêques en 1104 (elle sera l'une des rares paroisses à être rendues à l'évêché nantais) et restera leur propriété jusqu'à la Révolution. Mais ces derniers, incapables de gérer leurs biens, cèdent, sous la pression du Duc de Bretagne qui est devenu leur suzerain en 1345, leurs domaines à des familles aisées. Des seigneuries naissent alors, dont celle du Bois-Briand, créée, peut-être, en 1405 par un certain Geoffroy Resmond. Cette date associée à ce nom est la plus ancienne que nous ayons relevée. Elle pourrait ne constituer qu'une des étapes du peuplement de Bois-Briand. En effet, une archéologue, en résidence à Bois-Briand, a fait la découverte, en novembre 2015, de graffiti christiques du XIIIe / XIVe siècle, près de la statue du Diable, dans la tour-escalier. Ces graffiti et statuaire sont à rapprocher d'une tradition dont certains vestiges ont été observés à Luché-Pringé et d'autres maisons fortes des XIIe / XVe siècle.

### XIIesiècle-XIVesiècle
Le tracé de la voie romaine (actuelle route de Sainte-Luce) est le premier élément structurant avec celui de la Loire et de l'Aubinière.

Le premier logis de Bois-Briand est édifié, le long de cette voie, à la confluence de l'Aubinière et de la Loire.

Le niveau du sol sur lequel est construit le logis semble plus bas de deux mètres, environ, par rapport à aujourd'hui (cf. construction ultérieure d'une protection contre les inondations).

La voie menant du logis à la voie romaine a été démolie, récemment, par la Ville de Nantes lors des travaux de construction de la Mairie annexe (supprimée depuis..).

L'esthétique, les techniques d'exécution, les références culturelles des graffiti et statue du Diable semblent attester un peuplement de Bois-Briand à l'époque où ce territoire avait été rétrocédé aux évêques de Nantes par Harscouët Ier.

Nous ne savons pas dater le moment où Bois-Briand est transformé par le Duc de Bretagne; échangeant le simple statut de « possession épiscopale » pour celui, plus attractif et lucratif, de « seigneurie ».

### XVesiècle
- 1405 - Geoffroy Resmond est le premier seigneur de Bois-Briand (ou Boisbriant) que nous ayons recensé.
- 24 août 1415 - Robert de Sesmaisons rend aveu[3].
- 1471 - Maistre Guillaume Dandin est le second seigneur de Boisbriant recensé. Le 10 février 1471, il comparaît, avec les autres nobles de la ville de Nantes devant « nobles hommes Regnaud Gandelin, seigneur de Gosnes et sénéchal de Nantes et Jehan Blanchet, seigneur de la Chabotière. »[4].
- 1484 - On trouve, en 1478, trace d'un aveu rendu par un Bertrand Dandin au Duché de Retz, devant la châtellenie des Huguetières (Seigneurie de Briord).
- À l'occasion des inondations du XVe siècle, les habitants semblent s'être installés au premier étage en construisant une protection de terre autour de la maison.
- Une coursière relie les chambres entre elles. Cette coursière, en bois, est démolie. Les portes sont bouchées. L'une d'entre elles sera rouverte partiellement en 2006 dans « la chambre de Paul ».
- L'accès à la tour se fait par une porte ouvrant sur la cour d'honneur. Cette porte fut murée. Elle a été ouverte en 2008.

Menuiseries du logis principal de Bois-Briand
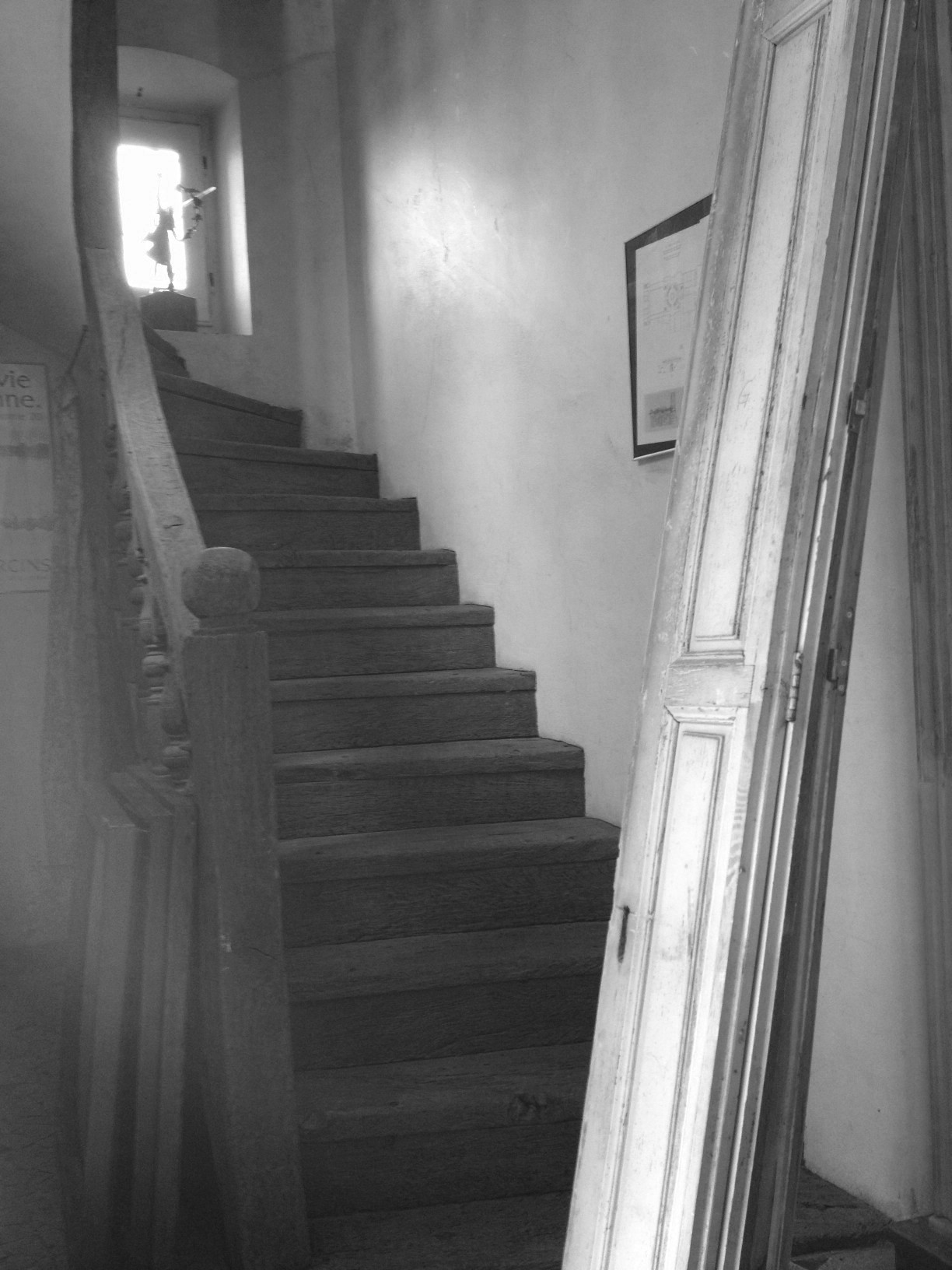
Bas des marches - restauration des volets intérieurs
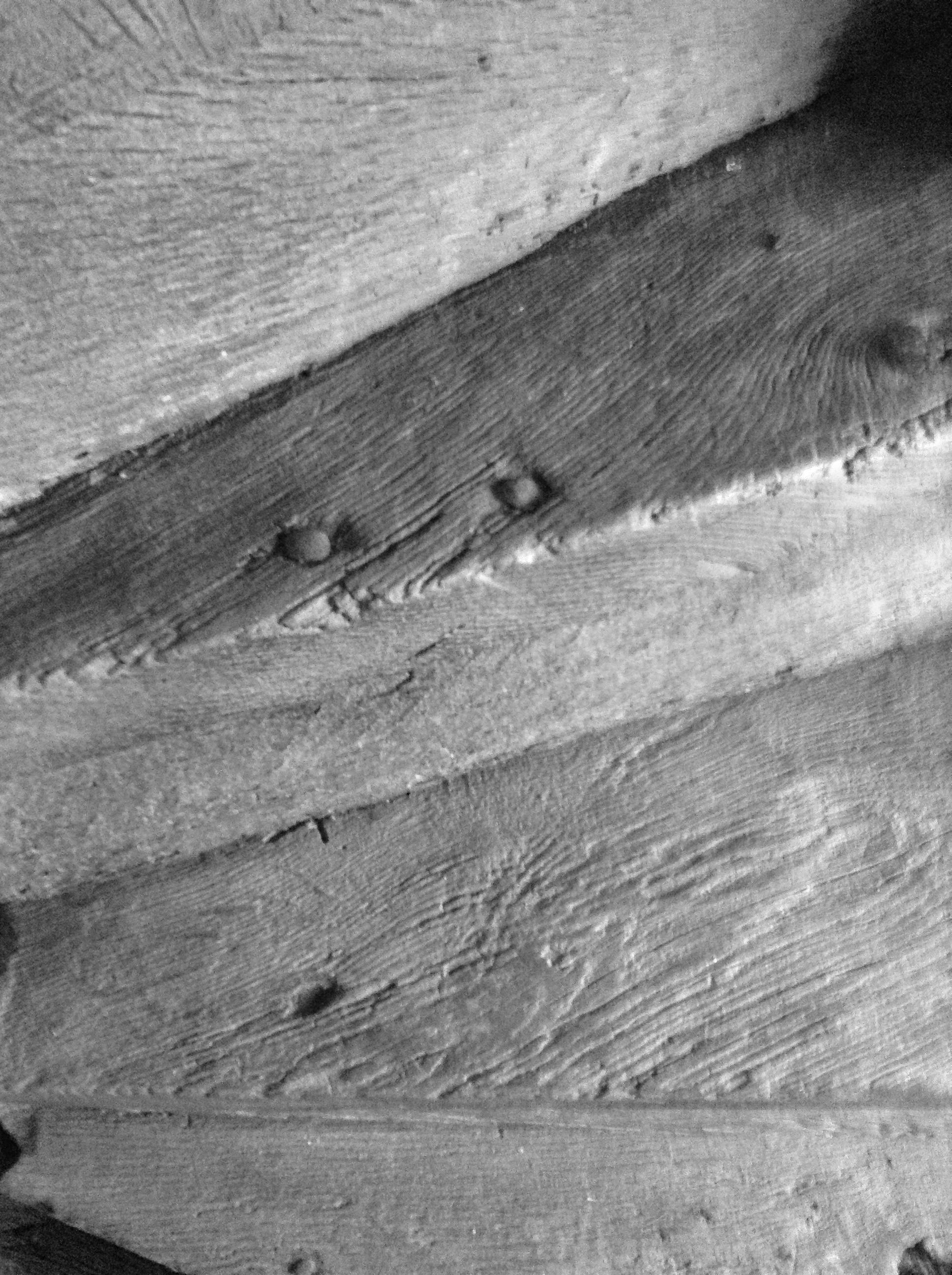
Marches de l'escalier XVIIe.
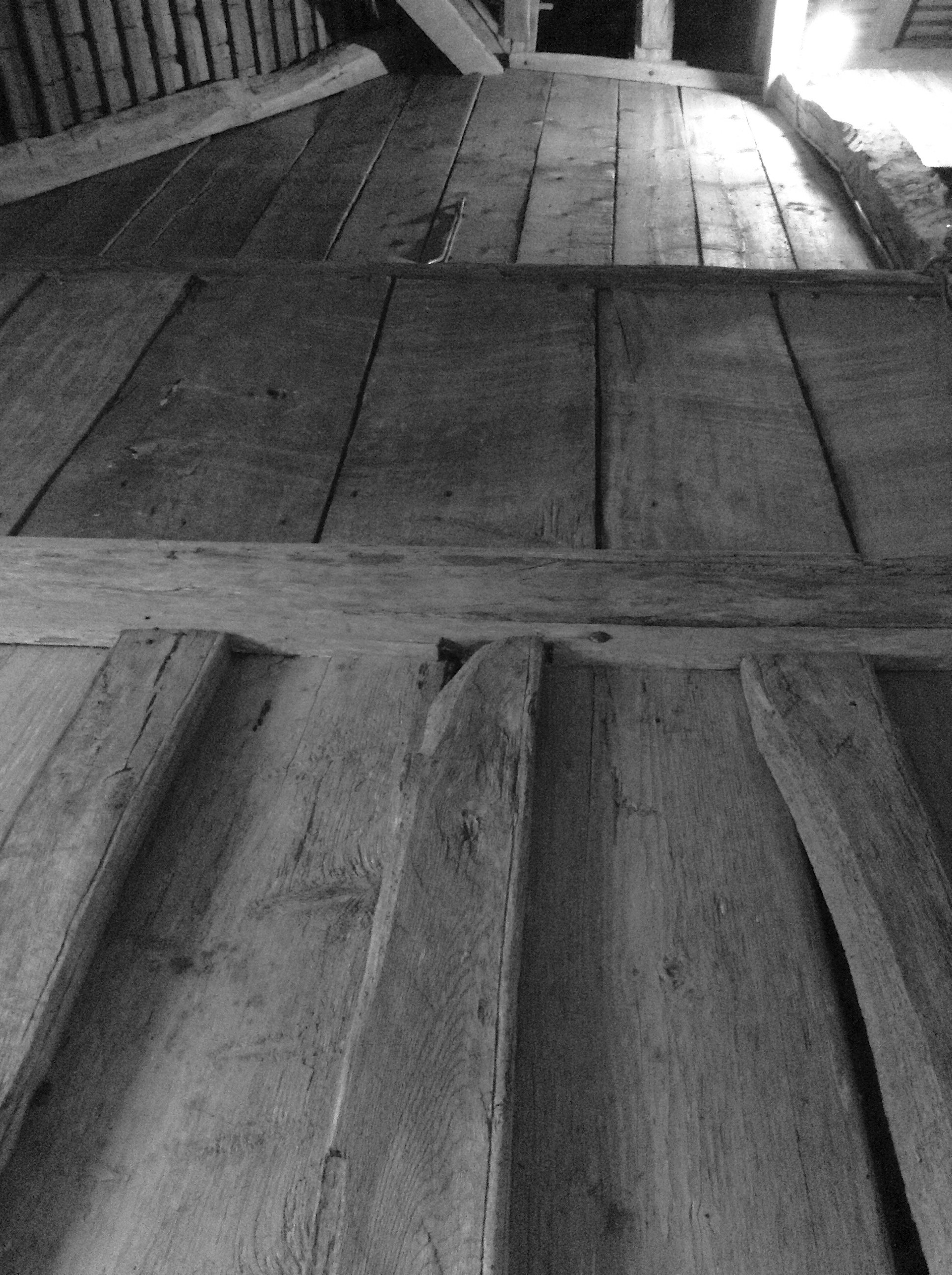
Cloison de la chambre jaune.
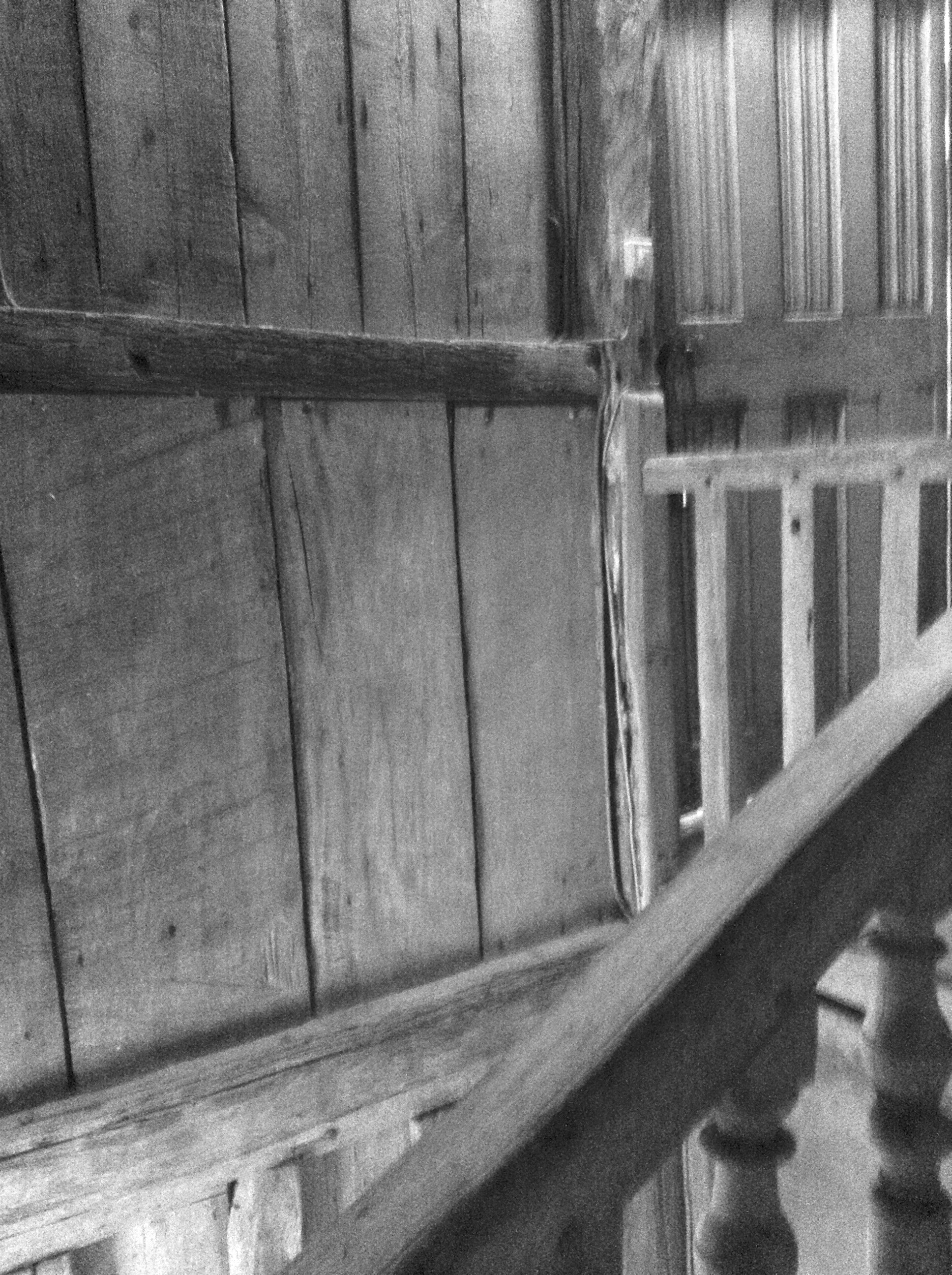
Sommet de l'escalier XVIIe.
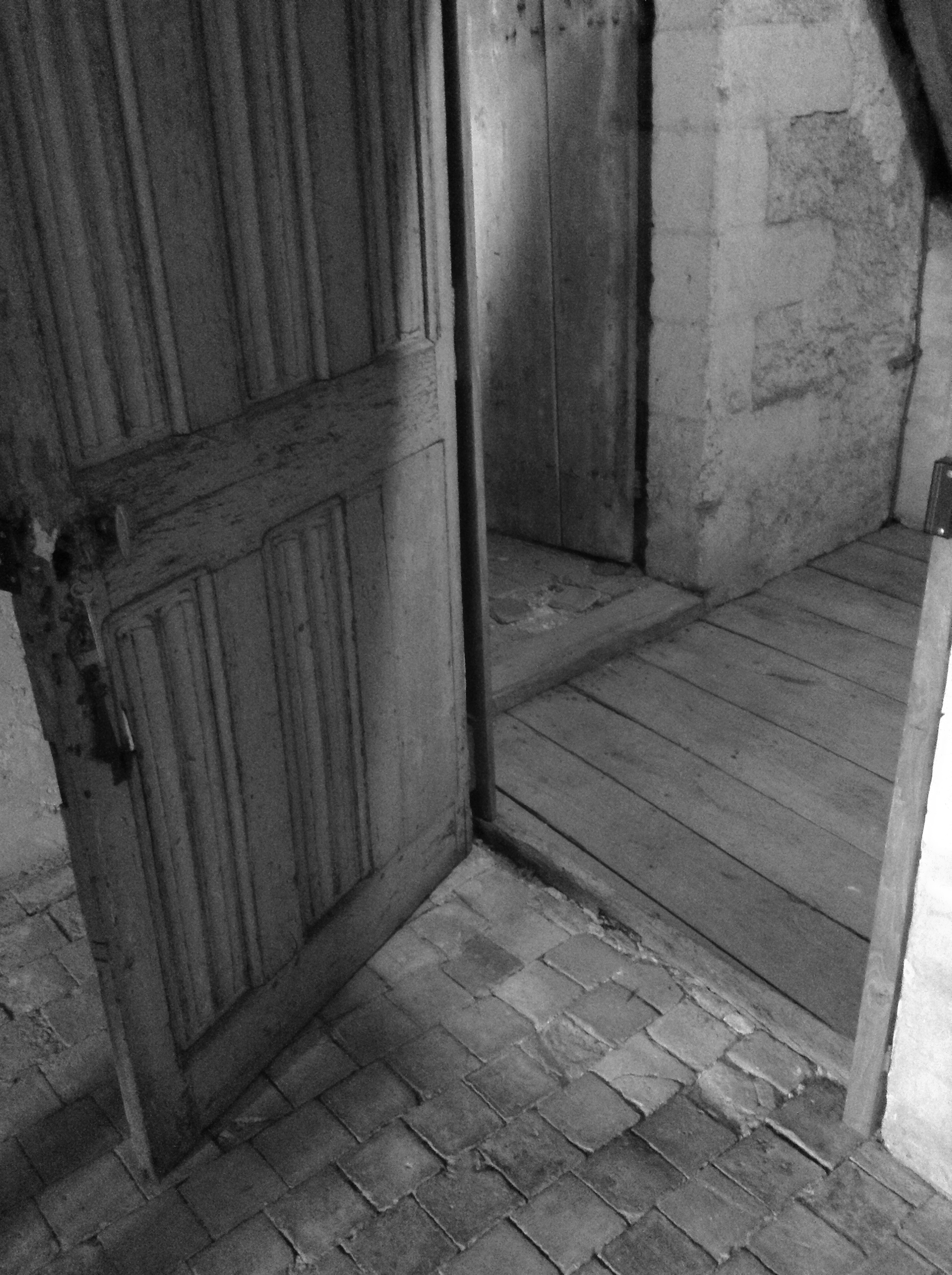
Décor médiéval en pli-de-serviette de la porte de la chambre jaune

Métal, ferronneries, gonds et serrures dans le logis principal de Bois-Briand
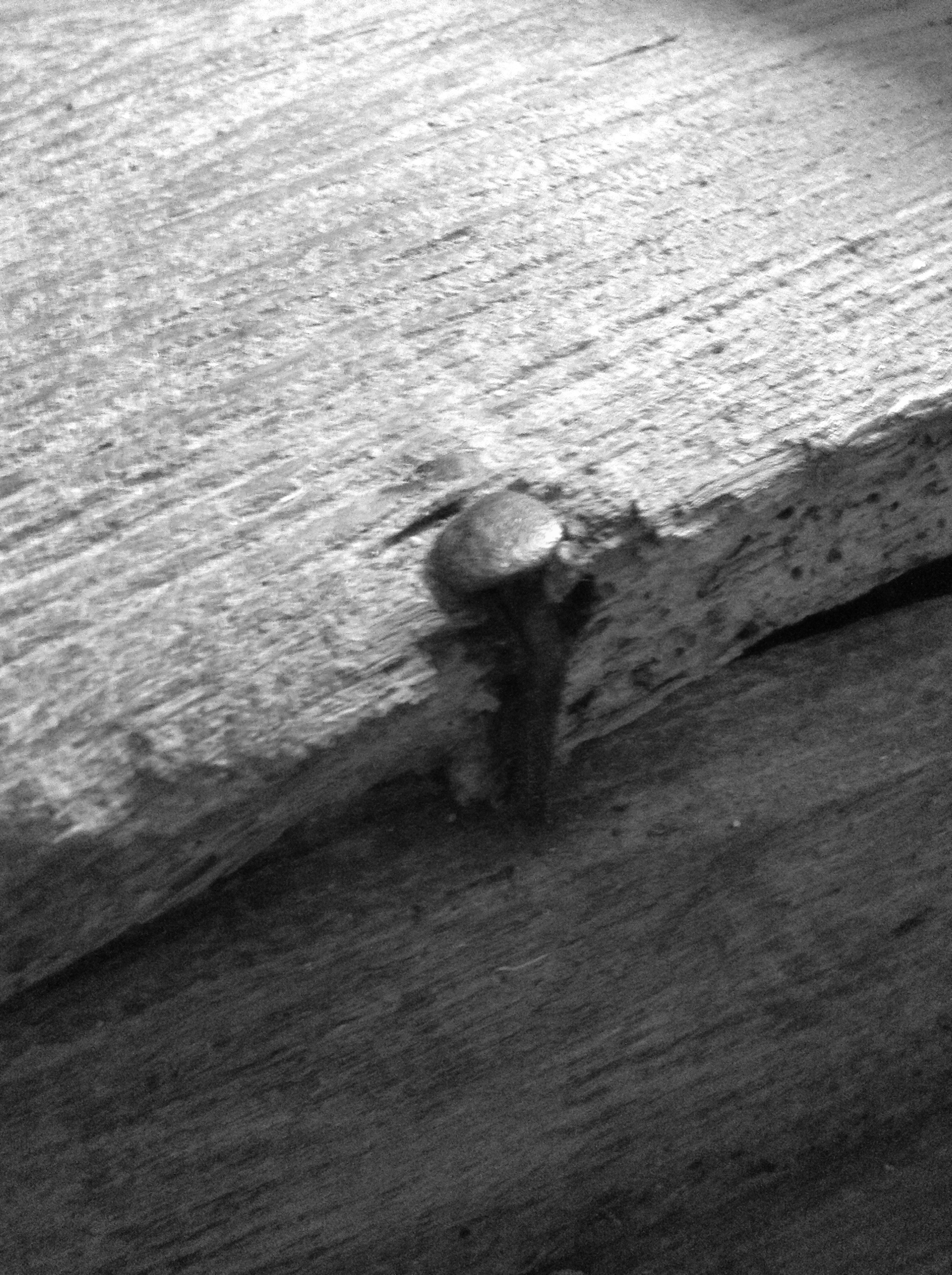
Clou forgé
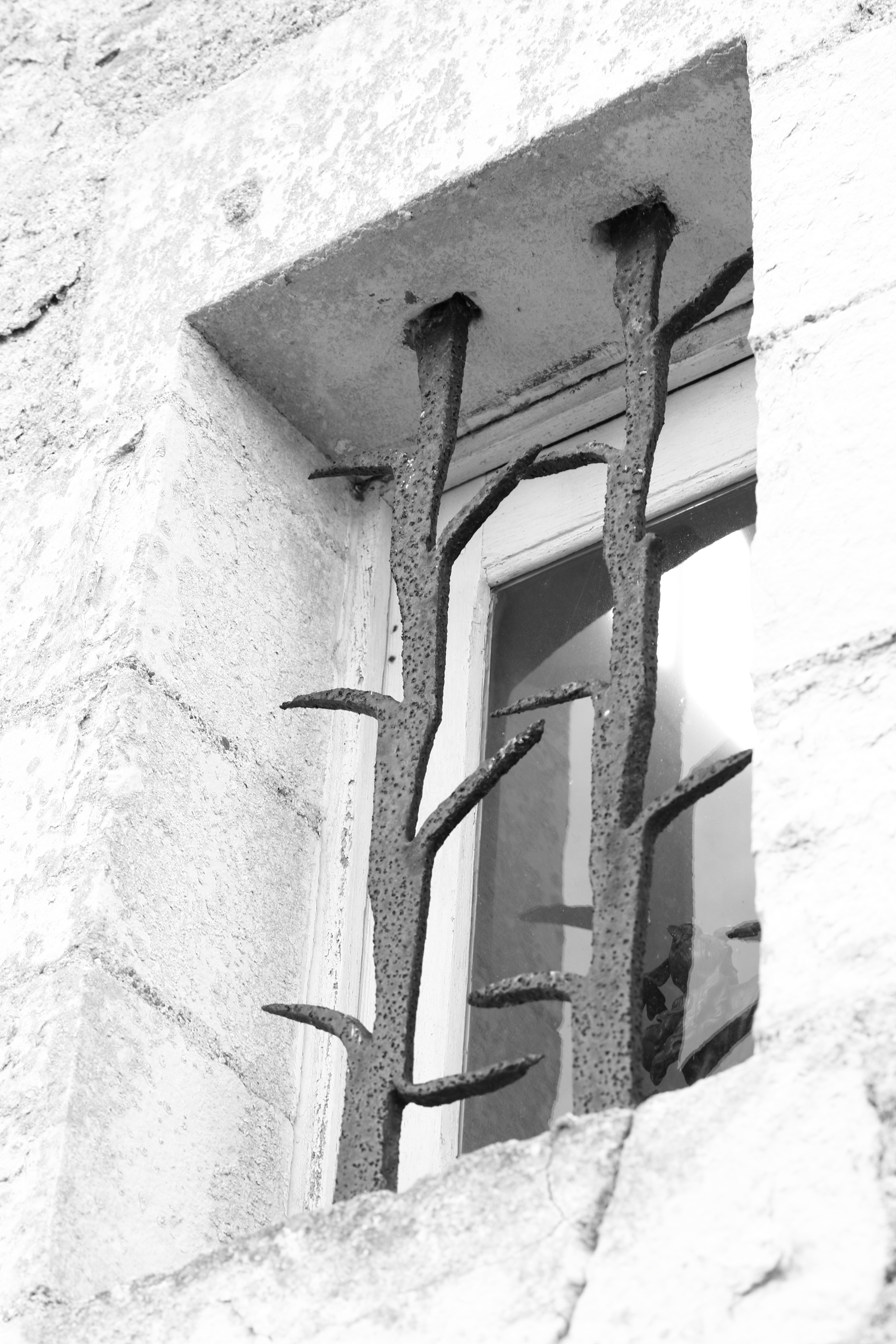
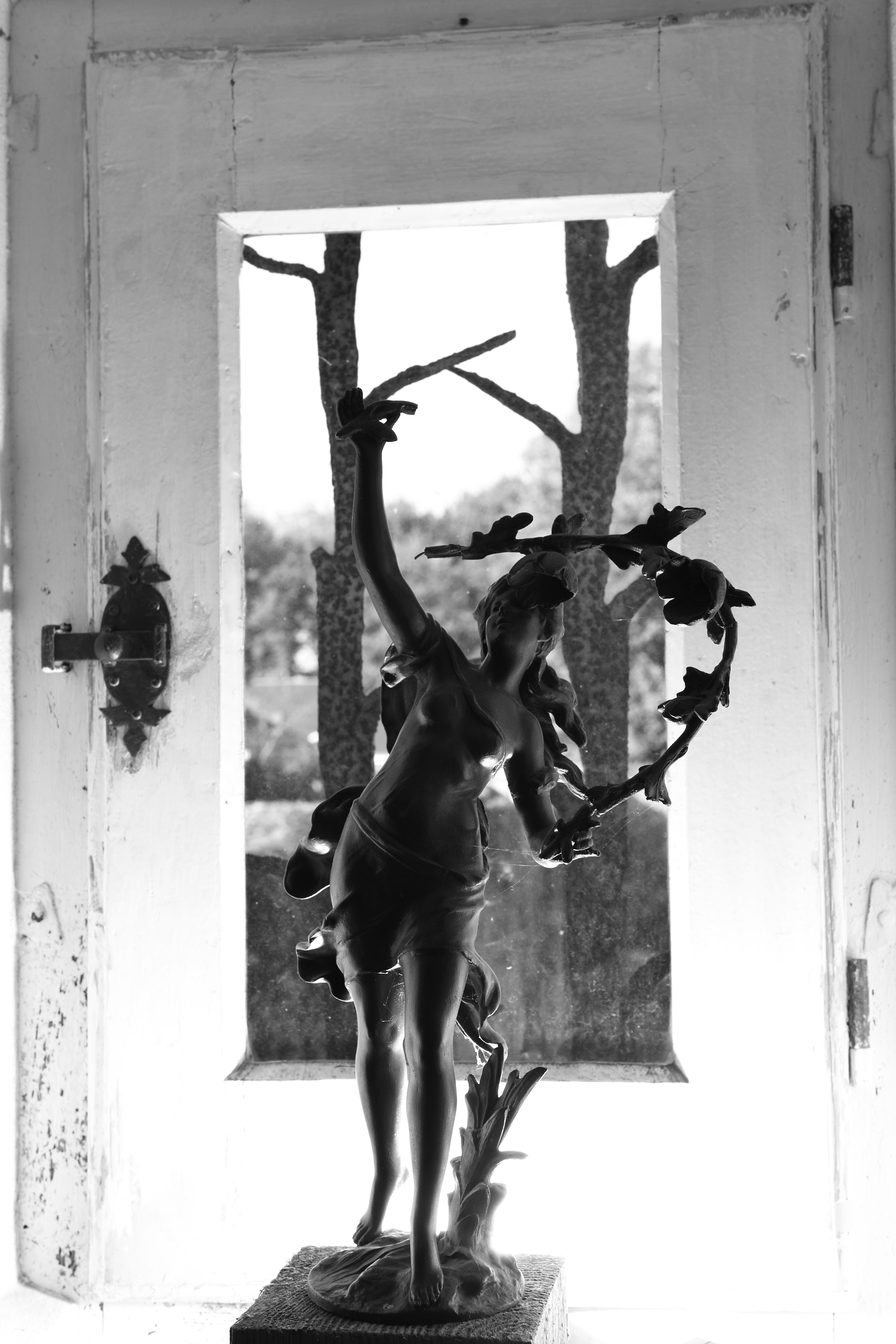
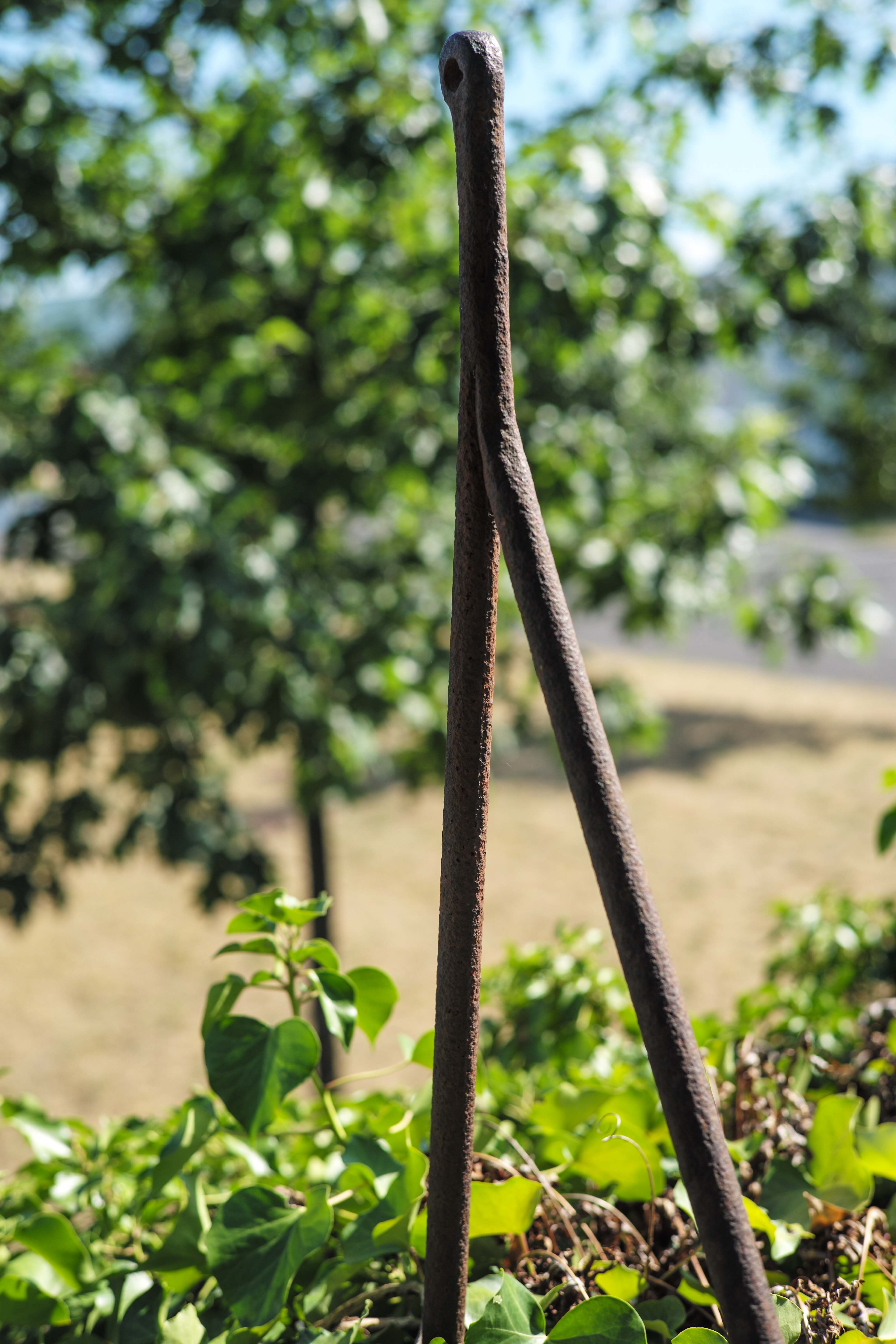
Tuteur forgé de la roseraie
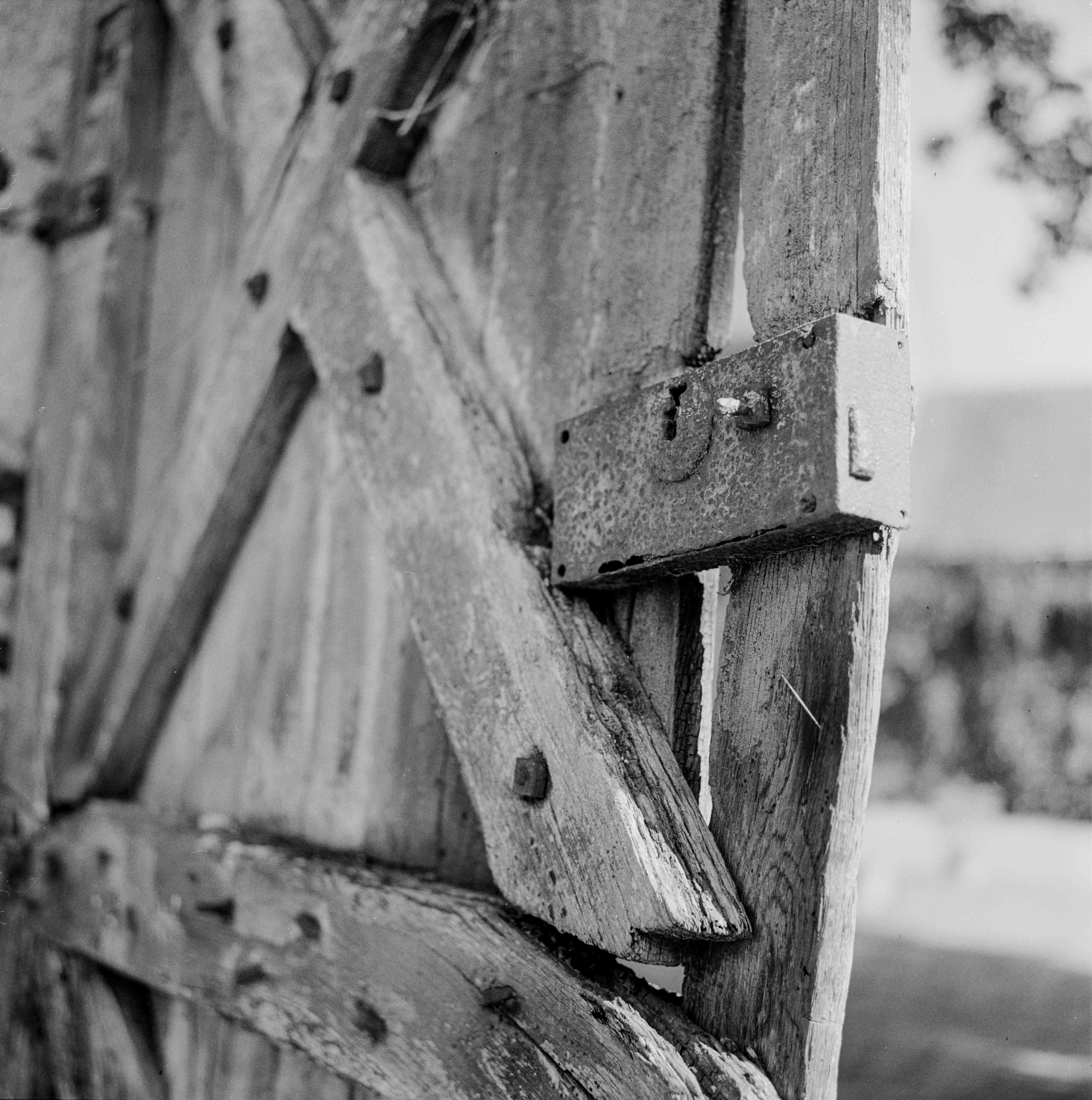
Verrou de la porte du jardin
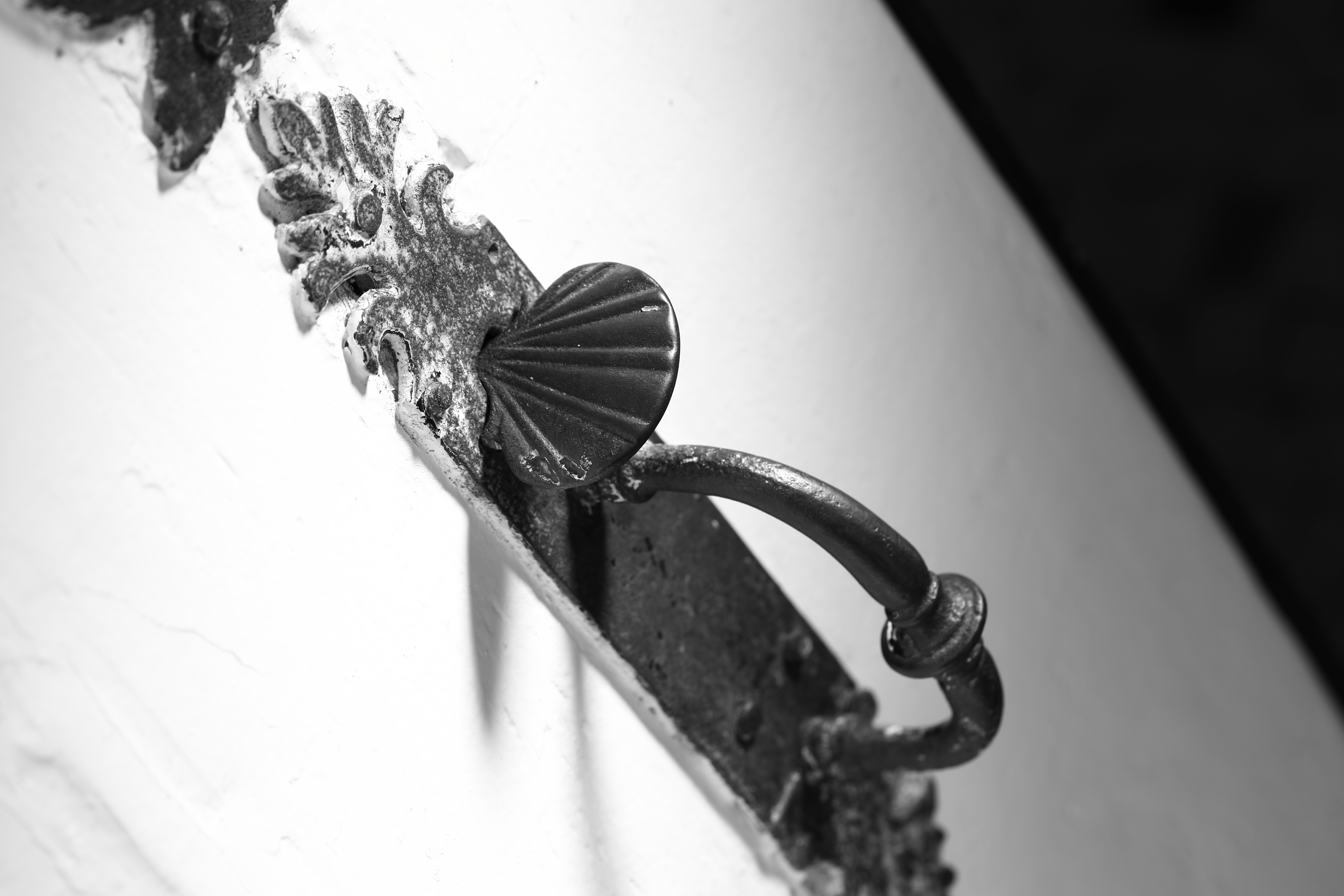
Loquet
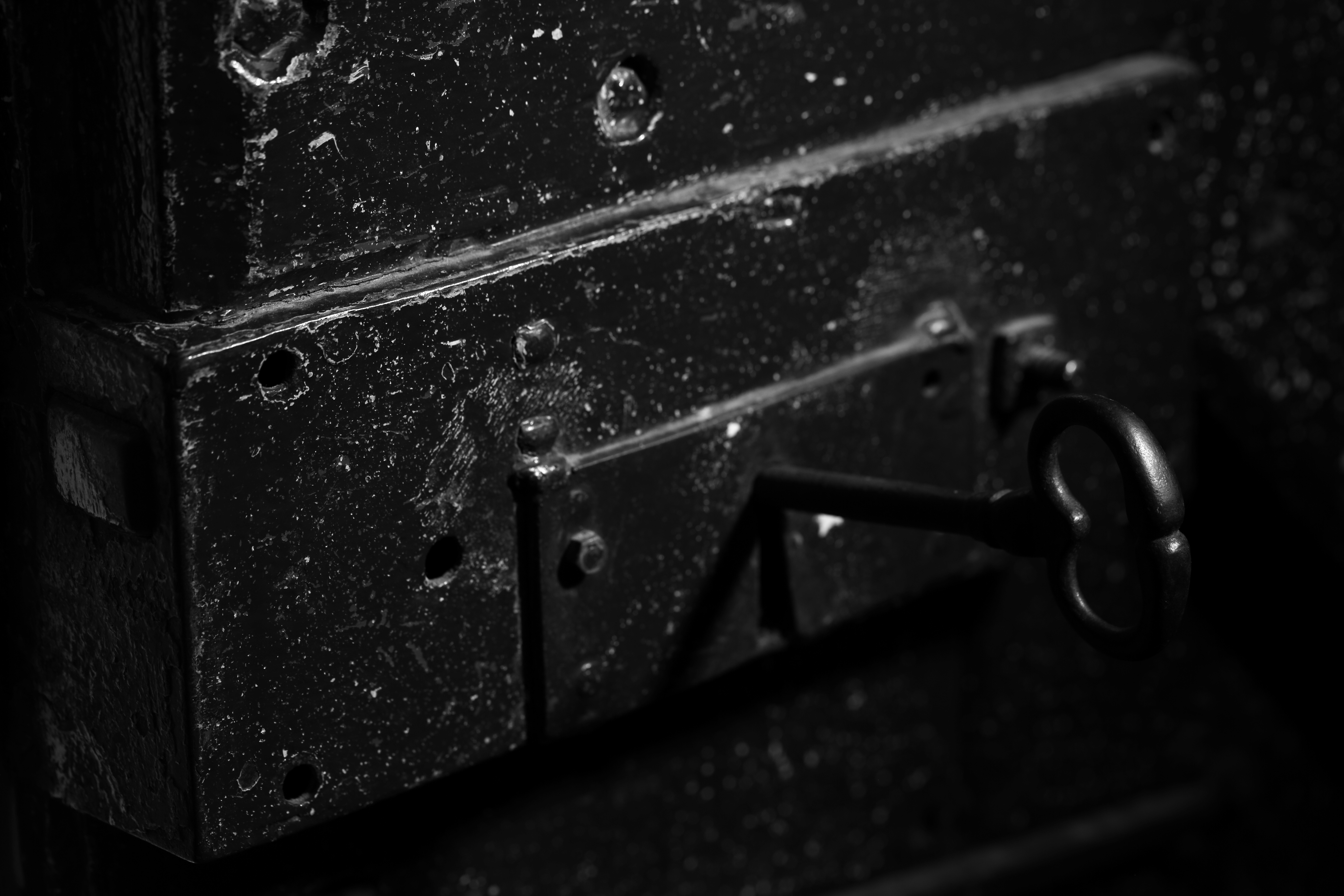
Serrure
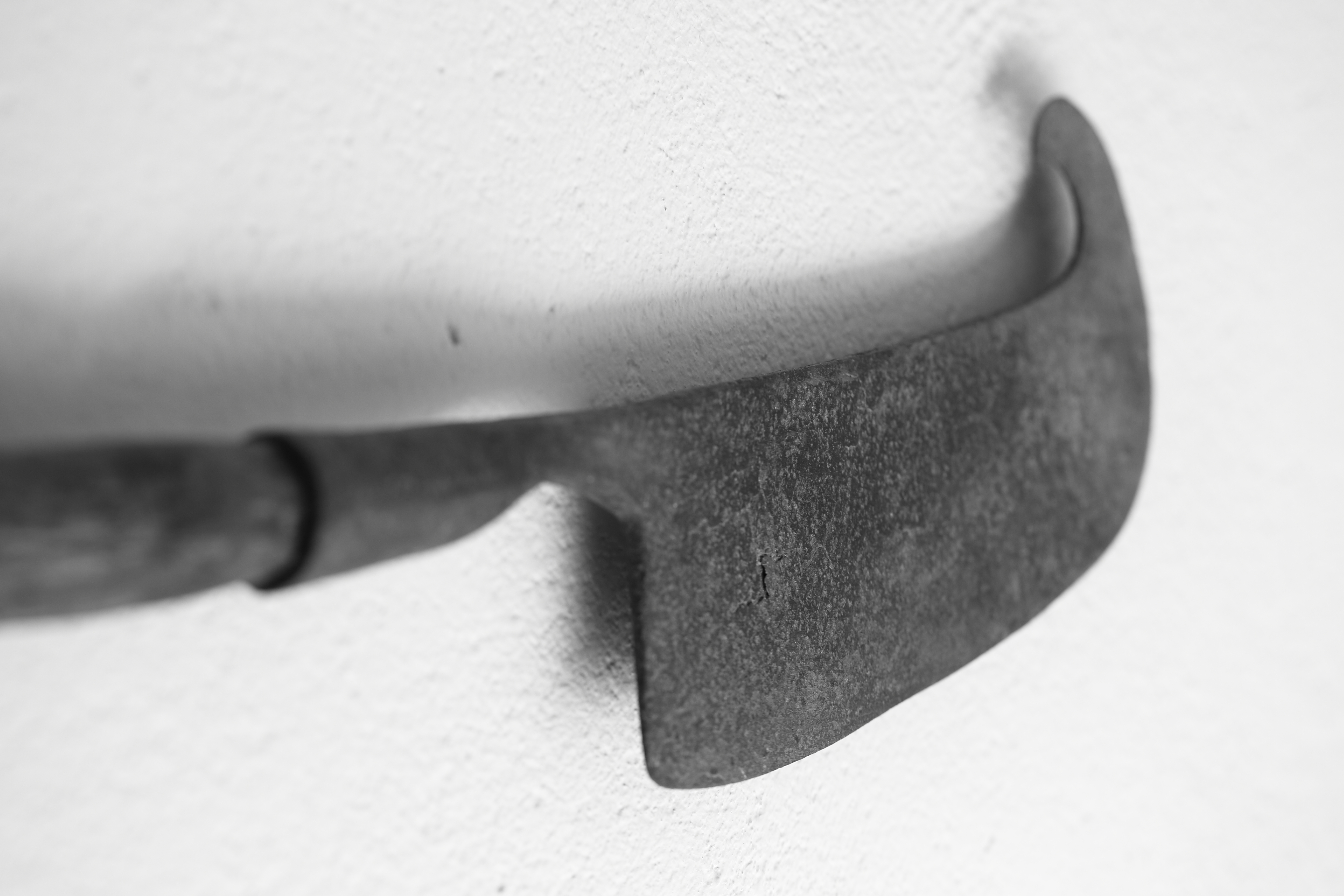
Houe de l'Armée Catholique de Vendée
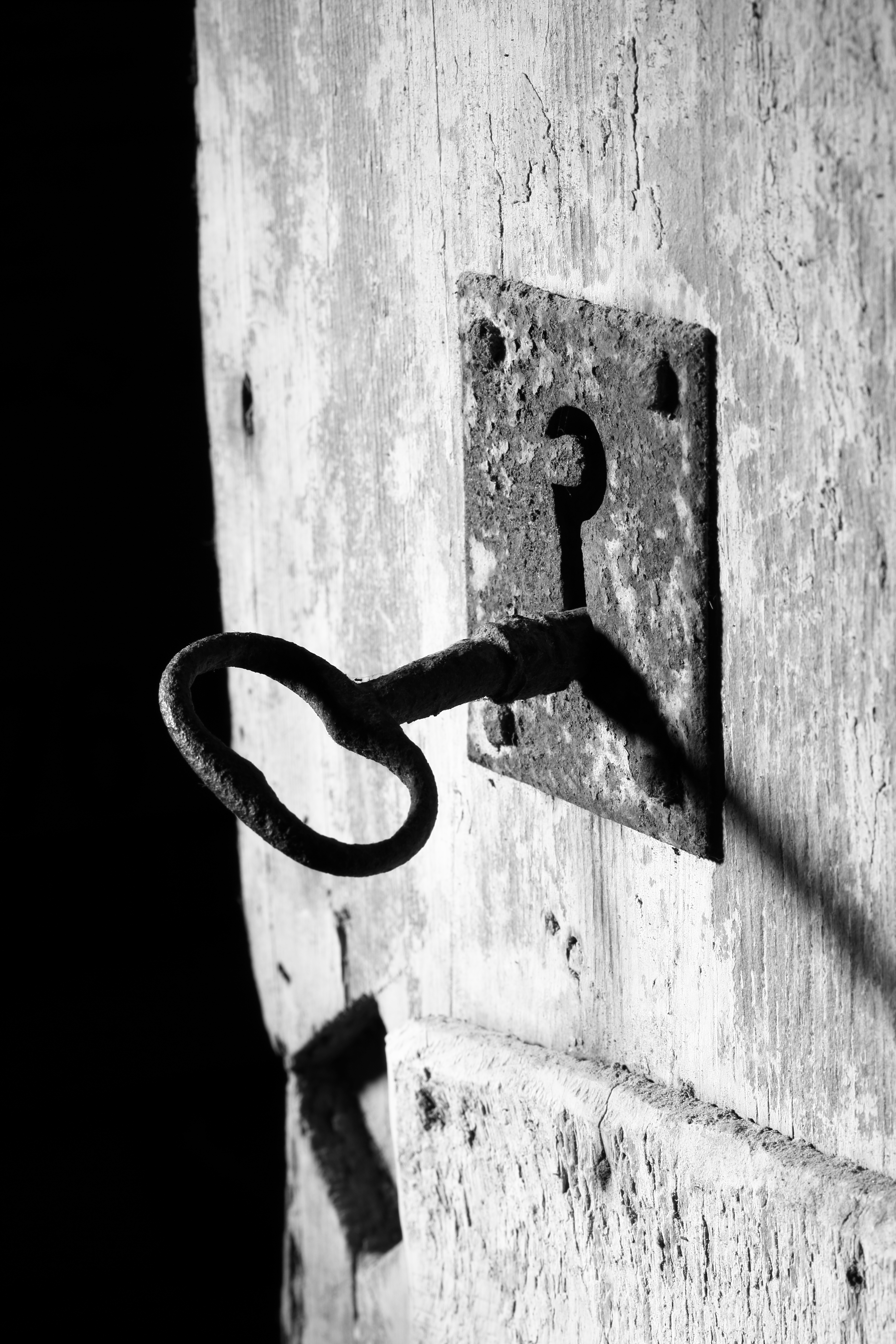
Clé de porte
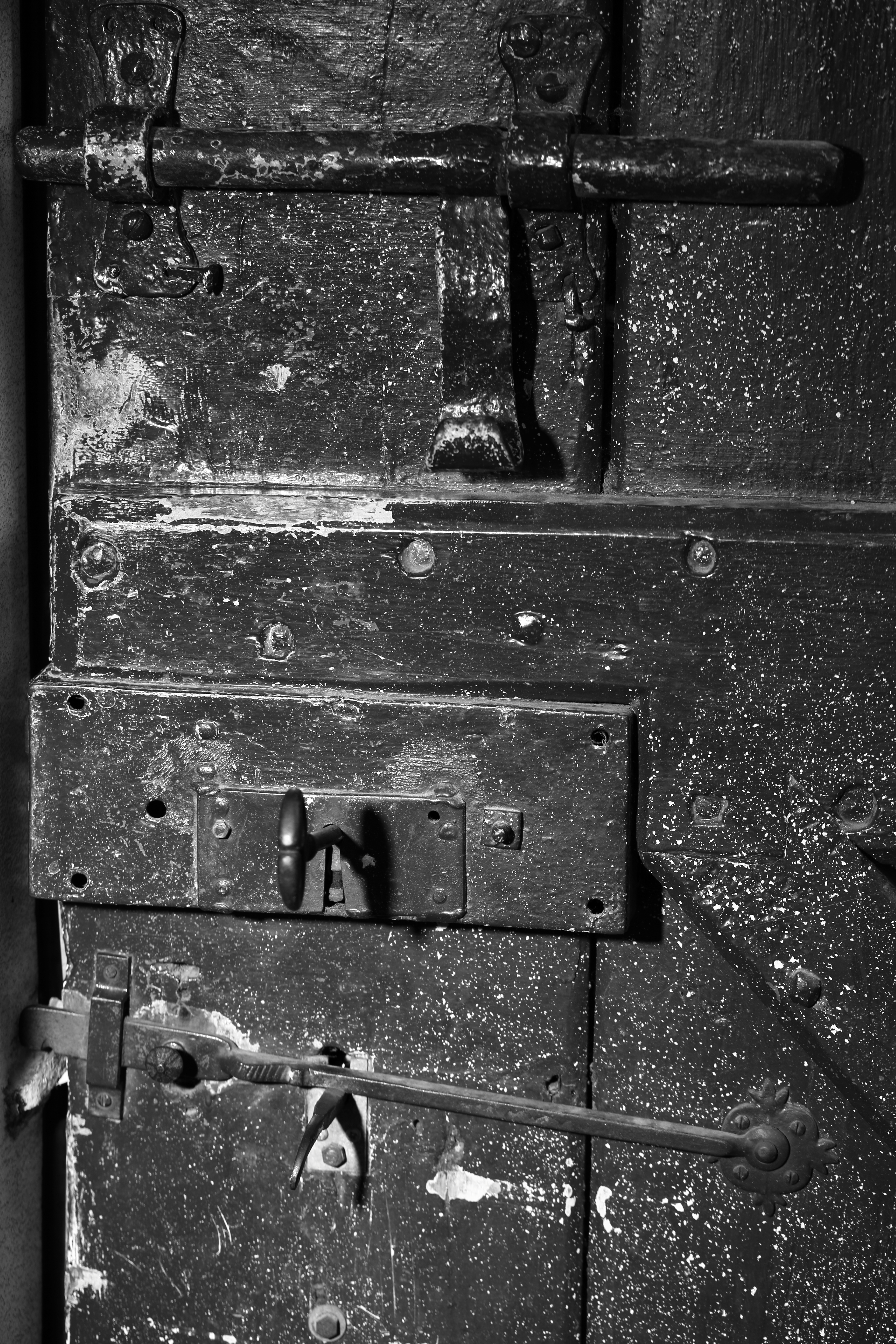
Serrure

### XVIesiècle
- Antoine de Brenezay, seigneur du Boisbriant - En 1589, sur les deux avocats du roi, au Présidial de Nantes, l'un (R. Mésanger) est loyaliste, l'autre (Antoine de Brénezay) est « ligueur ». Premier avocat du roi au Présidial depuis au moins 1575, Antoine de Brenezay saisit l’occasion d’ascension dans la hiérarchie des offices que la Ligue propose aux magistrats compétents et fidèles. Présent aux États généraux de Blois, théâtre de l’assassinat du duc de Guise en 1588, il est pourvu, grâce à Mercœur, avocat du roi au Parlement ligueur le 5 janvier 1590. Le 2 avril 1590, Antoine de Brénezay devient sénéchal de Nantes, laissant sa place de premier avocat du roi à Pierre Biré. Mais c’est surtout au sein de sa cour d’origine, qu’il se distingue, puisque, comme on vient de le voir, le 2 avril 1590, il devient sénéchal de la ville, les ligueurs estimant l’office « vacant par la forfaiture de maître Julien Charette » qui a gagné le camp loyaliste à Rennes. Le prestige et l’importance de cette fonction dans la cité l’amènent à représenter Nantes aux États ligueurs de Vannes en 1592. Celui que l’on peut supposer être son fils, Mathieu de Brénezay, entre, en outre, à la Chambre en 1597[5]. Les officiers écartés en 1598 parce qu’ils occupaient des postes de commandement déjà dévolus à des loyalistes exilés sont : Antoine de Brénezay, Pierre Bidé, Pierre Biré et Guillaume Le Vavasseur. Aucun de ces dirigeants du Présidial ligueur n’est réintégré, et leur carrière s’achève en 1598. On n’a, en tout cas, plus trace de leurs activités après cette date, à l’exception de celles de Pierre Biré que l’on retrouve « professeur royal des droits en l’université de Nantes » en 1607. Brénezay, déjà âgé, meurt en 1606, mais Pierre Bidé, dont le décès intervient en 1611, et Guillaume Le Vavasseur, toujours vivant en 1620, n’exercent plus de charge publique après la Ligue. La paix de 1598 met donc fin à leur carrière.
- 1595 - Mathieu du Brénezay est nommé maître des comptes par le duc de Mercœur.
- 1598 - Le roi Henri IV confirme la nomination de Mathieu du Brénezay, en tant que maître des comptes, par le duc de Mercœur[6].
- Jean II Charette - En 1597, Jean II Charette seigneur de la Colinière, fils de Jean I Charette seigneur de la Colinière et de la Gascherie, épouse, en premières noces, Jeanne du Dreseuc. Leur fils, Jean III Charette, héritera, en 1620, du titre de seigneur de la Colinière. Jean II épouse (en secondes noces) Françoise, fille d'Antoine Brenezay (propriétaire de Bois-Briand à la mort d'Antoine de Brenezay, en 1606). Jean II et sa seconde épouse, Françoise Brenezay, semblent avoir conservé leur résidence principale de la Ramée, en Prinquiau, comme le prouvent les actes de baptême enregistrés dans cette paroisse.
- Louis Charette du Boisbriant - Le successeur de Jean II Charette, seigneur du Boisbriant, est Louis Charette du Boisbriant, fondateur de la branche Contrie.

Eléments de généalogie de la famille Charette de Bois-Briand
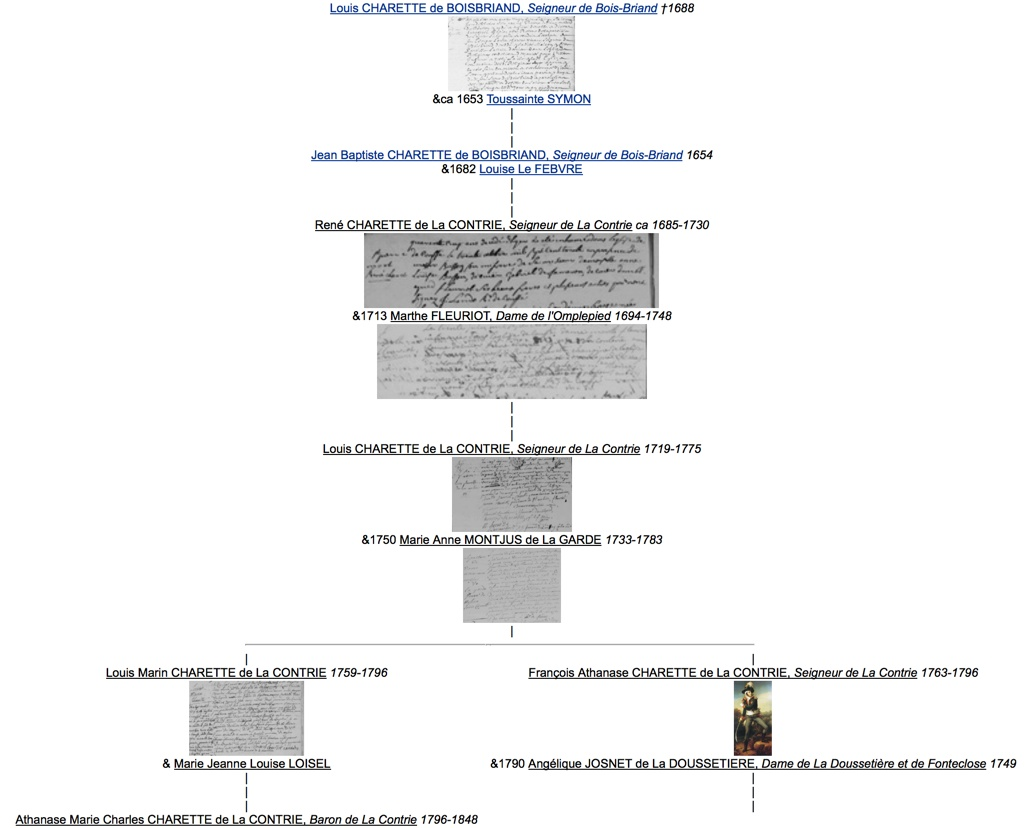
Arbre généalogique de Louis Charette, seigneur de Boisbriand (Nantes) - Provenance : site généalogique.
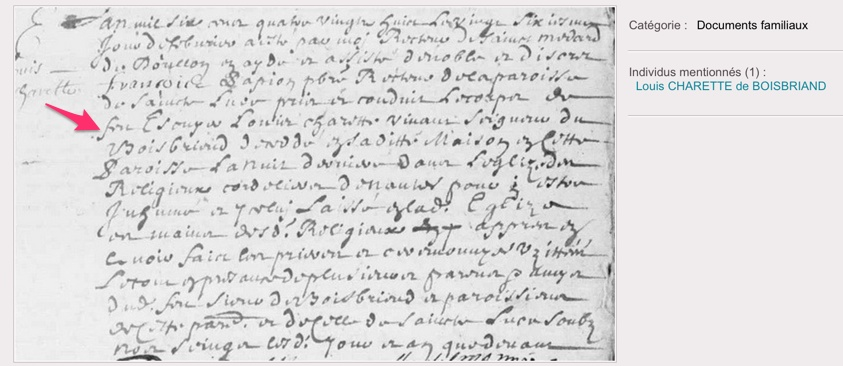
Arbre généalogique de Louis Charette, seigneur de Boisbriand (Nantes) - Provenance : site généalogique (détail).

### XVIIesiècle
- René Charette - Jean VII Charette de la Colinière, le demi-frère de Louis Charette, hérite de biens importants. Louis Charette épouse Jeanne Ernaud dont il a une fille, Jeanne Charette, qui épousera Claude d'Aubigny, sieur de la Rocheferrière. Ils auront un fils : Louis d'Aubigny. Celui-ci cède, le 4 novembre 1684[7], à son petit-cousin Julien Charette de la Colinière la terre de la Chesnaie, à Doulon. Celle-ci faisait, sans-doute, partie de la seigneurie de Bois-Briant qui sera vendue, dix ans plus-tard, par René Charette de la Contrie, à Pierre Le Meneust des Treilles. Julien Charette de la Colinière avec l'appui de son beau-père, Jean Salomon de Breafort, conseiller du roi, maître de la Chambre des comptes de Bretagne, devient, lui aussi, maître des comptes en 1695.
- 1653 - Louis Charette de Boisbriant épouse Toussainte Simon. Ils n'auront qu'un enfant, Jean-Baptiste. Toussainte Simon avait épousé, en premières noces, Guillaume Baudouin. Tous deux eurent un fils : Georges-René Baudouin, écuyer, seigneur de La Ville en Bouaye, demi-frère de Jean-Baptiste Charette de Boisbriant.
- 1654 - naissance de Jean-Baptiste Charette de Bois-Briand.
- 5 novembre 1682 -  Jean-Baptiste Charette, seigneur de Bois-Briand, épouse Louise Lefebvre à Couffé. Ils ont un fils, en 1685 : René Charette seigneur de la Contrie.
- ca 1685 - naissance de René Charette seigneur de la Contrie († 1730). Le 1er septembre 1713, René Charette seigneur de la Contrie épouse Marthe Fleuriot (1694-1748), dame de l'Omblepied.
- 26 février 1688 - Décès à Boisbriand de Louis Charette, seigneur de Boisbriand. Inhumation en l'église des Cordeliers de Nantes. Pierre Le Meneust des Treilles devient seigneur de Boisbriant.
- 1691 - Boisbriant est cédé par adjudication du 3 décembre 1691. La vente est réalisée, à l'occasion du décès du grand-père du propriétaire, Louis Charette, Seigneur de Bois-Briant et à la demande du tuteur du jeune écuyer René Charette de la Contrie[8].
- 7 juin 1694 - Prise de possession de Bois-Briand par Pierre Le Meneust des Treilles, président à la Chambre des Comptes de Bretagne.

Entre la date d'entrée dans les lieux et le décès (1723) de Pierre Le Meneust des Treilles, il s'écoulera 30 années. On peut penser que celles-ci n'auront pas été suffisantes (défaut de terrasses entre la maison et le bassin) pour achever l'ambitieux projet architectural du nouveau propriétaire. La vente est réalisée par la Juridiction des Perrines, Cour de Justice des évêques de Nantes. L'acquéreur est Pierre Le Meneust, président des Treilles (époux de Marguerite Jouault, fille du receveur de l'Amirauté de Nantes). Il réside rue des Cordeliers, dans la Paroisse de Saint-Léonard, à Nantes.
- 16 juin 1694 - Entrée dans les lieux du nouveau propriétaire[10]. Lors de la visite rituelle d'entrée dans les lieux, le nouveau propriétaire visite la maison de justice correspondant à la juridiction de Bois-Briand (le cachot subsiste, dans la partie médiévale de Bois-Briand). Le nouveau propriétaire visite les deux borderies du Perray (Perré) et des Vesprées (Vieux-Prés). Il visite le village des Chaupières dont les habitants lui paient une rente. Il visite le moulin.
- 1695 - Factum des Pères Jésuites contre Louise Lefebvre, veuve de Jean-Baptiste Charette de Boisbriant, demanderesse en restitution et en cassation de la vente de la maison du Plaisir faîte par Cl. Lefebvre du Boulay au Supérieur des Jésuites.
- 1699 - Marguerite Jouault, épouse de Pierre Le Meneust des Treilles, seigneur de Boisbriant, est la marraine de Bongarre. Le parrain est le seigneur de la Papotière.

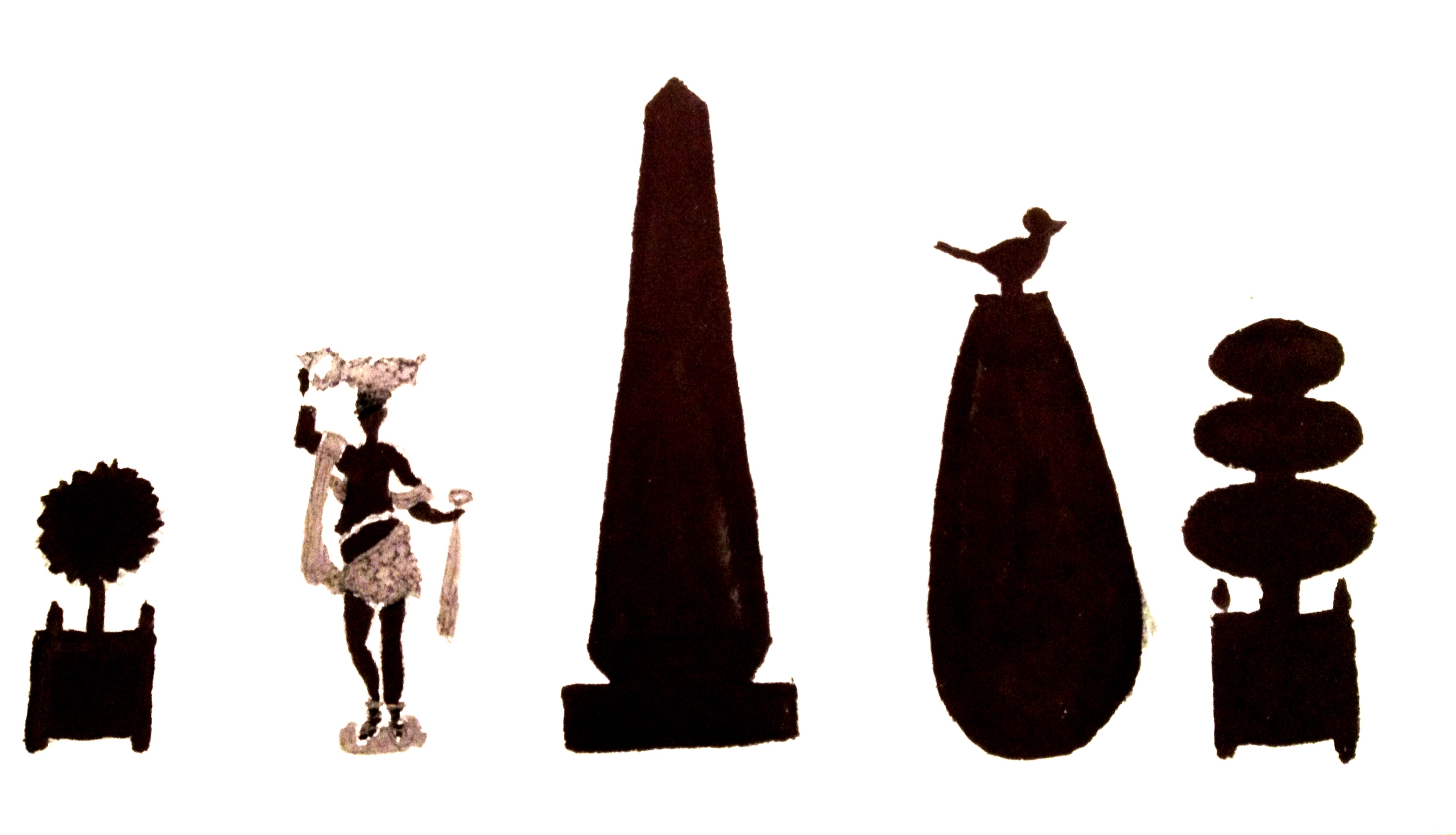
décor onirique du château de Bois-Briand
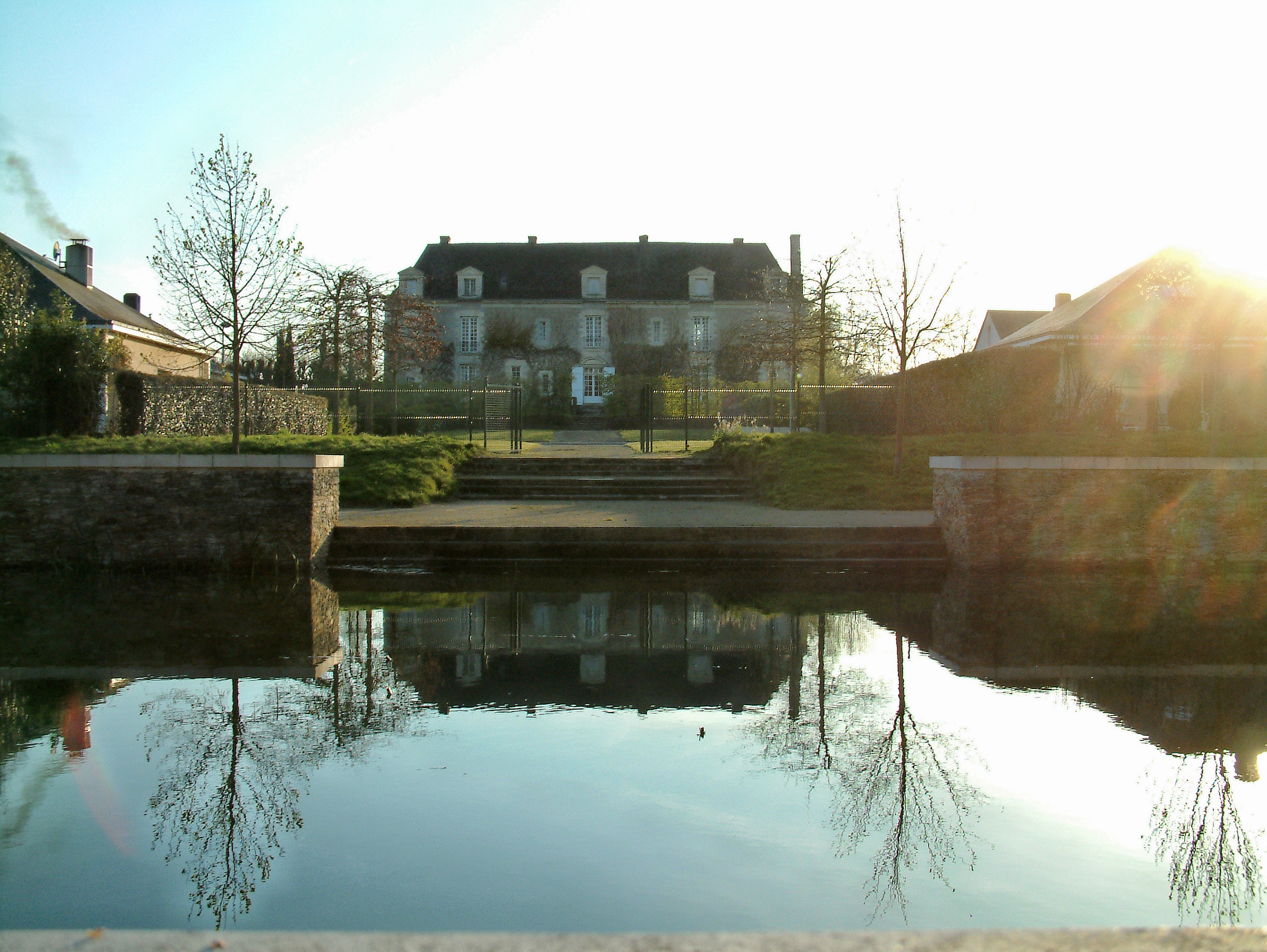
miroir d'eau du château de Bois-Briand

Au XVIIe siècle et au XVIIIe siècle, le manoir médiéval a été transformé en maison de plaisance et de rapport. Une façade classique et faussement symétrique fait oublier, côté Est, la base médiévale. Dans le même temps, un jardin de carrée de 100 m2 est construit. Une enceinte de hauts murs est bâtie sur laquelle sont plantés des poiriers en espalier. Un bassin circulaire est installé au centre du jardin à la française tandis que l'un des côtés est aménagé en miroir d'eau de 19 mètres de largeur.
Un four est installé dans le bâtiment des communs pour y sécher les fruits. Les vignes sont exploitées entre le château et la Loire. Une partie de ces vignes subsiste, en bordure de l'Aubinière, près de la nouvelle maison de retraite de Sainte-Luce sur Loire.
À la cour médiévale succède une cour en pierres dressées chant contre chant. Cette cour présente en son milieu une allée de pavés de granite carrés. Cette allée mène au portail situé à un kilomètre, à la hauteur du périphérique actuel.

### XVIIIesiècle- Bois-Briand, les corsaires, les planteurs, l'Irlande et les Amériques

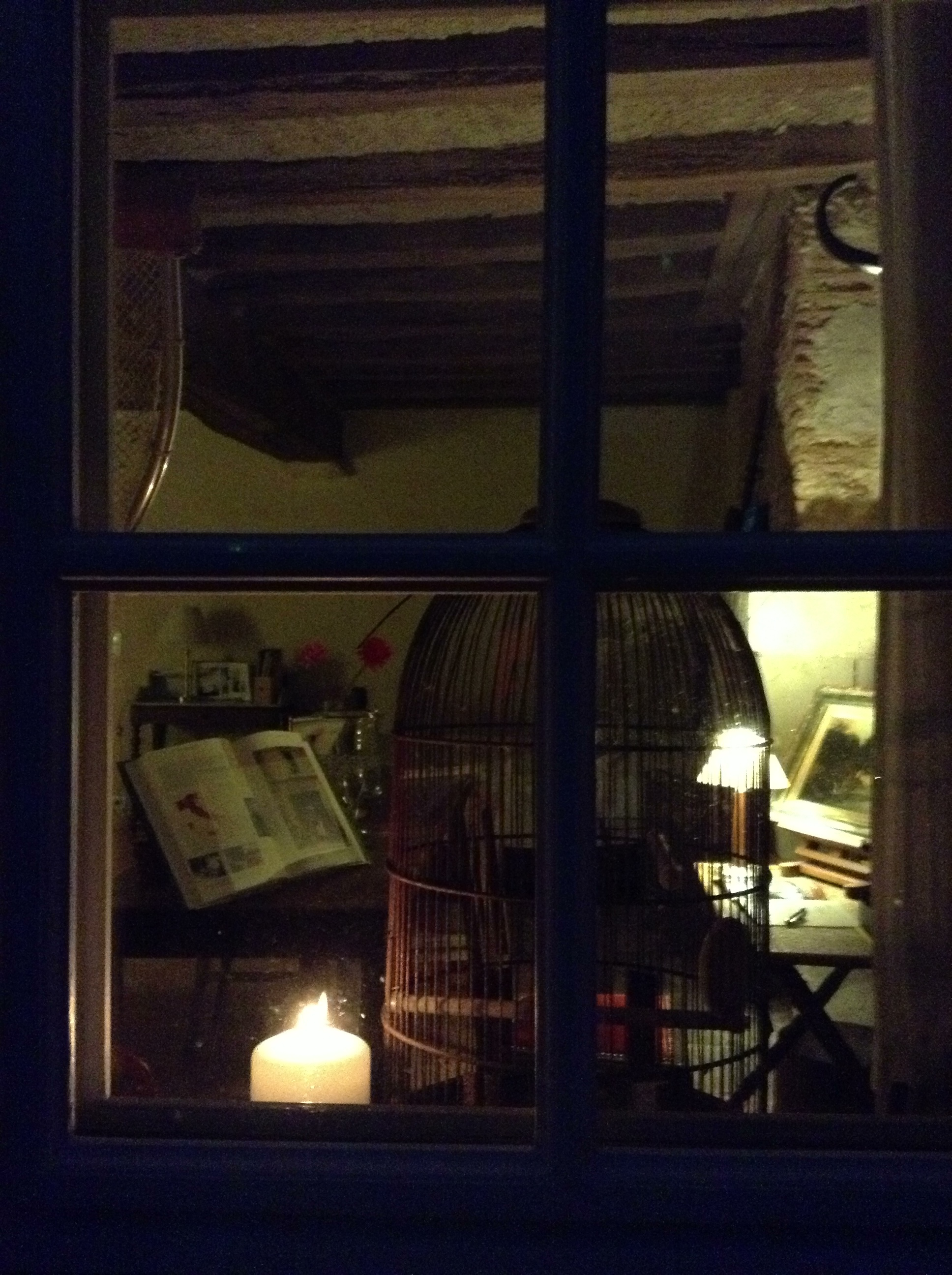
Bois-Briand, les communs

- 1713 - René Charette, écuyer, sieur du Boisbrient, épouse, le 1er septembre 1713, Marie, fille de Nicolas Fleuriot, seigneur d'Omblepied [11].

#### La vieille noblesse jacobite irlandaise s'installe, en France, à Boisbriant
Les Jacobites étaient les partisans catholiques de Jacques II Stuart, roi légitime évincé par Guillaume d'Orange en 1688 lors de la Glorious Revolution. Battus en 1690 à la bataille de la Boyne, plus de 25 000 d'entre eux durent s'exiler en France avec toute leur famille pour échapper aux persécutions. Ce fait historique est le pendant de l'exil des Protestants en Hollande, Allemagne et Angleterre après la révocation de l'édit de Nantes.
- 1727 - Marie Stappleton épouse Pierre-Christophe Le Meneust, écuyer, seigneur de Boisbriant, président en la Chambre des Comptes de Bretagne[12]. Marie Stappleton (ainsi que son frère Jean) est reconnue, maintenue et confirmée dans son ancienne noblesse par deux arrêtés du Conseil du Roi, l'un du 18 octobre 1728 et l'autre du 24 juillet 1744.
- 1713 - Mac Nemara, irlandais jacobite, épouse Julienne Stappleton, propriétaire de plantations à Saint-Domingue. Julienne Stappleton décède en 1748. Mac Nemara achète, en 1719, une maison située au 155 rue de la République (à l'époque, rue des Fonderies), à Rochefort. En 1756 il achète, près de Rochefort, La Rochecourbon, quelques mois avant de mourir. Par coïncidence, ces lieux sont familiers aux occupants actuels de Bois-Briand. Coïncidence, également, peut-être, la famille de Chassiron (devenue propriétaire de Bois-Briand, au XIXe siècle) est originaire des Deux-Sèvres, près de Rochefort.
- 19 août 1739 - Dame Marie Stapleton, épouse de Pierre Christophe Le Meneust, seigneur de Boisbriant baptise la petite cloche de l'église de Doulon du nom de Marie-Gabriel.
- 24 juillet 1744 - Le nom de Marie Stappleton, ainsi que celui de son frère Jean, est inscrit dans le catalogue des Nobles des États de Bretagne et autres Provinces du Royaume. Jean et Marie Stappleton sont issus de Gautier Valentin Stappleton. Jean Stappleton est né à Limerick en Irlande, passé au service de la France en qualité de Capitaine d'Infanterie et de Major de Cavalerie à Saint-Domingue, naturalisé français en 1717. Leur noblesse irlandaise est reconnue depuis Henri II, roi d'Angleterre.
- 1767 - Simon Pierre Le Meneust, Seigneur de Bois-Jouan est propriétaire de Bois-Briand [13].
- 1755-1777 - Le nom de Pierre-Jean Marie Le Meneust des Treilles, seigneur de Boisbriand, apparaît dans l'apurement des comptes de Jean-François de la Fontaine, receveur des Domaines de Bretagne[14].
- 1759 - Marie Stappleton est inhumée en l'église Sainte-Lucie de Doulon (peut-être l'actuelle église de Sainte-Luce sur Loire).
- 1764 - Pierre-Léon Le Meneust, né le 27 octobre 1764 a « fait ses preuves » de noblesse le 25 avril 1784[15],[16].

#### La noblesse de robe épouse les armateurs négriers

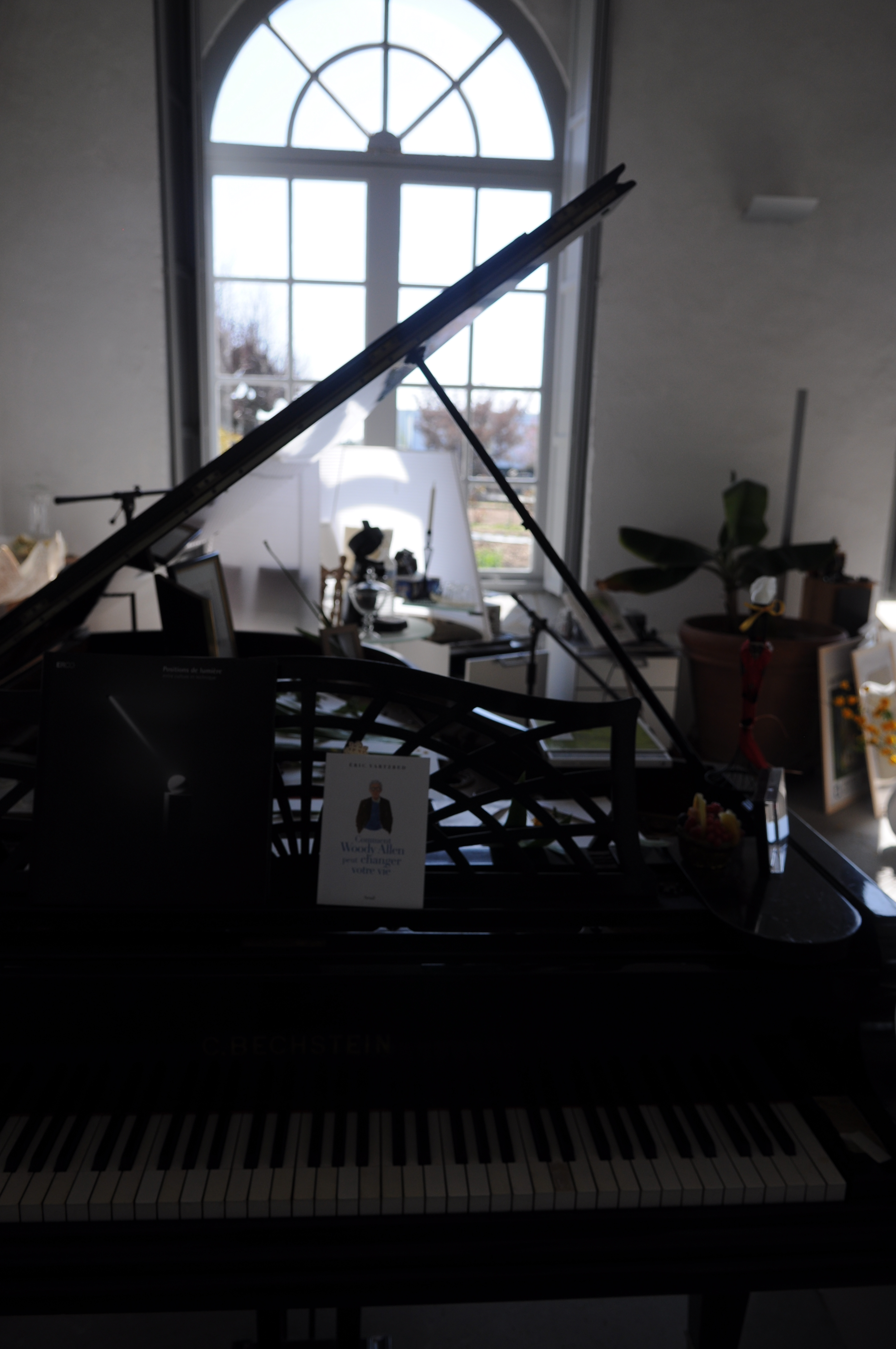
concert au château de Bois-Briand
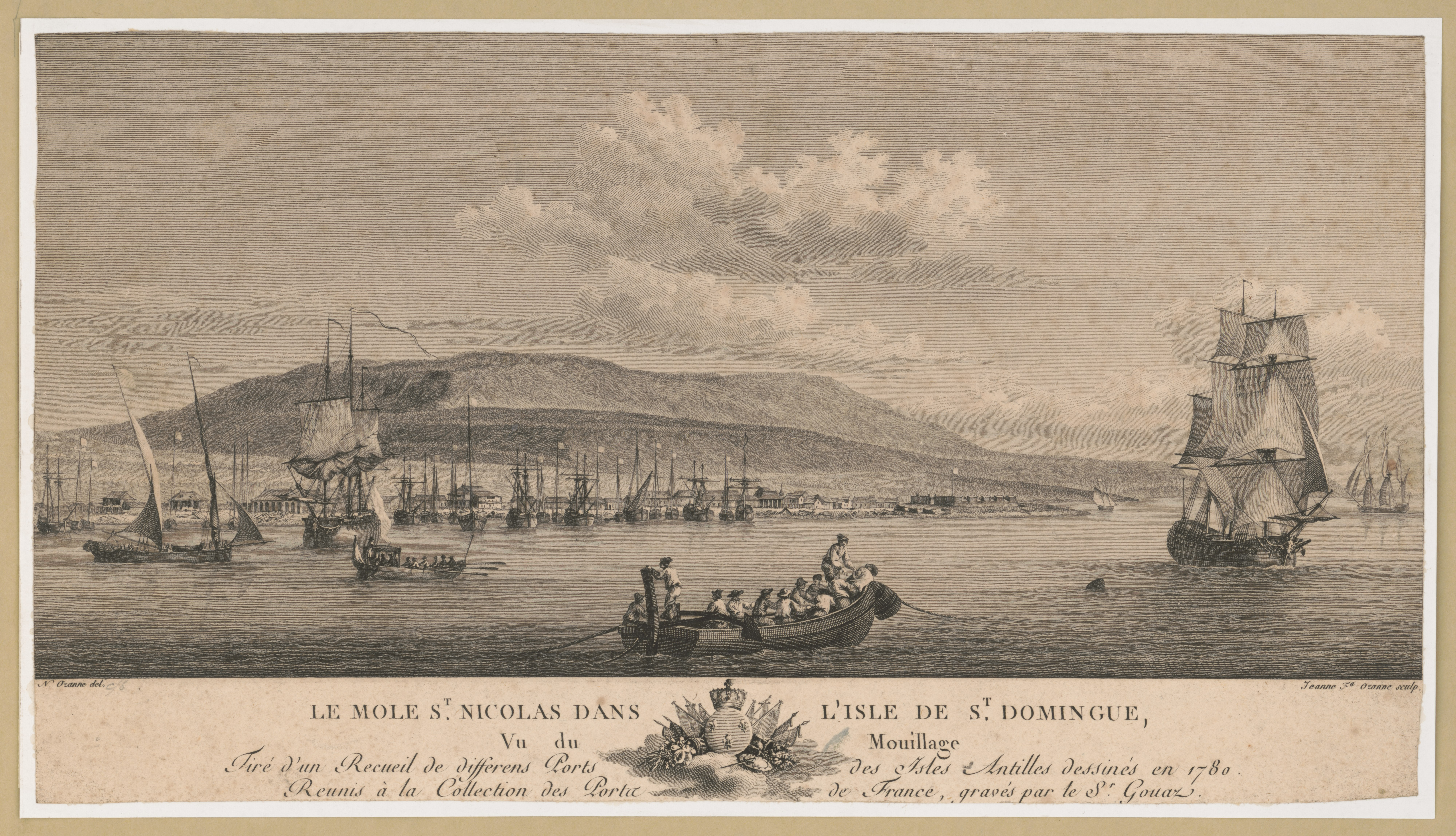
Saint-Domingue en 1780, vue du mole Saint-Nicolas. (Pierre Ozanne)

- 1780 - Catherine Louise Portier de Lantimo (née en 1748), fille d’un armateur de Nantes[17] épouse (en secondes noces) François Le Meneust, chevalier et seigneur de Bois-Briand. Il possède des biens « dans les villages de l'Angle, de la Couynetterie, de l'Aubinière, de la Mandinière, de la Jannière, de la Nobilière, de la Bougrière, de la Bournière, de la Thébaudière et du Landreau »[18]. En 1780, Catherine Louise Portier de Lantimo devient veuve de François Le Meneust. Elle touche 1 000 livres de rente sur le trésor royal en considération des services de feu son mari, Messire Charles François de Charnières, ci-devant capitaine de vaisseau[19]. La famille Portier de Lantimo est originaire de Dinan, dans les Côtes-du-Nord. On y trouve « de notables armateurs négriers […] Les Portier ont armé seize négriers. »[20],[21],[22]. On retrouve leur nom dans un « règlement de marché de nègres » conclu entre, d'une part, Magdeleine Bouchaud, épouse de Michel Chabanon demeurant à Saint-Domingue, et, d'autre part, Pierre et Michel Portier de Lantimo, de Nantes. Les Portier s’engagent à armer en 1753 un navire capable de traiter de 200 à 250 noirs à la côte de Guinée. » [23]. Négociants et armateurs enrichis dans la traite, ils étaient propriétaires d’une habitation voisine de Fleuriau (autre famille d’armateurs), au nord de Port-au-Prince[24].
- 1789 - Pendant la période révolutionnaire, Pierre-Léon Le Meneust, seigneur de Boisbriant, est réfugié dans sa propriété de Saint-Domingue. Son épouse est, vraisemblablement Marie-Anne Françoise Fagart, née vers 1779 et dont on retrouve la trace dans l'inventaire des colons « spoliés » de Saint-Domingue[25]. C'est un ancien militaire du Régiment de Normandie. Le Comité révolutionnaire local constate son absence depuis plus de 15 ans. Il décide l'évaluation et la vente de ses biens.
- 13 février 1794 - Catherine Louise Portier de Lantimo, veuve de François Le Meneust, seigneur de Boisbriant, meurt en prison à Bourges.
- 1799 - Les biens de Pierre-Léon Le Meneust (dont Boisbriant) auraient été vendus au moment de la Révolution, après avoir été évalués par Ganuchaud et Pierre Loyen. Le 28 fructidor : « L'inscription sur une liste d'émigrés est-elle justifiée pour Pierre-Léon Meneust, ancien officier au régiment de Normandie, propriétaire à Saint-Domingue et domicilié à Paris ? ». Le 8 vendémiaire, réponse : « Pierre-Léon Meneust dit Bois-Briand, ancien officier au régiment de Normandie, possédant la terre de Bois-Briand n'a point eu de domicile en la commune depuis plus de 15 ans »[26].
- 29 fructidor an VII (1799) - Le ministre de la Police générale de la République au commissaire du Directoire exécutif du département de la Loire-Inférieure :  « L'inscription de Pierre Jean Marie Meneust (ancien lieutenant de vaisseau) sur une liste d'émigrés propriétaires à Saint-Domingue et propriétaire à Paris correspond-elle bien à la réalité ? »[27]. Réponse : « La notoriété publique est qu'il n'a point eu de domicile en la commune depuis plus de 15 ans. Ainsi, son inscription sur la dite liste tombe de droit ».

#### Architecture duXVIIIesiècleà Boisbriant

Élévation du château de Bois-Briand
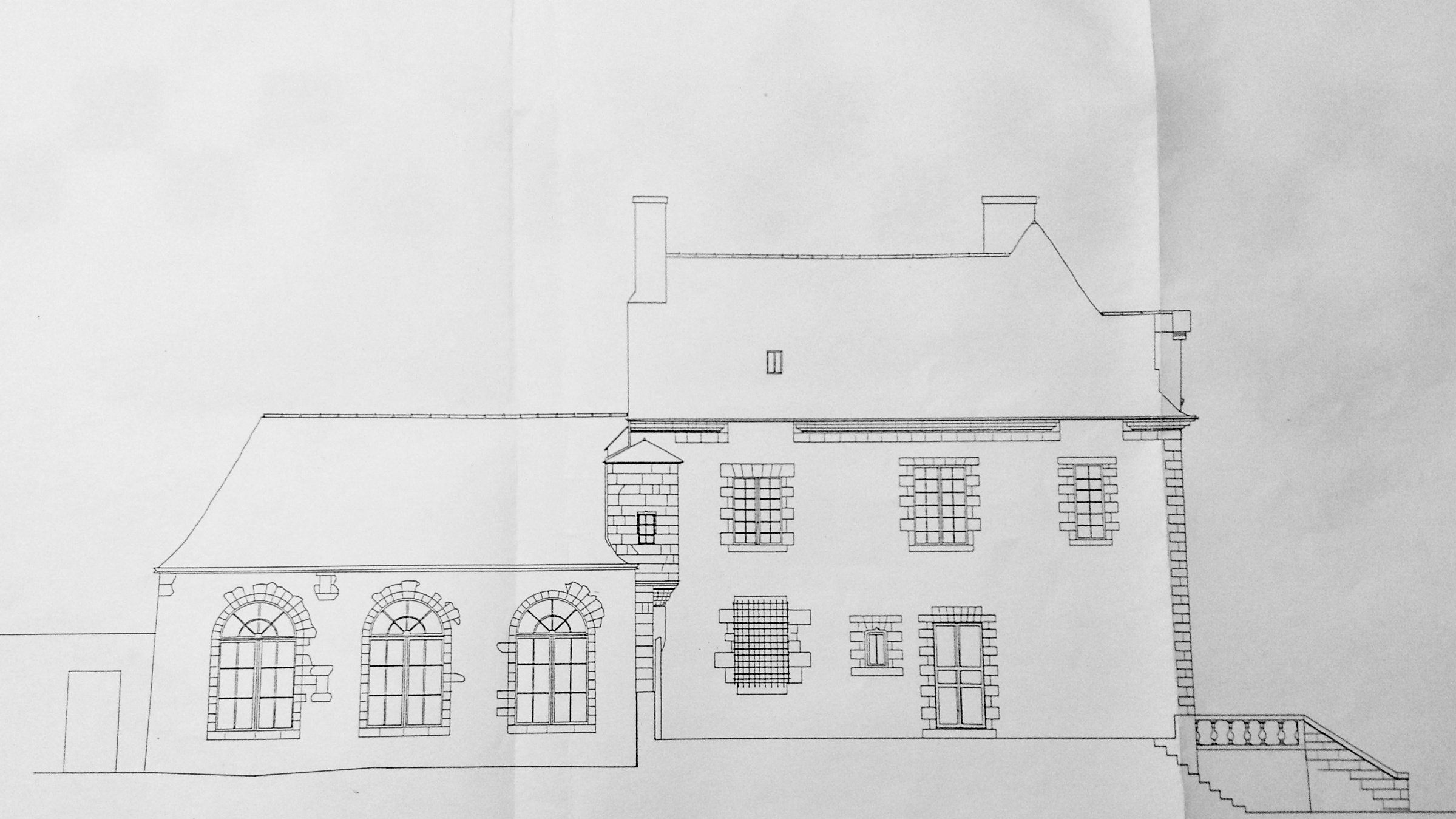
Élévation de la façade de la partie médiévale du château.
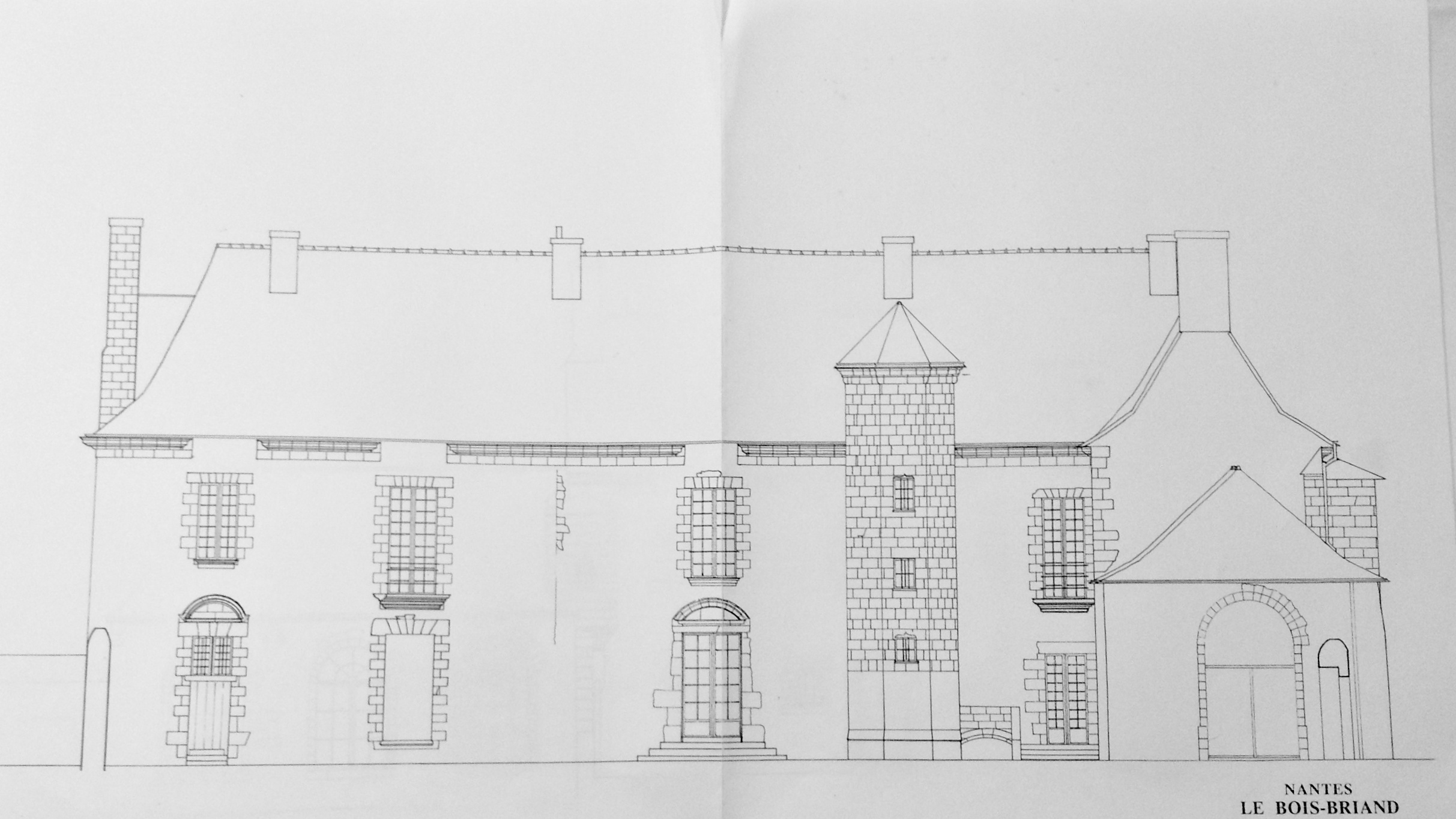
Élévation de la façade Est du château.
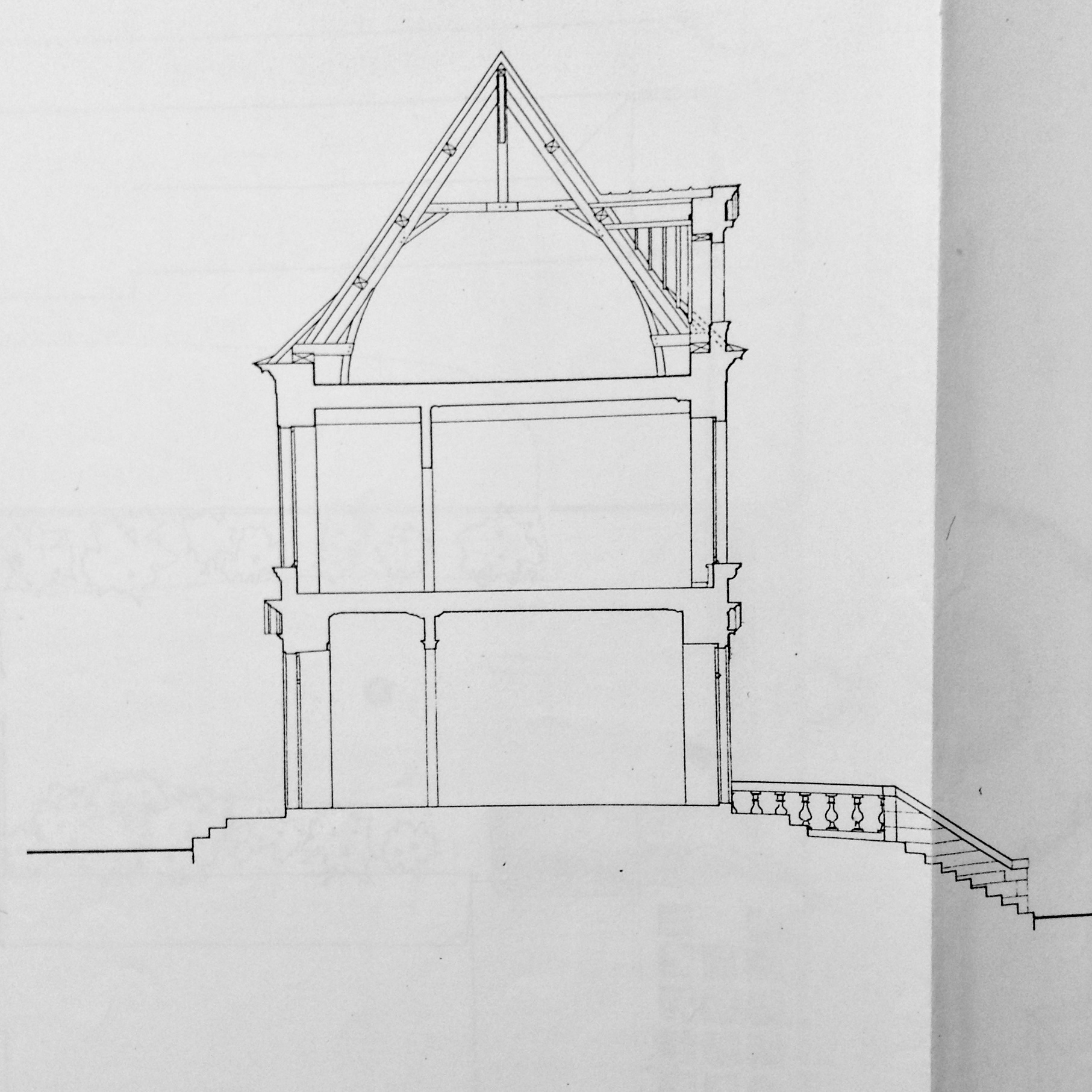
Élévation du pignon sud du château.
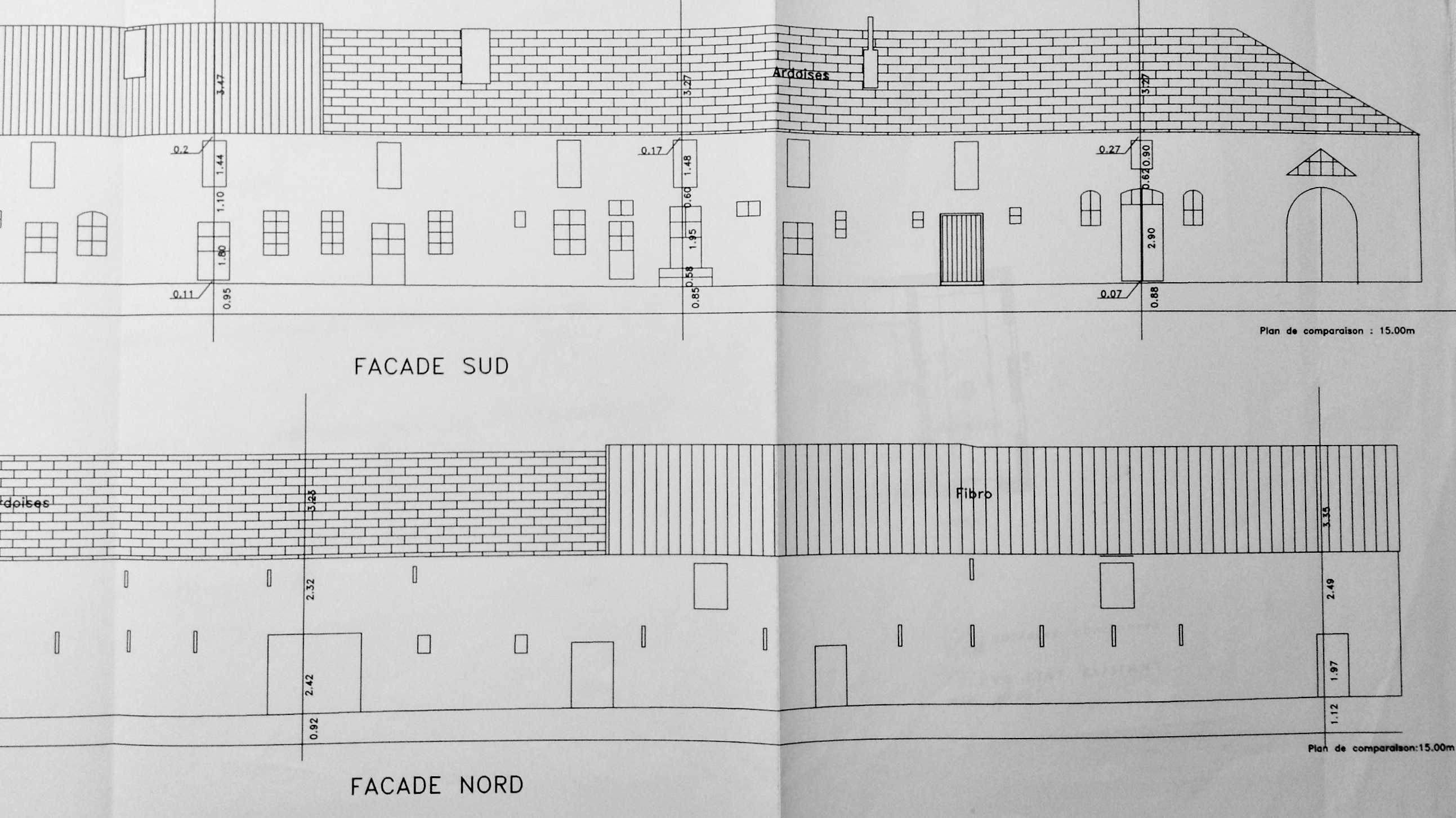
Élévation de la façade du château.
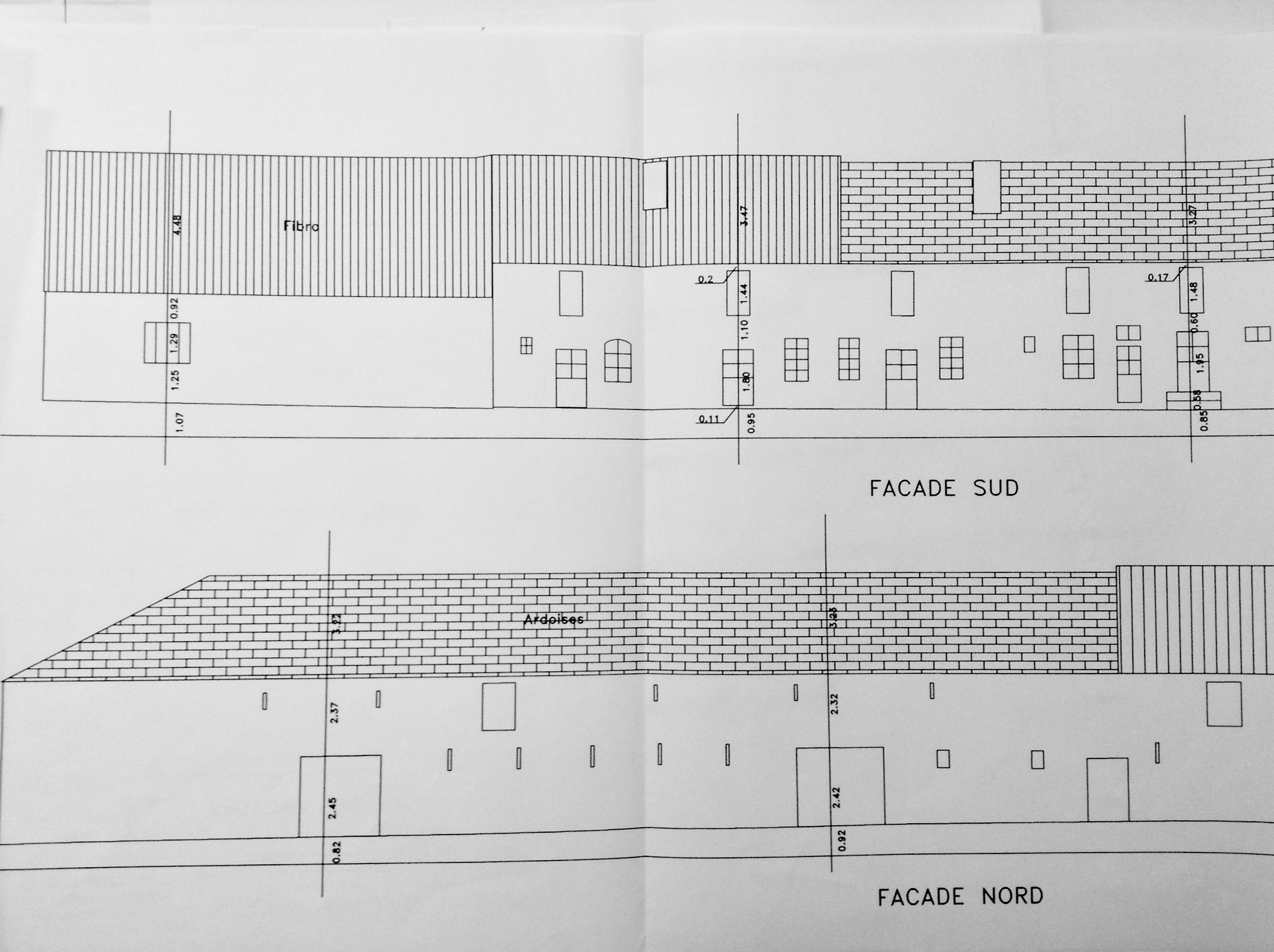
Élévation de la partie Est des communs du château.

- Les portes de l'écurie et fenêtres de la chapelle sont bouchées. Les croisées de l'orangerie sont percées sur la façade sud du bâtiment édifié en 1771.
- La cour du XVIIe siècle est percée, au XVIIIe siècle par un caniveau de pavés de granit. Ce caniveau est destiné à approvisionner en eau du puits le bassin circulaire déplacé du jardin à la française (côté est) vers la cour d'honneur élargie (côté ouest).
- 1771 - la chapelle du château est consacrée. Elle sera transformée en écurie à la Révolution, puis, en orangerie.
- Après la période révolutionnaire - Les portes de l'écurie et les  fenêtres de la chapelle sont bouchées. Les croisées de l'orangerie sont percées sur la façade sud du bâtiment édifié en 1771. Le pigment rose de l'enduit de la façade nord de l'orangerie est antérieur (XVIIIe siècle) au bouchage des portes percées pendant la période révolutionnaire.  Il semble avoir été protégé des intempéries par la vigne vierge.
- 1792 - L'ancien presbytère (vers le XVIIe siècle) de l'église de Sainte-Luce sur Loire, situé au no 19, rue du Président-René-Coty (cet édifice s'appelait encore « La Massonnerie ») est cédé par Le Meneust des Treilles aux Karcher en 1792, puis à la commune de Sainte-Luce-sur-Loire en 1810.

### XIXesiècle, Boisbriant et les Amériques

Bois-Briand accueille les Américains
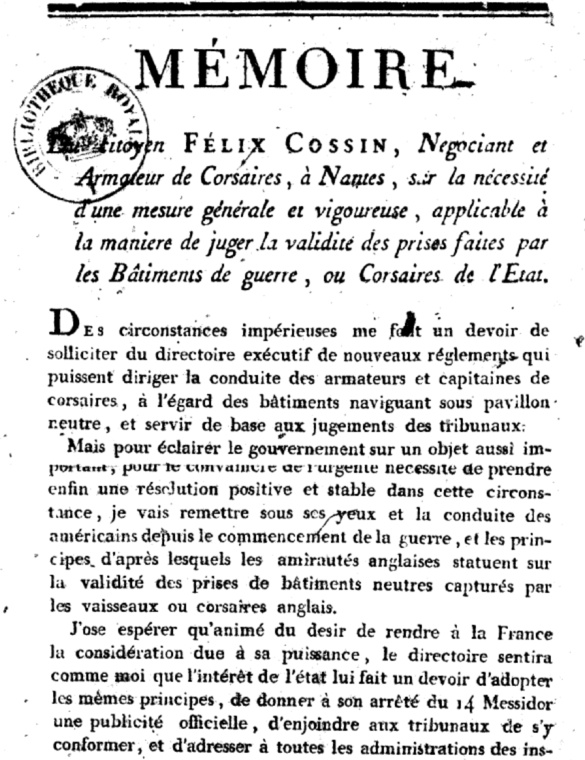
Mémoire de Félix Cossin
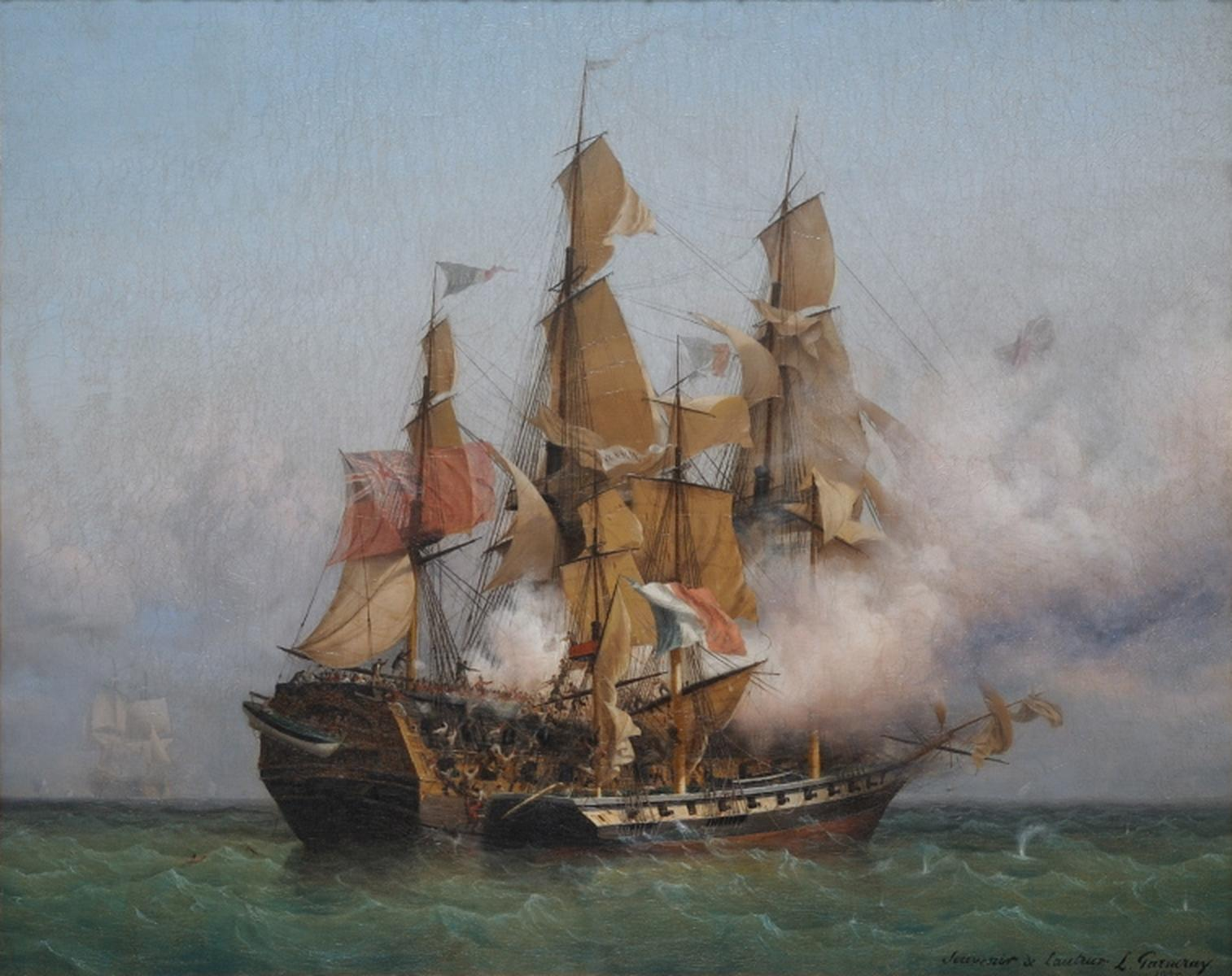
Navire corsaire « La Confiance » de La Pérouse; homonyme du navire corsaire de Cossin et son fils adoptif « Mylord Quirouard »

Félix Cossin de Chourses - le corsaire négrier. Son petit-fils épouse une princesse (Murat); sa petite-fille donne naissance à l'inventeur de l'automobile (de Dion)
- 1815 - Né à L'île Bouchard, décédé en 1816, Félix Cossin, négociant, est élu au conseil municipal de Nantes en 1803 sous la mairie d'Augustin de Loynes [28]. Nommé par décret du 7 prairial an XI (27/05/1803), il va siéger du 24 mai 1805 au 1er mai 1815. Il acquiert judiciairement en 1815 le château de Maubreuil, à Carquefou, et ses six métairies pour 171 000 livres (du marquis de Maubreuil). C'est, sans doute, à la même époque qu'il acquiert Bois-Briand. Félix Cossin laisse à sa mort, en 1816, la plus grosse fortune de la ville de Nantes au XIXe siècle, avec plus de 4 000 000 F, dont le quart en biens mobiliers :

21 000 F en argent comptant,
77 000 F en portefeuille,
400 000 F en créances hypothécaires,
178 000 F de créances actives,
150 000 F en marchandises
230 000 F en 10 navires.
Félix Cossin s'établit à Nantes à partir de 1789, comme négociant armateur au 42, quai de la Fosse avec son frère Jean. Ils pratiquent la traite négrière et arment pour faire la course à partir de 1793, avec L'Eugénie et La Nouvelle Eugénie (Jean Cossin), La Félicité, La Célestine, et la corvette de l’État La Musette, armée de 18 canons de 12 et de 6. Puis, en 1797, Le Chéri, La Confiance, L'Oiseau armé de canons de 6 et de 12 avec 100 hommes d'équipage.
Armateur à Nantes du corsaire La Confiance, Cossin en donne le commandement, en 1797 à son fils adoptif Julien « Mylord Quirouard » de Pornic, dit « Courte Queue » en raison de son catogan. La maison d'armement Félix Cossin & Cie fait également du trafic négrier sur la Havane. Capitaine du trois-mâts La Confiance, navire de 300 tonneaux. En 1792, Mylord commandait le navire Les Deux Frères qui, armé de 22 canons et de 120 hommes, s'empara en 1793, du gros brig hollandais Le Dolphin. Sa cargaison fut estimée à deux millions de livres. Entre autres prises, le brig anglais Caractacus, chargé de morues sèches, La Charlotte, trois-mâts anglais, (400 000 francs), La Junon, brig américain (250 000 francs). Le 11 floréal, le capitaine Quirouard aperçut une voile courant sur lui. Il prit immédiatement le bord rencontre, et arbora pavillon anglais à une distance d'une petite lieue de ce bâtiment, qui cargua ses voiles et l'attendit. Parvenu à portée de fusil, La Confiance hissa les couleurs nationales appuyées d'un coup de canon en l'air. L'anglais répondit par le feu de toute sa bordée, et combattit vigoureusement pendant une heure et demie, au bout de laquelle il dût se rendre. C'était La Henriette, lettre de marque de 300 tonneaux, armée de 12 pièces de 623 hommes d'équipage, 6 passagers. Les marchandises sèches recelées dans sa cale donnèrent un total de 120 000 francs.
- 1816 - Au décès de son père, Julie, fille de Félix Cossin, hérite de Boisbriant. Sa nièce, Clémentine Cossin de Chourses donnera naissance à l'inventeur de l'automobile, le marquis de Dion. Celui-ci naît au château de Maubreuil en 1856. Maubreuil avait été acheté par son grand-père, armateur. Le marquis de Dion poursuivra la tradition de « père nourricier » de son grand-père Cossin (cf. « Mylord Quirouard », capitaine corsaire). En effet, il serait le « père nourricier » (avec Crapo Durant, gouverneur du Michigan) d'un autre héros de l'histoire de l'automobile, Louis-Joseph Chevrolet.
- 1817 - Julie Cossin est déboutée d'une requête qu'elle a formulée concernant des travaux (à Boisbriant?), au lieu-dit « le pontceau des Nones Blanches », sur la route de Paris. Dans une ordonnance du 16 juillet 1817 (Recueil général des arrêts du Conseil d'État), elle est considérée comme mineure, elle est représentée par « le sieur Lorette », son curateur.

Le 27 décembre 1817, à l'âge de 18 ans, Julie Cossin de Chourses épouse Alexandre, Charles, Gustave de Chassiron, baron de Chassiron (né au château de Beauregard à Nuaillé).
- 1818 - Le 5 décembre, Julie Cossin de Chourses et son mari Alexandre Gustave, baron de Chassiron donnent naissance, à Nantes, à un fils qui deviendra un personnage hors du commun : Charles-Gustave Martin, baron de Chassiron.

Charles Gustave Martin, baron de Chassiron
- 1820 - Le 25 août - Julie Cossin de Chourses décède à l'âge de 21 ans. Née le 25 février 1799, à Nantes. Au décès de sa mère, Julie Cossin de Chourses, Charles Gustave de Chassiron hérite de Boisbriant. En 1820, le logis de La Thébaudière, route de Thouaré, appartient à la famille Chassiron-Cossin (propriétaire de Boisbriant) qui la vend à son régisseur Jacques Philippe Brevet, alors maire de Saint-Luce-sur-Loire. La demeure comportait une tourelle renaissance, un beau porche d'entrée, des douves et un étang. Descendant de navigateurs, voyageurs, diplomates, politiciens et hommes de lettres. Charles Gustave de Chassiron passe son enfance près de Courçon (17). En 1848, il entre dans la carrière diplomatique au poste d’attaché d’Ambassade en Tunisie. À son retour d’Afrique du Nord, il fait publier un ouvrage intitulé « Aperçu Pittoresque de la régence de Tunis » [30]. Enfin, en 1857, il est détaché extraordinaire en « Chine » et au « Japon » de 1858 à 1860 lors de la Mission diplomatique française en Extrême-Orient. Membre de la première ambassade envoyée de 1858 à 1860 pour renouer des relations commerciales avec la Chine et le Japon (après deux siècles sans relations diplomatiques), auteur de Notes sur le Japon, la Chine et l’Inde, 1858, 1859, 1860 (Paris, 1861), membre de la Société d’ethnographie dès 1862. Il a rapporté du Japon des objets d’art, des laques, des livres, etc. Le 6 janvier 1850, le fils de Charles-Alexandre Baron de Chassiron et de Julie Cossin de Chourses, épouse la princesse Caroline Murat, fille du Prince Lucien Joseph Murat, de Pauline Bonaparte et nièce de Napoléon Bonaparte.

#### Laure Gaigneron de Marolles

Laure Gaigneron de Marolles, harpiste et aquarelliste, à Bois-Briand
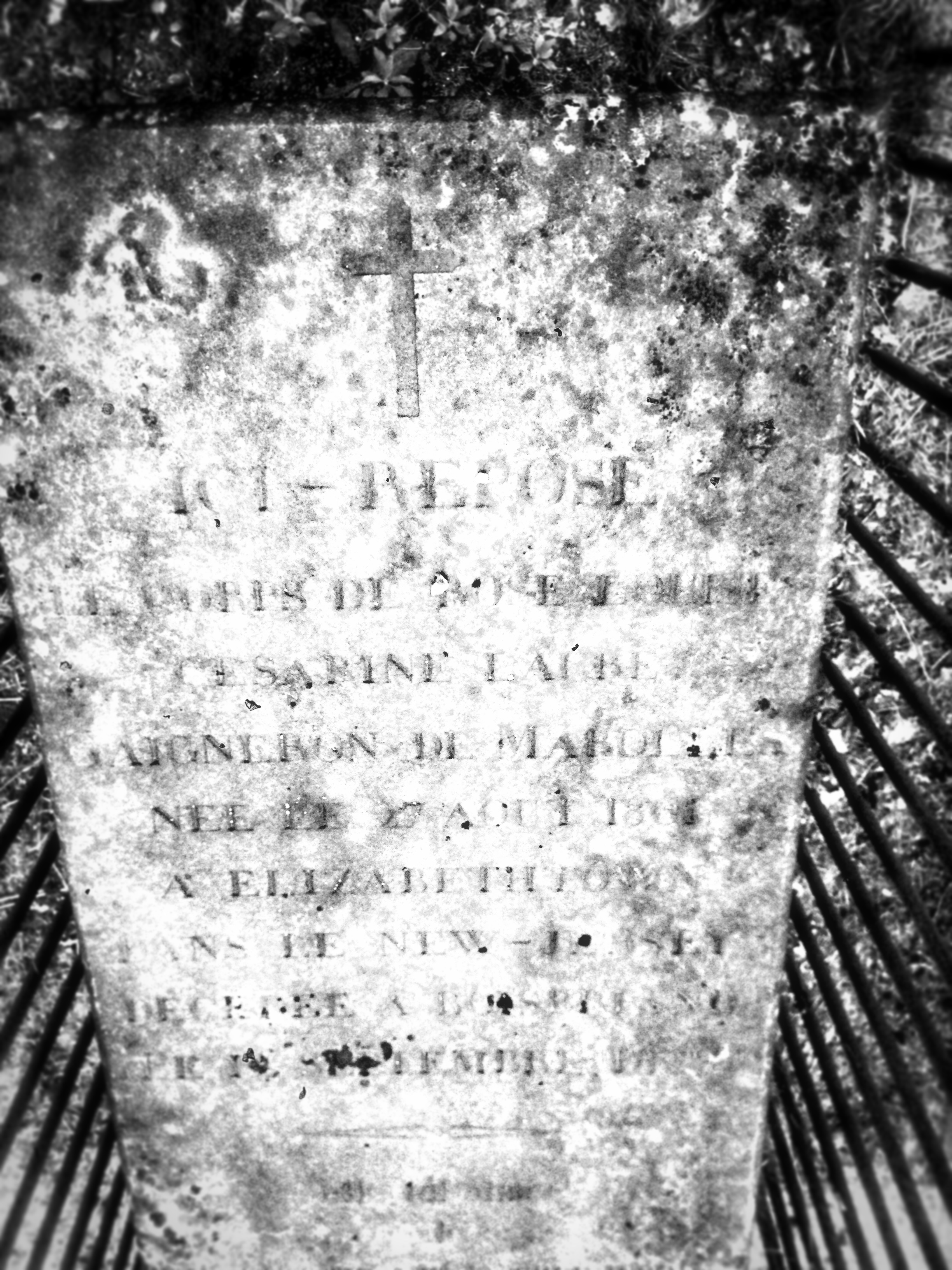
Tombe de Laure Gaigneron de Marolles « Elle fut aimée de tous ceux qui la connurent » XIXe.
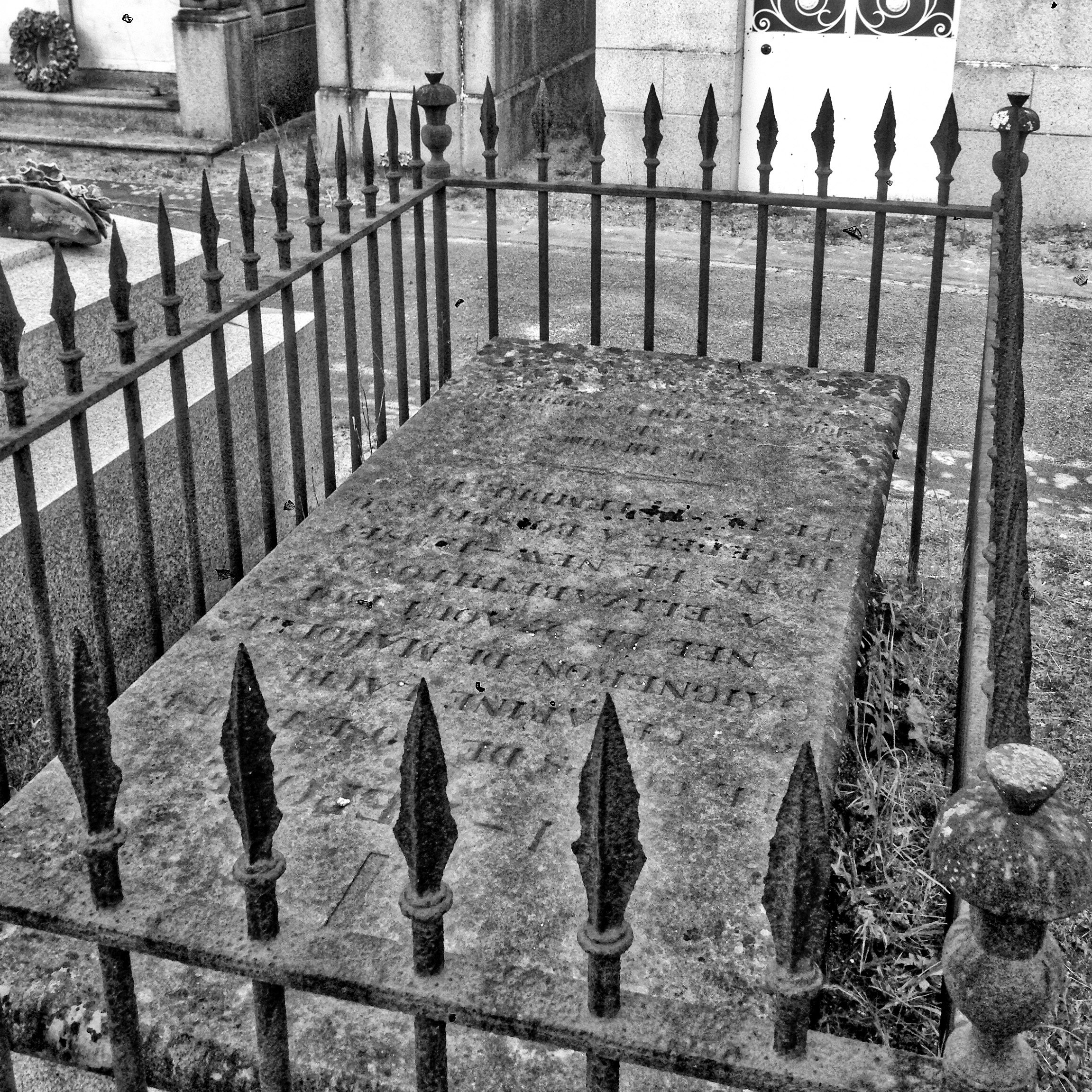
Tombe de Laure Gaigneron de Marolles au cimetière Toutes-Aides de Nantes, XIXe. L'épitaphe dit : « Elle fut aimée de tous ceux qui la connurent ».

Le XIXe siècle est marqué, à Bois-Briand, par l'arrivée de propriétaires venus des Antilles françaises et des nouveaux États-Unis d'Amérique. On trouve dans Les Annales du Pays nantais no 141 (ou le Bulletin de la Société archéologique) l'information selon laquelle les officiers de marine « Les Meneust des Treilles, seigneurs du bourg de Sainte-Luce, auraient vendu le Boisbriant aux négociants nantais Gaigneron de Marolles. »
- 1825 - installation, à Bois-Briand, de Laure Gaigneron de Marolles et de sa famille (les Gaigneron de Marolles n'auraient été que locataires de cette maison qu'ils aimaient tant). La famille de Marolles avait servi Franklin et la cause de l’indépendance des États-Unis avec les Budan du Vivier, Leray de Chaumont, Gruel, Tessier, Peltier du Doyer, Monthieu, Penet, Dacosta de La Closille, Lincoln, Linsens, Julien Poydras de Lalande[31]. Toutes ces familles se fréquentaient à Nantes et une grande solidarité les reliait. La famille Gaigneron de Marolles s'établit à la Martinique, semble-t-il avant 1650, dans le quartier du Lamentin. Les alliances se font aussi bien avec la noblesse qu’avec la bourgeoisie commerçante, comme il arrivait souvent aux Antilles. Une carte de la plantation du Lamentin se trouve sur les murs du vestibule d'entrée du château de Thoiré (appartenant, à l'origine, à la famille de la Londe), château mis en vente en 2013. Par ces alliances dans le milieu du négoce, cette famille tourangelle acquiert des attaches avec le Pays nantais. Les deux propriétés agricoles des Gaigneron de Marolles, en Martinique, sont estimées à 421 000 francs lors de la succession Durocher [32].
- Anne Rose Budan[33] est la mère de Laure Gaigneron de Marolles.
- 13 septembre 1829 - décès de Laure Gaigneron de Marolles. La tombe de Laure Gaigneron de Marolles (cimetière de Toutes-Aides) indique que la propriétaire de Bois-Briand, en 1829, est née en « Amérique septentrionale ». Il existe une abondante correspondance de cette jeune harpiste et aquarelliste. Elle y fait part de l'agrément de la vie à Bois-Briand : « Nous y menons bonne et douce vie ». La sœur de Laure est Marie-Marguerite, Elisabeth, Amélie de Gaigneron Jollimon de Marolles[34].
- 1857 - Les Chassiron cèdent le Bois-Briant à Chassaing, ami de Gicqueau et de Cacault[35]. Originaire de Riom (Puy-de-Dôme), Chassaing avait été employé dans la Gabelle à Saint-Julien-de-Vouvantes où il se fixa, devint notaire, receveur des Devoirs, puis administrateur du District de Chateaubriant. Ayant acquis des biens nationaux (dont Boisbriant) et, par suite, menacé, il se réfugia à Nantes. En retraite, il se retira au Boisbriant. De son épouse, Perrine Martin, il a eu une fille, Perrine[36]. Gilbert Chassaing était un ami de Dominique Gicqueau, fixé au Pressis-Chéreau (Carquefou). Chassaing était le notaire de Saint-Julien-de-Vouvantes, commune où naquit Dominique Gicqueau. Dominique Gicqueau est une très belle figure de l'époque de la Révolution : esprit sage, partisan des réformes politiques et sociales.
- 1865 - Les familles Cottin de Melleville et Cebron de Lisle deviennent, par héritage de leur tante Zélie Chassaing, les propriétaires du Bois-Briant. Plus tard, en 1905, les Cottin de Melville, décédés sans enfant, lègueront Boisbriant à leurs neveux Cebron de Lisle.

### Architecture duXIXesiècle
Il est vraisemblable que Laure Gaigneron de Marolles ait fait percer la façade sud de la chapelle (transformée en écurie durant la Révolution). Créant (ou re-créant) une orangerie toujours en fonction, aujourd'hui. De même, alors qu'elle regrette « l'absence de lieu où se tenir à l'ombre, en été », le mail de tilleuls américains, situé face au pignon sud de la maison, est, peut-être, un nouveau témoignage du désir d'améliorer, encore, l'« agrément » de la vie à Bois-Briand.

### XXesiècle
- 1908 - Rattachement de la commune de Doulon à la commune de Nantes.
- 1941-1945 - Le château est occupé par des officiers allemands tandis que les propriétaires doivent se réfugier dans les communs et sous les combles.
- Libération - Les anciens occupants allemands sont condamnés à refaire la toiture du bâtiment des communs (en ardoise au lieu de la tuile originelle). Ils sont aussi chargés de creuser un puits en aval du miroir d'eau. Ce puits sera comblé en 2006, lors des travaux d'aménagement de la promenade publique.
- L'exploitation viticole et fructicole fait place, après la Deuxième Guerre mondiale, à une exploitation maraîchère.

En 1996, au moment du départ à la retraite du dernier maraîcher, la propriété est cédée à la famille Delalonde, propriétaires actuels.
- En 1997, le conseil municipal de la ville de Nantes vote la réalisation d'un lotissement dans le jardin à la française et la récupération par la Ville du Miroir d'eau et ses abords pour en faire un jardin public.
- Depuis 1997, l'orangerie sert de cadre à l'enregistrement de disques, d'émissions de radio et d'exposition de travaux d'artistes.

### Personnages singuliers

#### René Charette, écuyer
Au décès de son grand-père, Louis Charette, seigneur de Bois-Briant et à la demande de son tuteur, le jeune écuyer René Charette cède Bois-Briand par adjudication du 3 décembre 1691. Louis Charette de Bois-Briand était, sans doute, président à la Chambre des Comptes de Bretagne. La vente est consignée dans le registre 16, feuillet 48, à la date du 12 juin 1694.

#### Pierre Le Meneust des Treilles, président à la Chambre des Comptes de Bretagne
L'acquéreur de Bois-Briand, Pierre Le Meneust, président des Treilles, réside rue des Cordeliers, dans la paroisse de Saint-Léonard, à Nantes. L'entrée dans les lieux du nouveau propriétaire intervient le 16 juin 1694. Elle est consignée dans le document Alexandre 4 E 2 12 aux Archives départementales (Archives notariales de la Ville de Nantes).

#### Rose-Anne Budan
Rose-Anne Budan appartient à une famille de marchands nantais habitant la Fosse. Elle épouse Joseph Nicolas de Marolles. Les Budan achètent, vers 1750, une charge anoblissante de conseiller du Roi. Les Budan sont une famille bourgeoise d’origine ancienne et qui fournit au XVIIIe siècle (1733) un échevin, juge-consul à la ville de Nantes - une branche de cette famille est implantée à la Guadeloupe, d’où l’origine probable des biens du ménage Marolles - une autre branche, les Budan de Russé, habite le Saumurois.

#### Laure Gaigneron de Marolles
« Le 13 septembre 1829, à neuf heures du matin, sont comparus devant nous, Monsieur Charles de Kersabiec, propriétaire, demeurant à Nantes, rue Malherbe (31 ans) et Joseph Millet, laboureur (42 ans), demeurant au Bois-Briand en cette commune. Ils ont déclaré qu’hier, à 5 heures du soir, est décédée au château du Boisbriand, demoiselle Rose-Louise Césarine Laure Gaigneron de Marolles, fille de Monsieur Joseph Nicolas Michel Gaigneron de Marolles et Dame Rose Anne Budan, propriétaire, née en 1801 à Elisabeth Town dans l'État de la Nouvelle Jersey, Amérique Septentrionale et les comparants ont signé avec nous. »
Charles de Kersabiec est le propriétaire du Grand-Blottereau. En l’an VIII (1800), le Grand-Blottereau appartient à Siochan de Kersabiec (Cincinatus). Le Grand-Blottereau sera vendu en 1823 à Law de Lauriston.
Camille Mellinet, dans son Histoire de la Musique, à Nantes, fait, ainsi, l’éloge funèbre de la jeune harpiste :
« La mort l’arrêta dans une carrière dont nul ne pouvait prévoir l’avenir : elle mourut ! Elle qui alliait la noblesse de l’âme à la noblesse de famille, la pureté d’un ange au génie de l’homme ; elle, riche de tout ce qui devrait rendre heureux dans la vie : les dons de la fortune et ceux de l’intelligence, la tendresse inquiète de la famille et la bienfaisance discrète pour le pauvre, le culte pieux et la douce tolérance qui font pardonner la croyance par l’incrédulité même... Elle mourut; elle qui avait de si beaux jours devant ses regards... Lettres, sciences, beaux-arts, elle semblait avoir tout deviné plutôt que tout appris... C’était trop pour une femme si jeune encore, et Dieu sembla l’appeler à lui comme pour donner une mission divine à cette âme supérieure qu’il trouvait trop pure pour ce monde... ».
L’origine de la famille Jollimon Gaigneron de Marolles est tourangelle. Elle remonte à Jean Gaigneron, sieur de la Grandière, lieutenant particulier à Loches en 1454. Donc une famille originaire du Lochois, établie à la Martinique, semble-t-il avant 1650, dans le quartier du Lamentin, dont les alliances se font aussi bien avec la noblesse qu’avec la bourgeoisie commerçante, comme il arrivait souvent aux Antilles.

L'auteur de ces lignes a pu détailler une carte de la plantation du Lamentin sur les murs du vestibule d'entrée du château de Thoiré (appartenant, à l'origine, à la famille de la Londe), château mis en vente en 2013.

Par ces alliances dans le milieu du négoce, cette famille tourangelle acquiert des attaches avec notre pays. Familles alliées : le chevalier de Montespin (en Martinique), les Maupertuis, de Labbadie (oncle bordelais de Laure). 
Une dame de Marolles a donné une grosse somme d’argent au duc de Bouillé, gouverneur de la Martinique à l’intention des insurgés américains et pour financer une expédition pour leur venir en aide. Gilles Perrault a écrit un livre La revanche américaine sur cette époque. En remerciement, le roi Louis XVI a offert une pendule et un service de table (nappe) représentant la bataille de Fontenoy. Ce service appartenait toujours, vers 2005, à la famille Alain de Marolles. La famille avait servi Franklin et la cause de l’indépendance des États-Unis avec les Budan du Vivier, Leray de Chaumont, Gruel, Tessier, Peltier du Doyer, Monthieu, Penet, Dacosta de La Closille, Lincoln, Linsens, Julien Poydras de Lalande. Toutes ces familles se fréquentaient à Nantes et une grande solidarité les reliait. Des Marolles sont rentrés de Martinique du temps de Louis XVIII et se sont établis place du Palais Bourbon à Paris. Une sœur d’Hortense de Beauharnais a épousé un Marolles. Napoléon III est venu à Nantes à l’occasion de la communion de sa filleule. Une généalogie très détaillée se trouve à Fercé dans la propriété des Marolles (Sarthe).
Les Gaigneron de Marolles auraient vendu Bois-Briant aux Olivier Mairy.

#### Pierre-Léon Meneust dit Bois-Briand
Pierre-Léon Meneust, ancien officier au régiment de Normandie, est propriétaire à Saint-Domingue et domicilié à Paris. Les biens des Le Meneust auraient été vendus au moment de la Révolution après avoir été évalués par Ganuchaud et Pierre Loyen.

Le 28 fructidor : « L'inscription sur une liste d’émigrés.

Le 8 vendémiaire, réponse : « Pierre-Léon Meneust dit Bois-Briand, ancien officier au régiment de Normandie, possédant la terre de Bois-Briand n'a point eu de domicile en la commune depuis plus de 15 ans ». Le 29 fructidor an 7 (1799), le ministre de la police générale de la République au commissaire du Directoire exécutif du département de la Loire-Inférieure : « L'inscription de Pierre Jean Marie Meneust (ancien lieutenant de vaisseau) sur une liste d'émigrés propriétaires à Saint-Domingue et propriétaire à Paris correspond-elle bien à la réalité ? » . Le 8 vendémiaire an 7 (1799). Réponse : « La notoriété publique est qu'il n'a point eu de domicile en la commune depuis plus de 15 ans. Ainsi, son inscription sur la dite liste tombe de droit ».

#### Alexandre de Chassiron et son épouse, Julie Cossin
Selon une source non identifiée, en 1800, Alexandre de Chassiron (époux de Julie Cossin qui décède à Bois-Briand en 1820) serait propriétaire du Bois-Briant (hypothèse à vérifier). Si tel était le cas, Bois-Briand serait entré en possession de Julie Cossin, non par son père (Félix Cossin) mais par son mari ce qui est douteux.
Le Marquis de Maubreuil défraya la chronique par ses exploits sous l'Empire et la Restauration. À l'occasion des travaux de réhabilitation du château de Maubreuil, en 2008, l'architecte Yves Steff découvrit divers documents attestant que Bois-Briand servit de modèle à la conception du château de Maubreuil. L'un des concepteurs de Maubreuil servit le roi de France comme corsaire.
Le marquis de Maubreuil emprunta beaucoup d'argent à ses amis de Chassiron-Murat (le petit-fils de l'armateur Félix Cossin se nomme de Chassiron ; il épouse la princesse Caroline Laetitia Murat). Ceux-ci devinrent peu à peu propriétaires du Bois-Briant et des Thébaudières en Sainte-Luce. Leur ami le négociant Sallentin, gros fournisseur de blé sous le Premier Empire, acquit la Barre de Riou et la Filonière.

En 1815, Maubreuil devait 180 000 francs à Félix Cossin. Celui-ci aurait acquis Maubreuil par adjudication, en 1815. Bien que lié à l'aristocratie par ses ancêtres, le marquis de Maubreuil fut un temps impérialiste et reçut Jérôme Bonaparte et ses amis Cossin (Julie Cossin est la mère; Félix Cossin est le beau-père de Chassiron-Murat) et de Chassiron-Murat (la princesse Caroline Laetitia Murat a épousé Charles Gustave Martin de Chassiron). Maubreuil devint ensuite la propriété de marquis de Dion qui fut un des inventeurs de l'automobile.

#### Le baron de Chassironet son épouse, la princesse Caroline Laetitia Murat
La Princesse Caroline Laetitia Murat (née le 31 décembre 1833 à Bordentown (New Jersey), morte le 23 juillet 1902). Le 6 janvier 1850, elle épouse Charles Gustave Martin de Chassiron, et, en secondes noces, John Lewis Garden, en 1872. Son nom d'épouse devient, alors Garden,,

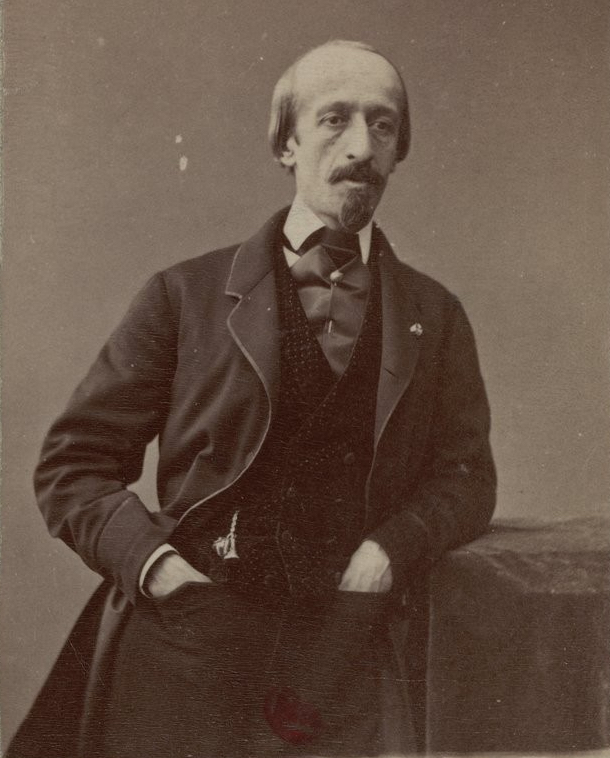
Baron Charles Gustave Martin de Chassiron.
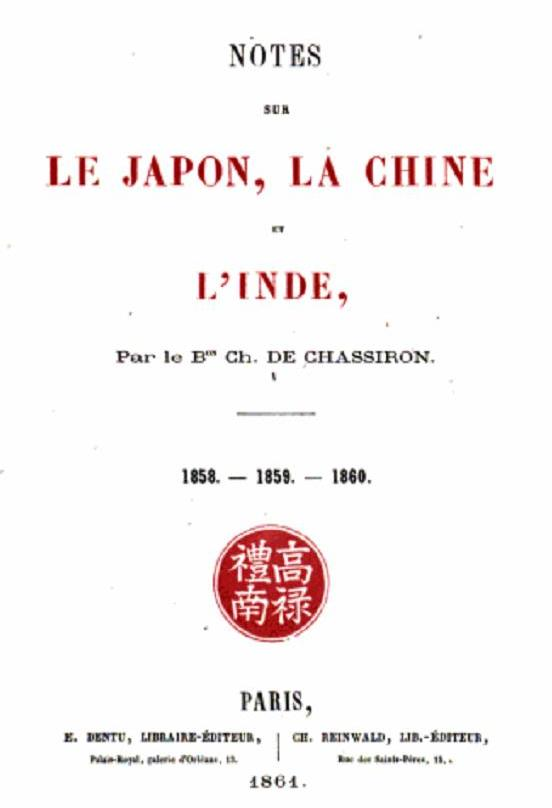
Notes sur le Japon, la Chine et l'Inde.
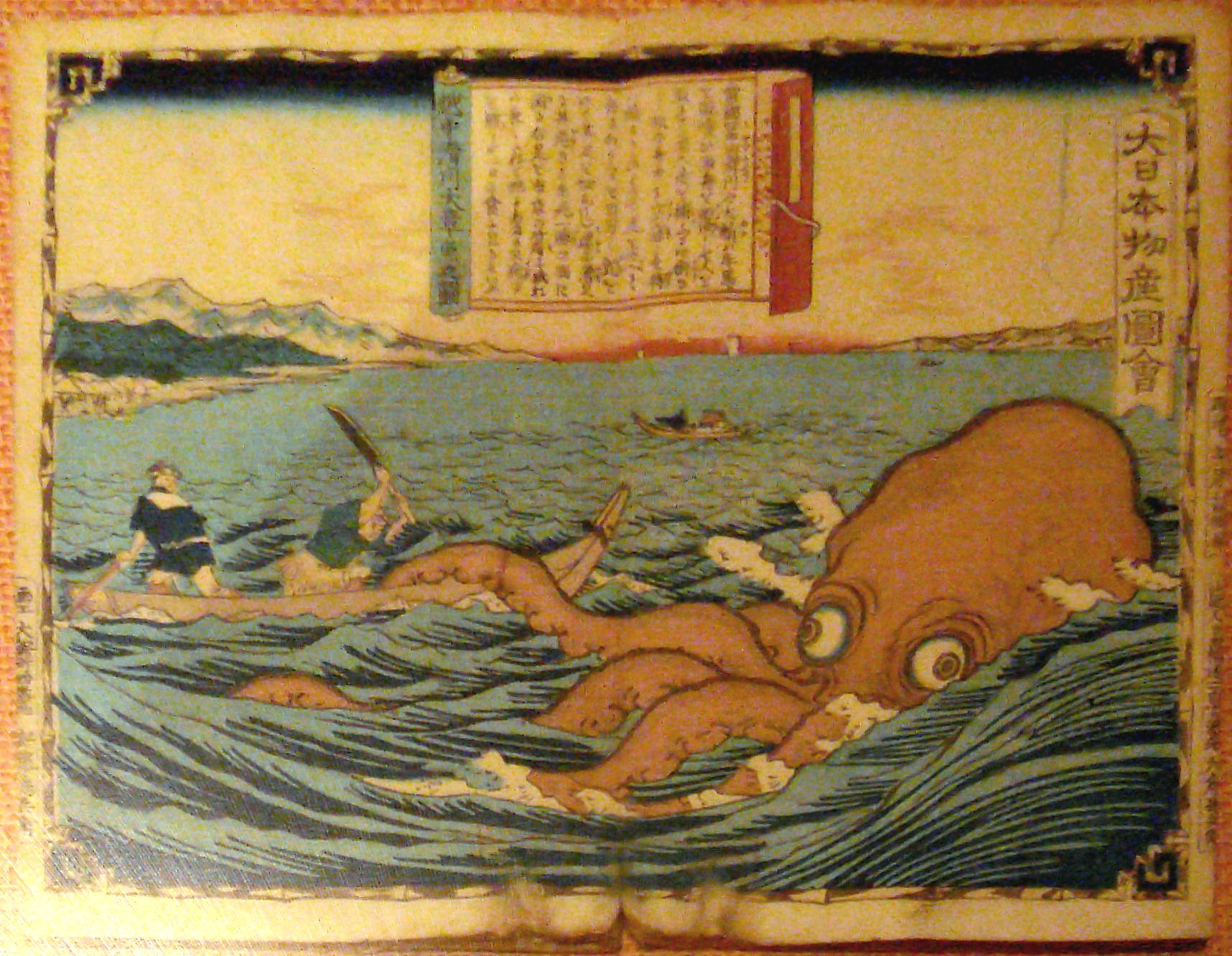
Collection du Baron de Chassiron.
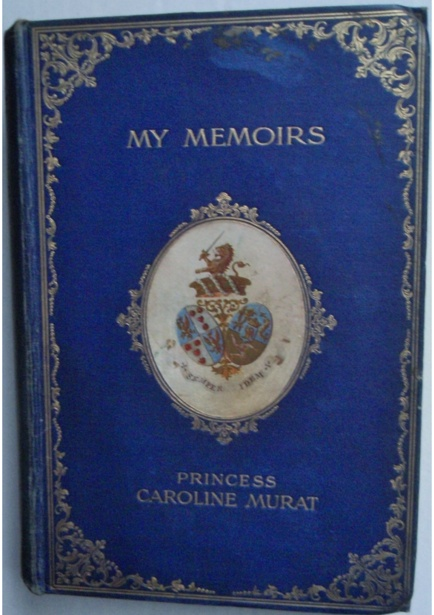
Memoirs Princesse Caroline Laetitia Murat.
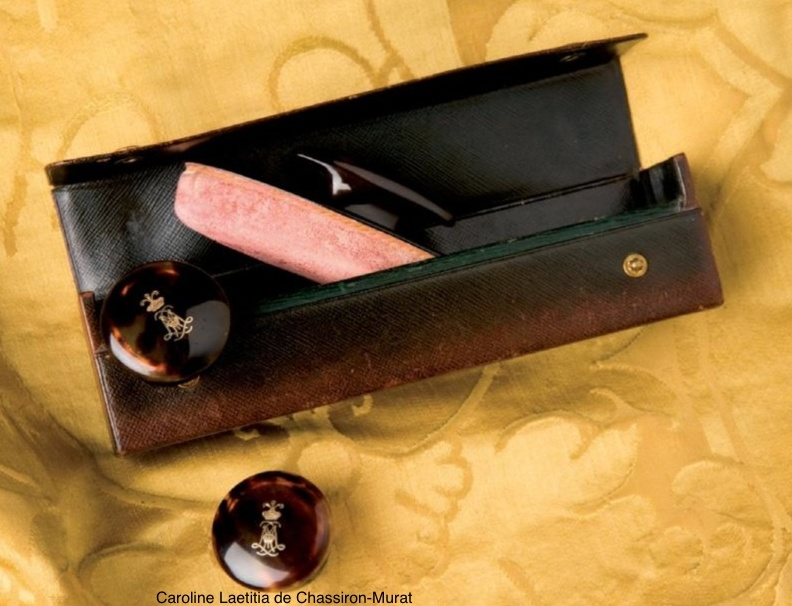
Nécessaire à ongles de la princesse Caroline Laetitia de Chassiron-Murat - Catalogue de vente aux enchères

## Ouverture au public
Le domaine de Bois-Briand est ouvert au public depuis 1997, les samedis et dimanches d'avril à septembre, de 12 heures à 18 heures. La visite de l'ensemble de la propriété est assurée gratuitement par le propriétaire, guide-interprète national en anglais et/ou en espagnol. En cas d'absence du propriétaire, les visiteurs sont guidés à travers les jardins et les bâtiments par un occupant des lieux. Pendant et en dehors de ces périodes d'ouverture légale tous les visiteurs sont bienvenus, également; dans ce cas, l'idéal, pour bénéficier d'une visite complète, est de prendre rendez-vous.
L'orangerie de Bois-Briand est ouverte tout au long de l'année pour des expositions de peinture, de sculpture, l'enregistrement de concerts, l'organisation de master-classes de violon, l'enregistrement d'émissions de radio, de télévision et d'émissions pédagogiques de formation à distance.

L'orangerie héberge, également, des réunions de travail pour des programmes de recherche et développement et des actions de coopération internationale.
Des ateliers sont à la disposition d'artistes pour des résidences dans le domaine musical et les arts appliqués.
Les historiens et généalogistes sont invités à contribuer aux efforts des propriétaires de collecte d'informations sur l'histoire de la maison et de ses occupants successifs depuis le Moyen Âge.
De même, l'ensemble des occupants successifs de Bois-Briand participe à la démarche de relecture de l'architecture et des plantations. Ainsi en est-il des enfants des écoles, des occupants de la maison de retraite voisine, des salariés du centre d'aide par le travail, engagés dans l'entretien du parc, des anciens locataires, résidant dans la région ou en visite à Nantes. À l'occasion de « fêtes de famille », « anniversaires de mariage », « lectures de poésie », « expositions », « concerts », et autres visites d'artistes en tournée en France ou en Europe.

Les raisons du « bonheur de vivre » à Bois-Briand et à Nantes constituent le sujet de conversation favori de ces visiteurs.

À l'inverse, le caractère ingrat de l'environnement urbanistique créé (en 1998/2002) à l'initiative de la Municipalité nantaise à proximité immédiate du château de Bois-Briand étonne, chaque fois, le visiteur et l'amoureux du Pays Nantais.

### Autres sources
1. "Aveu de Robert de Sesmaisons" du 24 août 1415
2. "Mémoire de la Société archéologique de Nantes V 44"
3. "Archives départementales de la Loire-Atlantique : B 1905 - registre 1683. Pages 69, 70 à 74, E 2988, E 2982, E 3022".
4. "Archives départementales de la Loire-Atlantique : D 44 Q 443"
5. "Archives départementales, Archives Notariales de la Ville de Nantes, notaire : Alexandre, référence : 4 E 2 12"
6. "Des Salles - p. 305"
7. "Bulletin de la Société archéologique du Finistère IX 200, Pr de dom Mor, III 1326, 1553"
8. "Arrêt sur la noblesse" - 1668
9. "Factum des PP jésuites de Nantes est rédigé contre Louise Lefébure, veuve de Charette de Boisbriant, demanderesse en lettres de restitution et en cassation de la vente de la maison du Plessis, à Couffé"
10. Service du Cadastre de la ville de Nantes
11. "La Colinière, Association Doulon-Histoire"
12. Gaëtan d’AVIAU DE TERNAY, « Noblesse et Chambre des comptes de Bretagne », Annales de Bretagne et des Pays de l’Ouest [En ligne], 108-4 |  2001, mis en ligne le 20 décembre 2003, Consulté le 14 avril 2011. URL : http://abpo.revues.org/1674
13. Louis-Nicolas-Henri CHERIN, Abrégé chronologique d’édits, déclarations, règlements, arrêts et lettres patentes des rois de France de la troisième race, concernant le fait de noblesse, 1788, LVI et 619 p.
14. Fourmont, Histoire de la Cour des Comptes, page 318.
15. Bulletin de la Société archéologique du Finistère, IX 200, Pr de dom Mor, III 1326, 1553).
16. Revue de la Société haïtienne d’histoire et de géographie, no 132 à 137, 1981
17. Métais-Thoreau Odile. Sainteté et gestion du patrimoine au XIXe siècle À propos du testament et de l'inventaire après-décès de M. Papin-Dupont, « le saint homme de Tours ». In: Annales de Bretagne et des pays de l'Ouest, tome 100, numéro 2, 1993. p. 203-216. doi : 10.3406/abpo.1993.3478

url : http://www.persee.fr/web/revues/home/prescript/article/abpo_0399-0826_1993_num_100_2_3478
Consulté le 14 avril 2011 
1. Archives départementales de la Loire-Atlantique, B 605, f° 161
2. ADLA 4E 2/636 et 4E 2/1732 et 21 J 20
3. Louis Pierre d'Hozier, Armorial général de France, 1868
4. État des pensions sur le Trésor Royal, tome III, imprimerie royale, 1790
5. Charles-Gustave Martin de Chassiron, Aperçu pittoresque de la régence de Tunis, Paris, 1849
6. ADLA - 4E 2/1325 contrat de mariage du 8 juin 1727, à Nantes
7. Pol Poitier de Courcy, Nobiliaire et armorial de Bretagne, 1862
8. Archives départementales de la Loire-Atlantique, Archives notariales de la Ville de Nantes, Alexandre 4 E 2 12. Alexandre est le nom du notaire dont l'étude a conservé ce document. La vente est consignée dans le registre 16, feuillet 48, à la date du 12 juin 1694.
9. DePalma, Anthony. "If You're Thinking of Living in: Elizabeth", The New York Times, August 28, 1983. Accessed December 21, 2011. "Elizabethtown, as it was originally called, missed the Elizabethan era by just 60 years and, in any event, the Elizabeth for whom it was named was not the queen but the wife of Sir George Carteret, who had received all the land between the Hudson and Delaware Rivers as a gift."
10. Dictionnaire de la noblesse. de la Chenaye, Desbois et Badier chez Schlesinger fères, libraires éditeurs . MDCCCLXVII
11. conversation avec Alain de Marolles circa 2000
12. Registre d’état civil de Doulon
13. http:// julia&keld - www.findagrave.com/cgi-bin/fg.cgi?page=gr&GRid=39069076
14. http://www.amismuseemurat.fr/Descendance.aspx
15. inventaire des secours aux colons de Saint-Domingue aux Archives nationales. Série F12
16. Revue de la Société haïtienne d’histoire et de géographie, no 132 à 137, 1981
17. État actuel de la Mairie de Nantes, Dictionnaire géographique, historique et politique des Gaules et de la France, Louis-Alexandre Espilly, 1768
18. Livre Doré, II, 61
19. Moi, Joseph Mosneron, armateur négrier nantais, 1748-1833, Olivier Pétré-Grenouilleau, Apogée, 1995
20. Pierre-Ignace-Liévin van Alstein : capitaine négrier, Gand 1733-Nantes 1793, Mémoires de l'I.F.A.N, Dieudonné Rinchon, Dieudonné Rinchon (père) IFAN, 1964
21. Jacques de Cauna, Au temps des isles à sucre, histoire d’une plantation de St Domingue au XVIIIe siècle, Khartala, 1987